# Toccata
Pour les articles homonymes, voir Toccata (homonymie).
Vous lisez un « article de qualité » labellisé en 2020.

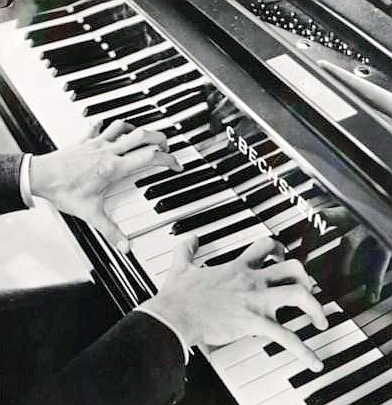
Dinu Lipatti à l'œuvre sur un piano C. Bechstein.

La toccata (de l'italien : toccare, « toucher » ; pl. toccate ; en espagnol : tocar) est, dans la musique baroque, une composition de forme libre pour les instruments à clavier — orgue, clavecin ou piano. Elle est caractérisée par ses figures brillantes, sa virtuosité et son énergie rythmique, avec des sections imitatives ou plus lentes. À l'origine, il s'agit d'une courte improvisation, ou d'un prélude impromptu, destinée à prendre contact avec un instrument. Elle est jouée isolément, soit dans un contexte religieux (au début d'un office), soit dans un contexte profane, lors d'un concert. Si la cantate (de l'italien : cantare) est une pièce à chanter, la sonate (de l'italien : sonare) une pièce à « sonner », la toccata est une pièce à « toucher », devenue progressivement une démonstration de la dextérité de l'interprète virtuose et à même de faire apprécier les qualités de l'instrument à l'orgue.
Avec le prélude, le ricercare, la fantaisie, le capriccio (ou l’intonazzione) et la variation, la toccata participe à l'émergence du répertoire instrumental dès le XVIe siècle. De grands compositeurs s'illustrent ainsi, dont Frescobaldi en Italie, Pachelbel et Buxtehude en Allemagne. Parmi les œuvres les plus célèbres figure la Toccata en ré mineur de Jean-Sébastien Bach, œuvre pour orgue, couplée avec sa fugue.
Les toccatas modernes — parfois destinées à d'autres instruments, voire à l'orchestre — sont plus riches en harmonies et en sonorités. Elles sont alertes, vives, et conservent le même caractère d'énergie rythmique, se rapprochant d'un mouvement perpétuel. C'est le cas pour un nombre important d'œuvres du début du XXe siècle, dont les plus remarquables de Debussy, Ravel, Prokofiev et Khatchatourian, toutes composées pour le piano et les virtuoses.
Une toccata très courte est nommée toccatina ou toccatino.

## Présentation
Le terme « toccata », de l'italien toccare (« toucher »), est l'un des premiers utilisés pour désigner la musique pour clavier. Il est lié à l'idée d'improvisation qui permet, comme son étymologie le suggère, de prendre contact avec l'instrument — comme « une mise en doigt ».
Du point de vue de sa structure, la toccata est peut-être la plus libre des formes instrumentales et l'une des moins construites,, ce qui permet au musicien la recherche d'une expression personnelle. Selon Willi Apel (1972), elle est « la seconde plus importante du genre libre pour la musique d'orgue du XVIe siècle », la première étant le prélude. La toccata se laisse donc mal enfermer dans une définition claire, d'autant que chaque pays suit sa propre évolution, surtout en Italie, dans les pays germaniques et en Espagne (par le tiento, ou tento au Portugal, du verbe tentar « tâter », qui est une sorte de synthèse de la toccata, de la canzone et du ricercare italien). C'est seulement au XVIIe siècle que se fixent le genre et les formes associées.

## Période de la Renaissance
La toccata est apparue dans la musique instrumentale au XVe siècle. Le terme est attesté dès 1494 dans une chronique à propos du couronnement d'Alphonse II à Naples : « toccata de trombette », ou « toccato de trombe », où le mot désigne une fanfare de cuivres destinée à accueillir le monarque ; pièces jouées également en Espagne lors des fêtes. Subdivisée dans deux natures, soit cérémonielle, soit militaire — ce que décrit Cesare Bendinelli — la toccata pour cuivres est à l'origine accompagnée par des timbales. C'est le cas du tucket du XVIe au XVIIIe siècle, qui comprend des sonneries de trompettes accompagnées de tambours (en anglais : tusch et en gaélique écossais : tuck). Des variantes existent en vieux français : touquet (de touchet). Mais les rapports de cette toccato avec la toccata pour clavier sont obscurs. Elle est connue sous les noms de Toccete en Allemagne, tocceda au Danemark, toccata/toccada ou tochate en Italie.

La toccata, à l'origine, se distingue également mal des genres apparentés de forme libre tels que le prélude, l'intrada, l'ancien ricercare, le falsobordoni et l'intonazione, — les Intonationi d’organo (1593) d'Andrea Gabrieli sont là pour confirmer la similitude, et la confusion perdure jusqu'au milieu du XVIIIe siècle dans les traités de Mattheson sur les organistes (1719) et de Marpurg (1754–1778), ainsi que dans la sonate de suonare (« sonner ») — par exemple les Sonata imperiale pour trompette de Girolamo Fantini qui sont des entradas. 

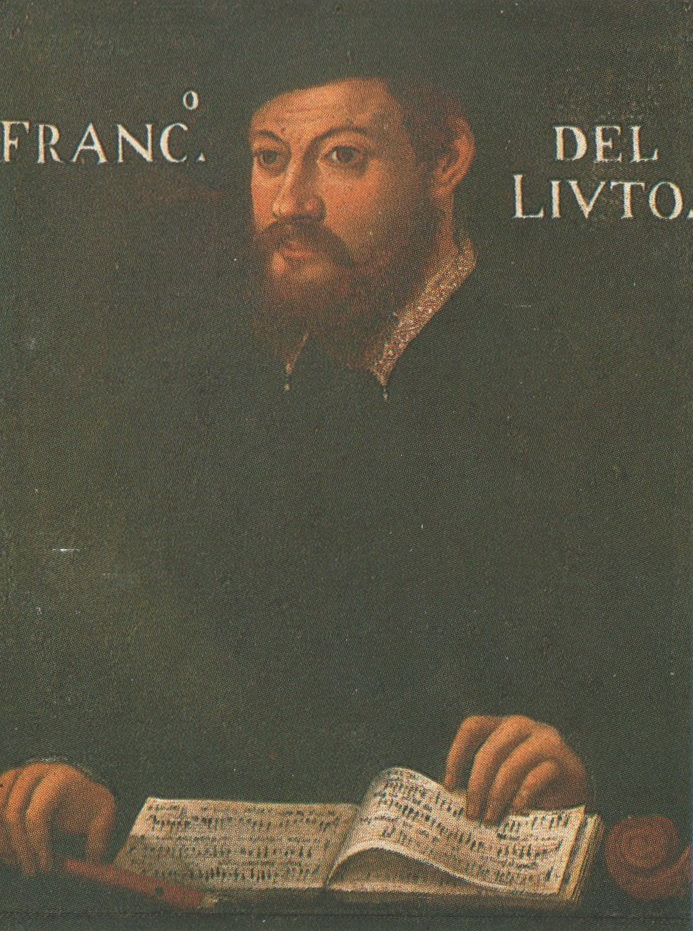
Francesco da Milano.

Les premières sources musicales de ces compositions libres — indépendantes de la danse, du cantus firmus ou de tout modèle vocal — peuvent se trouver dans les manuscrits pour orgue du XVe siècle et pour luth au siècle suivant : prélude pour orgue d'Adam Ileborgh (Tablature d'Ileborgh, 1448), Conrad Paumann (1452), le Buxheimer Orgelbuch (1470). Ce style se poursuit avec Hans Kotter (1513) et les recueils d'orgue d'Attaingnant (1531). Au luth on peut classer également dans le genre les ricercari de Francesco Spinacino (1507), Franciscus Bossinensis (1511) ; chez Dalza (Intabolatura de lauto libro quarto, 1508), il s'agit d'une pièce appelée tastar de corde, assez courte, avec de seize à une quarantaine de mesures, proche de la structure du tiento pour orgue espagnol. L'équivalent espagnol, le tañer, présent chez Tomás de Santa María (Libro llamado Arte de tañer fantasia, 1565) est utilisé plus généralement, proche de la fantaisie, comme l'indique son titre L'art de jouer la fantaisie.
La première édition usant du terme toccata se trouve en 1536, dans Intabolatura de leuto de diversi autori chez l'imprimeur milanais Giovanni Antonio Castiglione. Mais le style toccata avec tous ses éléments de structure et d'articulation est déjà présent dans les ricercare pour luth de Capirola (dès 1517) ainsi que dans les deux destinés à l'orgue de Cavazzoni (1523) ; de même que chez le luthiste Francesco da Milano (1536), où elle apparaît sous le terme de Tochate (trois pièces).
La toccata est donc jouée d'abord par toutes sortes d'instruments, dans la mesure où le caractère est improvisé.

## Baroque

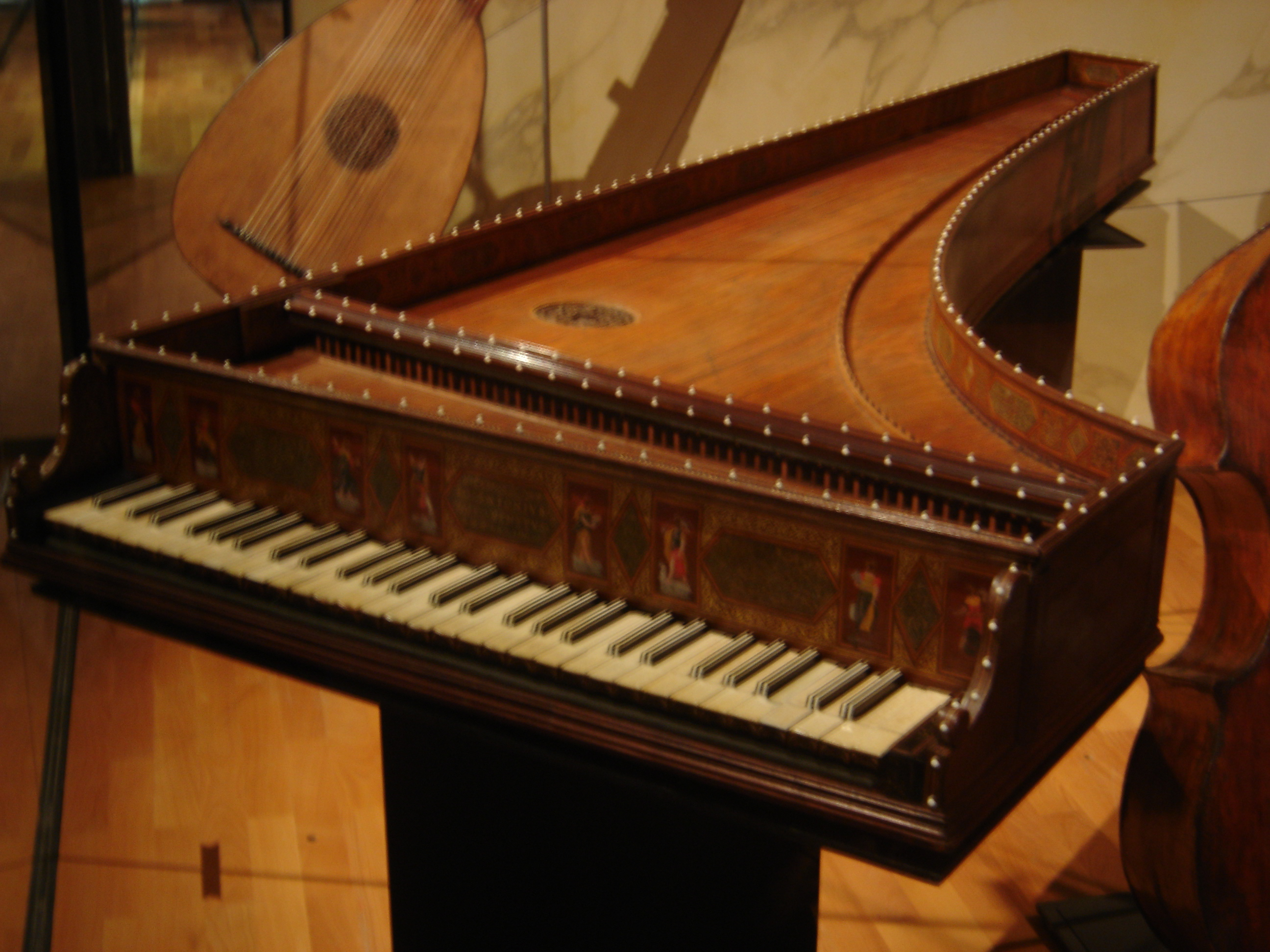
Un clavecin vénitien de Giovanni Antonio Baffo (1579) du musée de la Musique, Paris.

Après le tournant du XVIIe siècle, le genre passe essentiellement dans la littérature du clavier — orgue et clavecin — servant de prélude, très mouvant dans sa construction et usant des virtuoses arpèges, traits, pédale, etc.
La toccata est en usage dans la musique baroque, en Italie, de Frescobaldi — le premier grand maître du genre — Michelangelo Rossi, Bernardo Pasquini, Domenico Zipoli et jusqu'à Alessandro Scarlatti, qui laisse une quarantaine de toccatas écrites à la fin de sa vie et plutôt destinées au clavecin. Il s'agit d'une sorte de suite italienne, où se succèdent des mouvements (plutôt que des danses), ancêtre de la sonate classique.
Dans la péninsule Ibérique quelques compositeurs l'utilisent, tels António da Silva Leite pour la guitare, João de Sousa Carvalho et surtout Carlos de Seixas pour le clavecin.
On la trouve également plus au nord, chez Jan Pieterszoon Sweelinck, qui modèle ses toccatas sur celles de Giovanni Gabrieli. En Allemagne du Nord, la toccata évolue selon deux types de constructions : soit elle s'articule (sur le modèle italien de Frescobaldi) en une ample composition où se succèdent plusieurs sections libres alternant avec des épisodes contrapuntiques ; soit elle sert de prélude à une fugue, évoluant jusqu'à Bach, avant d'être abandonnée par les classiques qui la considèrent démodée.
Pendant toute la période baroque, le terme de toccata n'est utilisé ni par les compositeurs anglais (la fantasia est virtuellement identique à la toccata et au prélude, de même que le voluntary), ni par les compositeurs français, qui cultivent plutôt le prélude non mesuré par exemple. Louis Couperin, qui en compose une douzaine, étant le premier à l'adopter au clavecin vers 1650, après les luthistes. L'un des deux groupes de construction des œuvres, avec le Tombeau, est une forme de toccata à la manière de Frescobaldi. C'est le cas d'un prélude non mesuré, dont le titre du manuscrit Parville « à l'imitation de Mr. Froberger » (no 6) et surtout sa structure le placent en droite ligne avec Frescobaldi et la première toccata pour orgue de Froberger : une partie fuguée encadrée de parties libres,. En 1687, dans son Premier Livre de pièces de clavecin, Élisabeth Jacquet de La Guerre nomme « Tocade » le quatrième prélude non mesuré dont Guy Sacre apprécie « la fantaisie, à peine tenue en bride par un style fugué qui sait montrer toutes ses souplesses ».

### Toccatas pour d'autres instruments
En Italie, au début du XVIIe siècle, Monteverdi intitule Toccata la brève fanfare qui ouvre son opéra L'Orfeo (1607). Elle est exécutée trois fois, par des trompettes et des trombones accompagnés par l'orchestre, notée « con tutti li strumenti ». C'est un exemple rare de « toccata pour orchestre » dans la musique baroque, alors que pour les occasions solennelles la toccata pour clavier est transcrite pour un ensemble de cuivres, pratique en usage en Italie pendant une longue période. Il s'agit non pas d'une ouverture, mais d'une sonnerie, un signal qui se trouve à côté de l'œuvre : c'est l'instant où le duc Vincenzo Gonzaga entre dans la salle du spectacle, en ce 24 février 1607. Les musiciens sont probablement non pas ceux de l'orchestre, mais les suonatori ordinaires du palais ducal, qui interviennent également au début d'un banquet ou d'un tournoi.

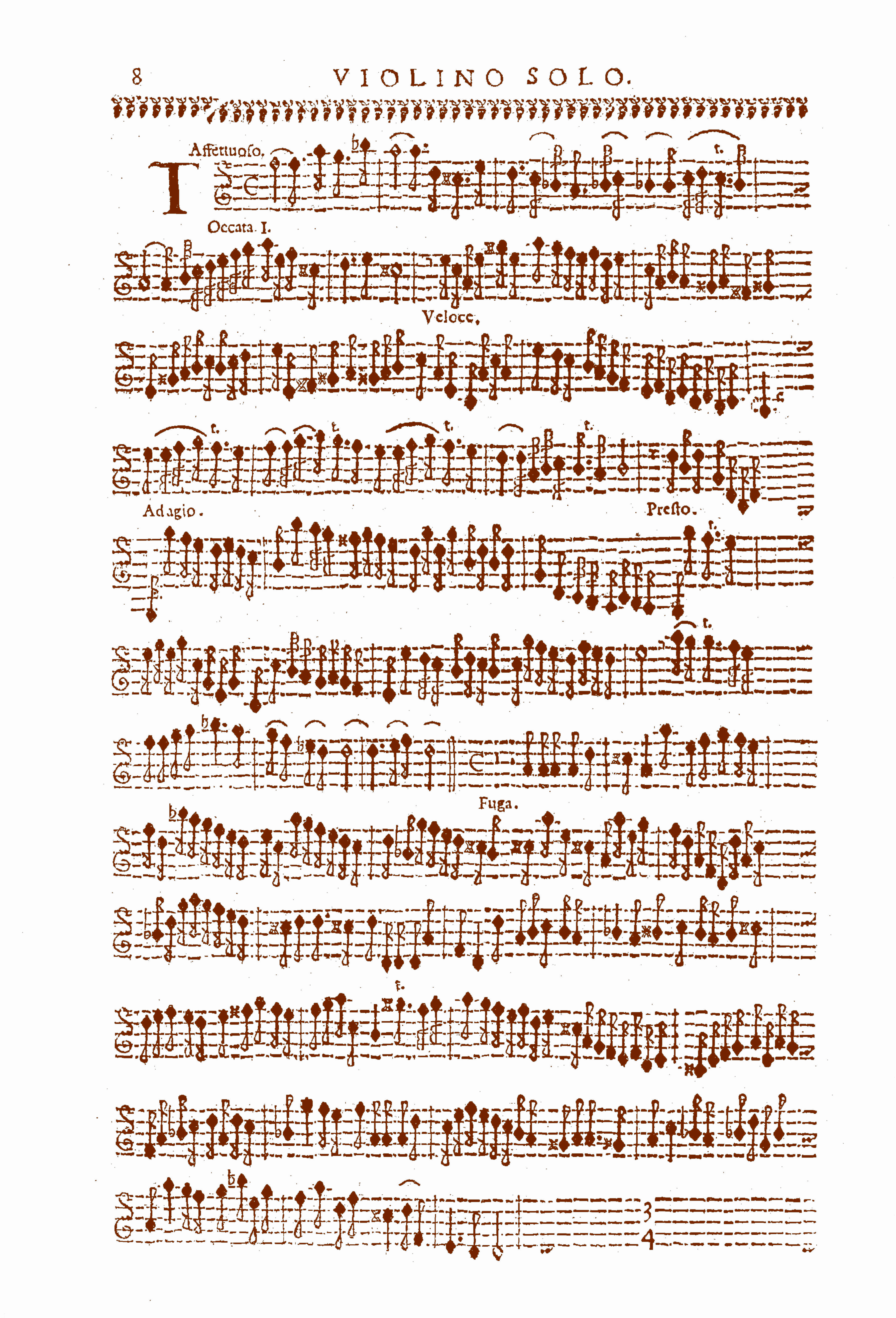
Le début de la toccata prima de Viviani, notée Affettuoso, est entrecoupée d'un passage fugué. Capricci armonici da chiesa e da camera (Venise, chez Gioseppe Sala 1678).

Dans la littérature du violon, la toccata reste attachée aux sonates. Chez Frescobadi lui-même se trouve une Toccata per spinetta et violino et chez Giovanni Battista Vitali une Toccata per violino solo, qui peut prendre sa place en guise de prélude à une sonate de même tonalité. Viviani, place deux toccatas dans ses Capricci armonici da chiesa e da camera, op. 4 également pour violon (Venise, Gioseppe Sala 1678) et Veracini intitule toccata le mouvement initial des sonates de son op. 2 (1744).
Le contemporain de Frescobaldi, le théorbiste Johannes Hieronymus Kapsberger dans son Libro primo (Venise, 1604) jusqu'à son Libro quarto d’intavolatura di chitarone paru à Rome en 1640, ouvre ses suites par une toccata. Le premier livre, paru onze ans avant celui de son illustre contemporain Frescobaldi, contient également une Toccata Arpeggiata, « peut-être la composition la plus intemporelle de Kapsperger ». Ses œuvres sont très théâtrales et harmoniquement peut-être encore plus extrêmes que celles du claveciniste. Citons également Alessandro Piccinini, Intavolatura di Liuto, et di Chitarrone (deux livres).
Un autre Napolitain d'adoption, Francesco Paolo Supriani, laisse pour son instrument, le violoncelle, un recueil d'une douzaine de toccatas didactiques, écrites vers 1720.

### Italie,XVIIesiècle
La première édition de toccata pour clavier est celle de Sperindio Bertoldo en 1591 et, plus significativement, du recueil de Girolamo Diruta, paru à Venise en 1593 et 1609, Il transilvano, Dialogo sopra il vero modo di sonar : organi & istromenti da penna,, qui contient treize toccatas : de Diruta lui-même (quatre pièces), d'Andrea (deux), et de Giovanni Gabrieli, Claudio Merulo, Luzzasco Luzzaschi, Antonio Romanini, Paolo Quagliati, Vincenzo Bellavere et Gioseffo Guami (une pièce chacun).

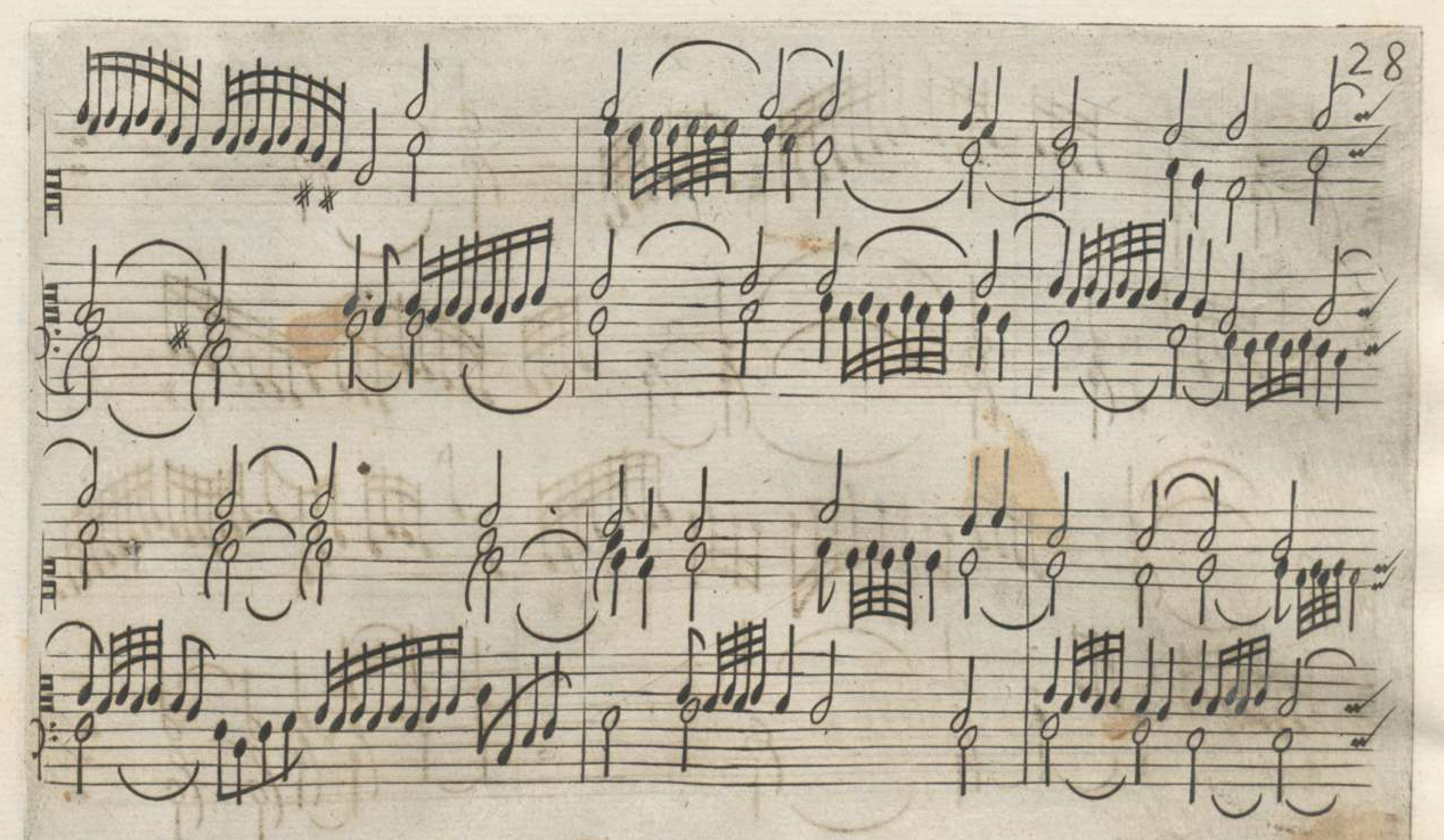
La Toccata 7 de Claudio Merulo, extraite du premier livre (Rome 1598).

Le genre se développe en Italie, dans deux grands pôles musicaux : Venise et Naples. Avec les Vénitiens — notamment le plus ambitieux, Merulo (Toccate d’intavolatura d’organo deux volumes publiés en 1598 et 1604) —, elle prend la forme d'une pièce composée de plusieurs sections (de trois à cinq) à l'écriture contrastée : passages de virtuosité, épisodes librement ornés et passages au caractère plus harmonique. Généralement articulée en trois parties, la pièce centrale est de nature contrapuntique : une fugue ; alors que les deux autres sont de forme libre,, comme chez Andrea (Intonationi d'organo, Gardano 1593) et Giovanni Gabrieli (une douzaine de toccatas pour clavier), Annibale Padovano (Toccate et ricercari d'organo, 1604), Sperindio Bertoldo. Giovanni Picchi a composé une toccata recueillie dans le Fitzwilliam Virginal Book, au tournant du XVIIe siècle, enregistrée par nombre de clavecinistes, notamment par Gustav Leonhardt, Ton Koopman (trois fois),,, Fabio Bonizzoni, Rinaldo Alessandrini, Sophie Yates, Andrea Buccarella, Pieter-Jan Belder, Byron Schenkman et Simone Stella (en).
Quant à l'école de clavier napolitaine, elle fait preuve d'encore plus de souplesse dans la succession des épisodes, brefs et capricieux, aux rythmes changeants (souvent pointés et irréguliers), aux chromatismes et aux harmonies audacieuses et dissonantes, visant à surprendre, avec une mosaïque de motifs dont chacun est imité brièvement avant de passer au suivant. Jean de Macque, Antonio Valente, Ascanio Maione et Trabacci sont les noms principaux qui ont cultivé ce genre,.
Avec le Romain d'adoption Girolamo Frescobaldi, le grand maître du genre, commence, dès la parution de son premier livre en 1615, une nouvelle ère pour la toccata qui se poursuit jusqu'à la fin du siècle en Italie. Absorbant le caractère linéaire des Vénitiens et l’affeto napolitain, il donne des toccatas à la forme mouvante, comportant jusqu'à quinze épisodes, d'une grande expressivité, une rythmique plus complexe, « enrichi[es] par d'audacieuses dissonances, les durezze » (Toccata di durezze e ligature, no 8 du second livre), toujours conduites très librement, mais d'une unité intérieure admirable. Le compositeur enchaîne librement des épisodes contrastés qui « vont de l'exubérance au contrepoint le plus strict ». Dans le second livre de toccata (1627), Frescobadi sépare très clairement chaque section, allant parfois jusqu'à changer de mesure. Il est le premier qui accroche la toccata au service liturgique : toccata « après l'épître », toccata « à jouer pendant l'élévation », toccata « après le Credo »… pratique liée à l’introit de la messe, confirmée par nombre de sources de l'époque. L'usage se trouve dans les Fiori musicali (1635) où, exceptionnellement, Frescobaldi introduit également un ricercare par une toccata : « Toccata aventi il recercar ». Chez lui, le côté virtuosité est laissé de côté pour une forme plus rigoureuse. On retrouve ce mélange des genres avec la 12e pièce du second livre, Ancidetemi pur d'après un madrigal Jacques Arcadelt, arrangée pour clavier sur le modèle de type toccata. Un manuscrit italien (Chigi Q. IV.25) garde trace de l'association avec un autre genre, comme la toccata-canzone qui mêle épisodes instrumentaux improvisés et d'origine vocale. De son temps déjà, il est vanté, notamment par le gambiste (et abbé) français André Maugars lors de son passage à Rome, émerveillé par le compositeur et les inventions de l'improvisateur aux claviers :

« Mais surtout ce grand Friscobaldi fit paroistre mille sortes d’inventions sur son Clavessin, l’Orgue tenant toujours ferme… Ce n’est pas sans cause que ce fameux organiste de Saint-Pierre a acquis tant de réputation dans l’Europe ; car, bien que ses œuvres imprimées rendent assez de témoignages de sa suffisance, toutefois pour bien juger de sa profonde science, il faut l’entendre à l’improviste faire des toccades pleines de recherches et d’inventions admirables ? C’est pourquoy il mérite bien que vous le proposiez, comme un original à tous nos organistes, pour leur donner envie de le venir entendre à Rome. »

— André Maugars, Response faite à un curieux sur le sentiment de la Musique d’Italie, Escrite à Rome le premier octobre 1639.
Après Frescobaldi, des tendances à la simplification du rythme et de l'harmonie sont observées chez Storace, Rossi, Strozzi et Bernardo Pasquini (35 toccatas), chaînons principaux du clavier italien entre Frescobaldi et Scarlatti fils. Pasquini laisse des œuvres intitulées toccata, tastata, sonata et un preludio. La plus connue est la Toccata con lo scherzo del cucù. Parmi les élèves de Frescobaldi, il faut citer le violoniste et organiste Michelangelo Rossi qui compose vers 1630 dix toccatas et dix courantes, dont les sections sont assez développées, riches en passages de virtuosité, arpèges, passage en style vocal récitatif… Son harmonie, notamment, est plus extravagante que celle de son maître.
Des morceaux de toccata de Michelangelo Rossi, en particulier les toccatas II et V de son recueil publié autour de 1630, se retrouvent dans certains préludes non mesurés de Louis Couperin.

### Italie,XVIIIesiècle

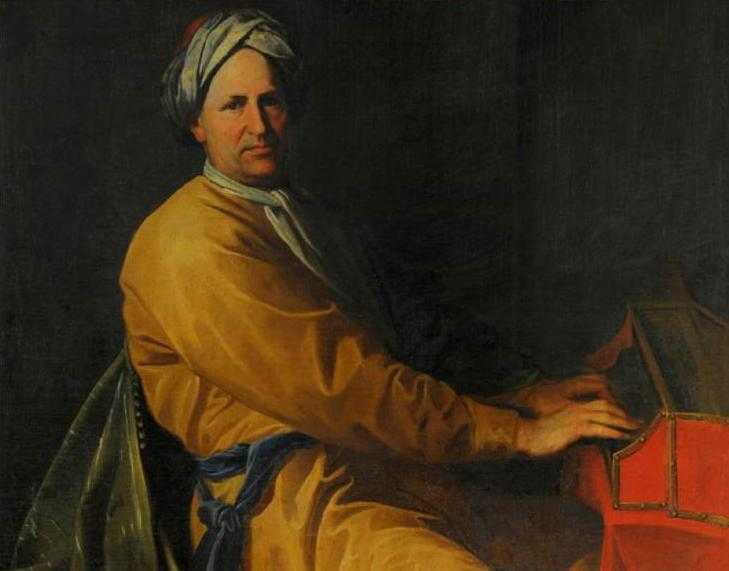
Bernardo Pasquini peint par Andrea Pozzo.

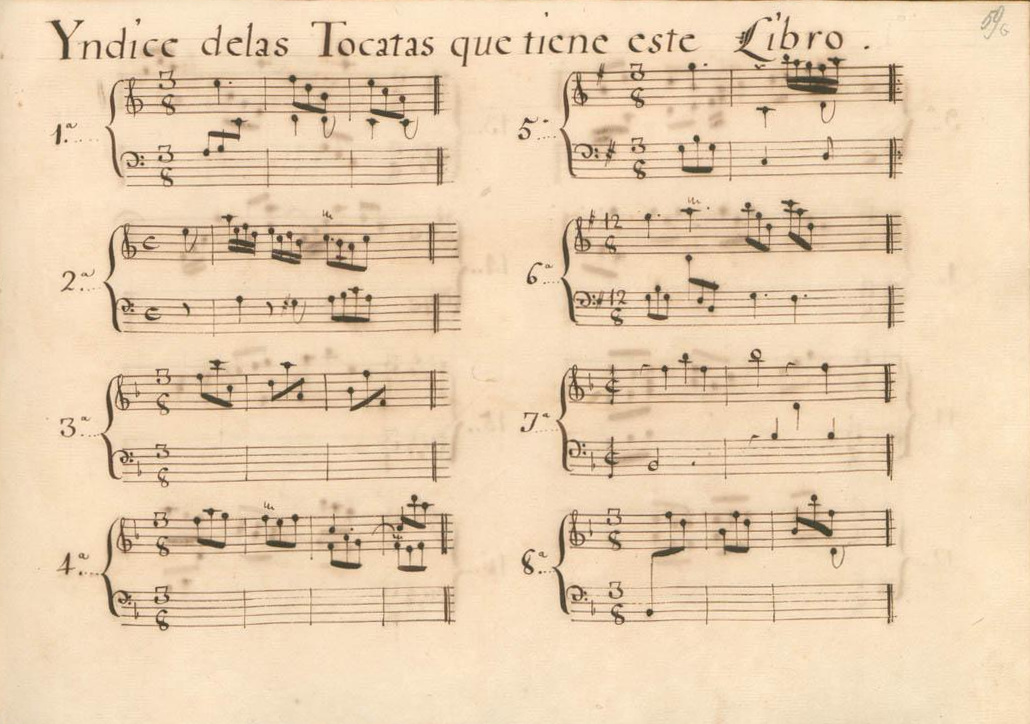
L'index des sonates du volume I du manuscrit de Parme des œuvres de Scarlatti, intitule tocatas les pièces du recueil (les sonates K. 148 à 176).

Au début du XVIIIe siècle en Italie, sous l'influence des héritiers de Frescobaldi — Pasquini et dans la continuité, Domenico Zipoli (Sonata d'intavolatura, Rome 1716, rééditée en 1722 sous le titre A third collection of Toccates, Vollentaries and Fugues…) —, s'effectue dans la littérature une nette séparation entre la toccata requérant l'orgue et celle destinée au clavecin,, avec une préférence pour cette dernière.
Le terme fluctue et se dilue vers la pièce didactique, au caractère d'étude, comme chez les clavecinistes de l'école napolitaine, Durante, Leonardo Leo (13 toccatas, 1744 — certaines publiées sous le titre de « sonates »), Paradisi, Della Ciaja (1717), Francesco Mancini (1716), Nicola Fago (un élève du napolitain Francesco Provenzale et d'Alessandro Scarlatti). Chez Domenico Scarlatti également, qui intitule certaines de ses sonates toccatas (par exemple la sonate K. 104 et la K. 141) qui n'ont rien à voir avec le genre pratiqué un siècle et demi avant ; cependant dans un des manuscrits de Coïmbra (Ms. 58) se trouve un agglomérat de pièces, allegro, fugue, gigue, menuet, qui évoque les œuvres de son père.
Le compositeur Domenico Alberti laisse six toccatas. Avec ces musiciens italiens, la toccata se fond dans la sonate baroque.
C'est avec Alessandro Scarlatti que la toccata prend un nouveau départ, avec une tendance à la virtuosité et au mouvement perpétuel, sa Toccata nona étant particulièrement attrayante. Il laisse une quarantaine d'œuvres majoritairement en manuscrits et toutes destinées au clavecin. Elles peuvent comporter jusqu'à sept sections contrastées, incorporant fugue, récitatif et variations. La plus célèbre est extraite du Primo e secondo libro di toccate, édité en 1723. Elle se termine par 29 variations sur la folia (29 Partite sopra l'aria della Folia),. Scarlatti influence le style de clavier de Haendel, alors qu'il ne compose pas de toccatas, excepté la Toccata en sol mineur, HWV 586. Cette influence se retrouve également dans les œuvres de Bach, notamment la fantaisie chromatique et fugue et la découpe de la partita en mi mineur : introduction en forme de toccata – fugato – retour à la première section.
Au milieu des années 1920, Béla Bartók a arrangé un ensemble de toccatas pour le piano de Frescobaldi, Rossi (1re et 9e) et Della Ciaja,,.

### Péninsule Ibérique

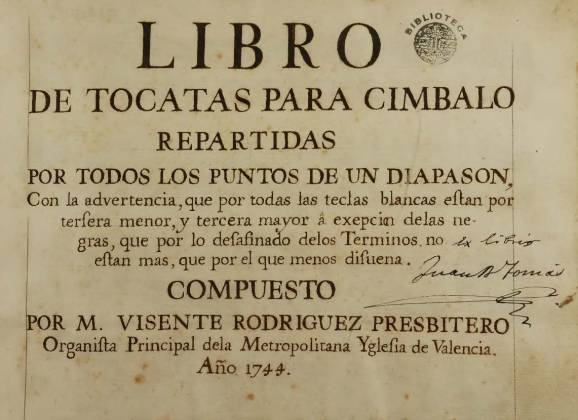
Extrait de la page de titre du Libro de tocatas para címbalo de Vicente Rodríguez (1744).

En Espagne, il faut citer Pedro Heredia († 1648), en lien avec Frescobaldi à Rome, Joan Cabanilles et plus tardivement, le virtuose José Elías († vers 1755) qui tous laissent des toccatas.
Vicente Rodríguez publie un livre de toccatas : Libro de tocatas para címbalo (1744).
Au Portugal, António da Silva Leite pour la guitare (Tocata Do Sr. Francisco Gerardo), João de Sousa Carvalho (Toccata en sol mineur) et Carlos de Seixas pratiquent le genre. Le dernier compose quelque 700 « Toccata » pour le clavecin (selon son contemporain Diogo Barbosa Machado) et plus rarement pour l'orgue, généralement suivies d'un menuet dans la même tonalité (pouvant se trouver variée), le tout étant appelé « sonate ». Macario Santiago Kastner, en 1965, a publié les 80 sonates retrouvées,.
Le genre instrumental le plus proche de la toccata en Espagne et au Portugal, est le tiento (en portugais : tento) qui est d'abord dédié à la vihuela (instrument à cordes pincées) et conçu dans l'esprit d'une étude, comme les premières toccatas italiennes. C'est une sorte de synthèse idéale entre la toccata, la canzone le ricercare qui voit son apogée jusqu'avec Manuel Rodrigues Coelho dans son recueil Flores de musica para o instrumento de tecla e harpa (1620).
Sa forme principale est à l'orgue. Il utilise alors des éléments issus du vieux ricercare italien, avec de brefs éléments contrapuntiques en imitation, sur divers sujets. Mais il peut utiliser également des éléments de la canzone, du capriccio et de la toccata. Le tiento de falsa — falsas, signifie « dissonances » — est un sous-genre « lent, expressif, orné, utilisant de nombreuses dissonances, des fausses relations et des progressions harmoniques inattendues », analogue à la toccata di durezze e ligature pratiquée en Italie. Le premier à l'illustrer est Sebastián Aguilera de Heredia et le plus célèbre Cabanilles, qui laisse « de remarquables tiento de falsa », parmi ses 200 tientos.

### Pays germaniques

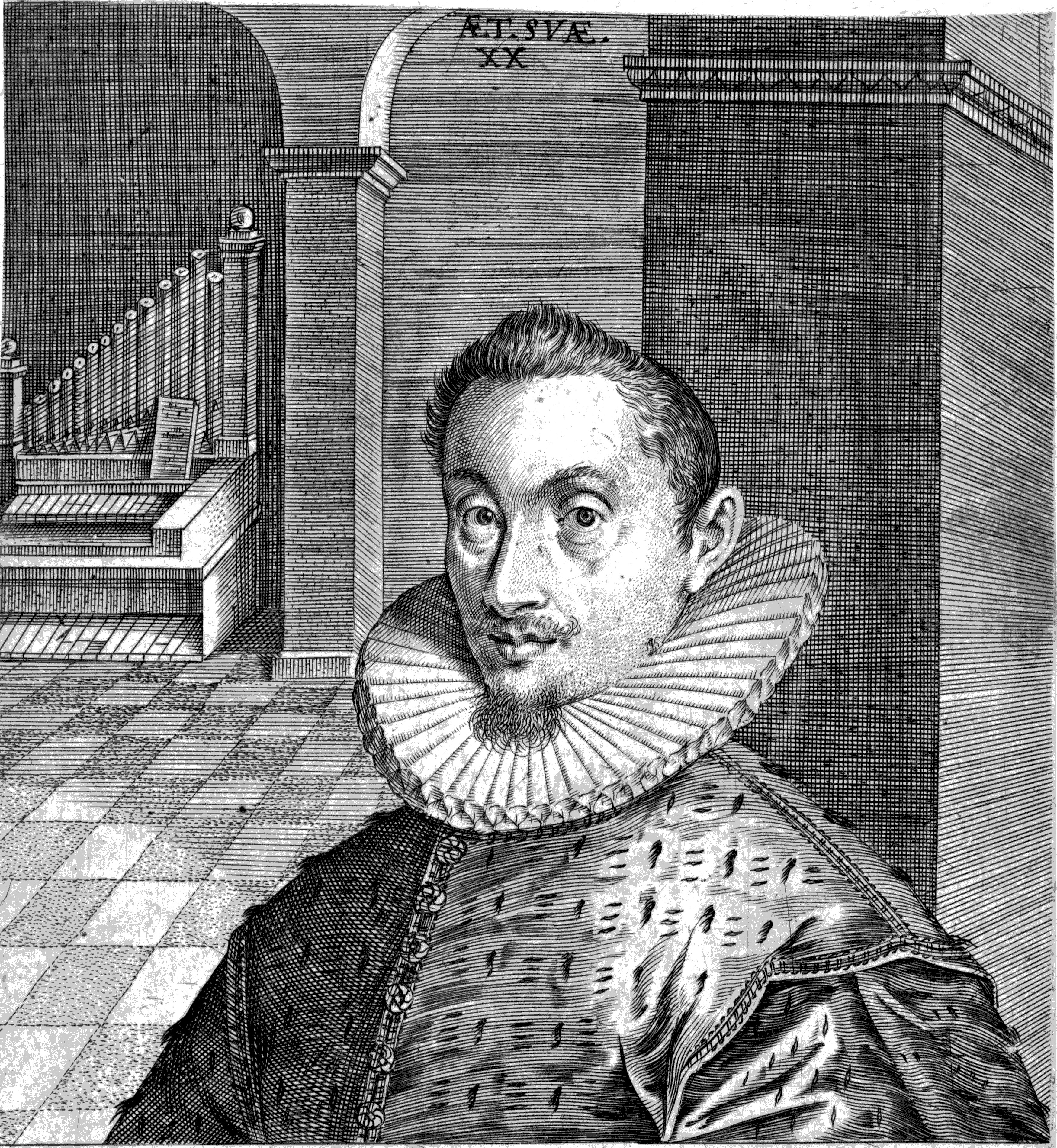
Hans Leo Hassler.

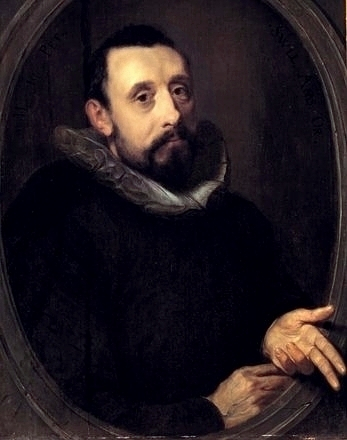
Jan Pieterszoon Sweelinck.

Alors que les premières sources allemandes semblent connaître des genres similaires à la toccata des Vénitiens, avec les préludes pour orgue d’Adam Ileborgh, Conrad Paumann, le Buxheimer Orgelbuch au XVe siècle et Hans Kotter (1513), le premier à emprunter le style italien est Hans Leo Hassler (16 toccatas), suivi de Sweelinck (14 toccatas),,.
Hassler étudie avec Andrea Gabrieli à Venise en 1584 et 1585 et est considéré comme « le plus grand organiste allemand de son temps » (« Musicus inter Germano sua ætate summus »). Introduisant la musique italienne avec plus d'abstraction (sans Cantus firmus), il joue un rôle important sur les chemins vers Buxtehude et Bach.
Sweelinck a pour modèles les grands maîtres vénitiens, tels Willaert, Andrea et Giovanni Gabrieli. Chez lui la toccata épouse la structure vénitienne et n'a pas la liberté rythmique provenant de Merulo ; au contraire, une de ses caractéristiques est la régularité rythmique. Cependant, dans trois grandes pièces, il incorpore, à la manière plus moderne, des passages fugués,. Dans son entourage proche, on trouve Peeter Cornet (toccata noni toni), Samuel Scheidt (cinq : dans Pars secunda tabulatuæ continens fugarum, psalmorum, cantionum et echus, tocatæ, variationes… de 1624 ; Toccata, In te Domine speravi et 3 toccatas SSWV 566 à 568), Heinrich Scheidemann (cinq également) — mais les Allemands sont plus concernés par le choral et la fugue — Delphin Strungk qui écrit une toccata exploitant le contraste entre les deux manuels, développement poursuivi dans les toccatas de Weckmann, Reincken et enfin Buxtehude. Les caractéristiques sont la distinction croissante entre l'orgue et le clavecin ainsi que l'utilisation de la fugue. La Toccata de Reincken en sol majeur « a dû impressionner Bach, si toutefois il l'a connue ».

#### Allemagne du Sud

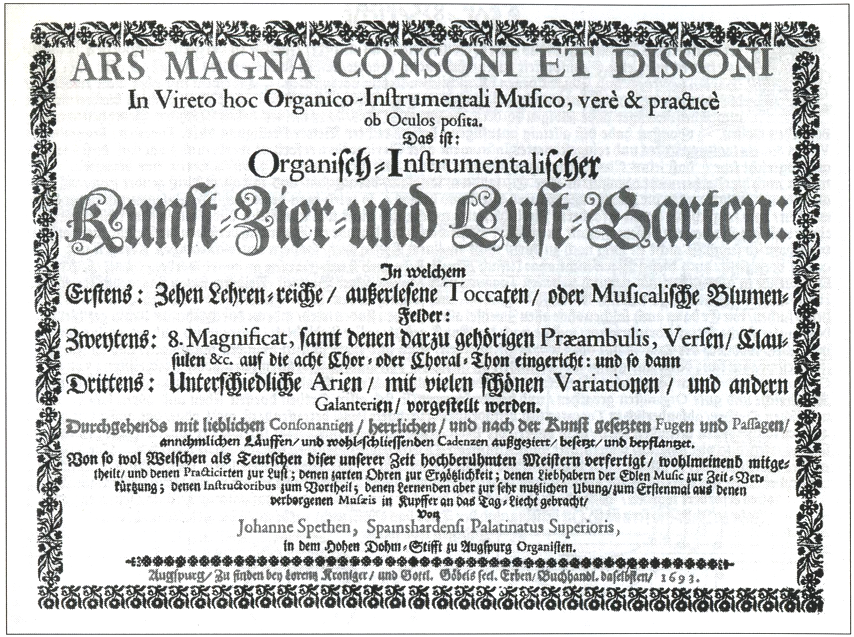
Page de titre de l'édition originale du livre de Johann Speth Ars Magna Consoni et Dissoni (1693), contenant notamment une dizaine de toccatas.

En Allemagne du Sud, le modèle laissé par Frescobaldi est repris par les organistes, notamment un de ses élèves, Johann Jakob Froberger (24 toccatas, dont vingt publiées et le genre le plus pratiqué avec la suite et le capriccio), mais aussi destinées au clavecin. Plus que son maître, la découpe en sections de ses toccatas est d'une grande continuité. Il réutilise le principe de la canzone-variations ou capriccio de l'italien, et intègre des fugatos. Typiquement, sa construction consiste en une introduction rhapsodique assez longue, puis en second, une fugue basée sur une transformation rythmique du matériau de la première section et d'une section libre pour finir, plus ramassée ; mais le schéma n'est pas figé et la variété est considérable. L'élément rhapsodique de certaines toccatas est transmis dans le prélude non mesuré, typique des suites françaises, sans que les musiciens français n'adoptent le genre toccata lui-même à cette époque. Mais cette influence est plus ancienne : dans certains préludes non mesurés de Louis Couperin, on retrouve des morceaux de toccata de Michelangelo Rossi, en particulier les toccatas II et V de son recueil publié autour de 1630.
La tradition se poursuit avec Johann Kaspar Kerll et Sebastian Anton Scherer, pour culminer avec l’Apparatus musico-organisticus de Georg Muffat, jalon important dans l'histoire de la musique d'orgue, édité en 1690, mais composé dans la décennie précédente. Les douze toccatas du recueil sont extravagantes, divisées en plusieurs sections contrastées, mais parfaitement unifiées. La pédale est obligée, mais la partie est simple, constituée de petites notes qui de temps en temps, doivent doubler ou remplir la ligne de basse exécutée par la main gauche. On retrouve l'esprit de grandeur de Muffat dans les toccatas plus courtes, de l’Ars magna consoni et dissoni (1693) de l'Autrichien Johann Speth,.
Parmi les maîtres de l'Allemagne du Sud, Johann Pachelbel a le plus contribué à réaliser la synthèse des genres qu'opère Bach. Il est l'auteur d'une quinzaine de toccatas, « où se trouve sans doute le meilleur de sa production » et se montre « particulièrement proche de Bach ». Le plus souvent présentées seules, sans intermèdes fugués et exceptionnellement prélude à une fugue (Toccata et fugue en si bémol majeur), le titre est interchangeable avec prélude. Il est sensible à la forme et apporte perfection et équilibre formel. Dans ces œuvres, Pachelbel aime les traits de virtuosité expressifs sur de longues pédales (Toccatas en ut et fa, Prélude en ré mineur) et l'improvisation (Toccata en mi mineur),. C'est avec Georg Muffat et Pachelbel que la toccata atteint son apogée en Autriche.
Notons une toccata de Johann Krieger dévolue plus particulièrement à l'étude du pédalier, dernière pièce de son Anmuthige Clavierübung (1680), dont voici l'incipit :

#### Allemagne du Nord
Dans le Nord de l'Allemagne, la toccata prend des dimensions plus importantes et se subdivise en deux pratiques : d'abord une composition libre alternant les épisodes virtuoses et libres et les passages de style contrapuntique, comme chez Froberger (cf. le stylus phantasticus) ; et ensuite, une pièce libre placée avant une fugue, issue de la tradition du style organistique de Sweelinck, avant d'être transformée sous l'influence de Frescobaldi et illustrée par Nicolaus Bruhns notamment, dans ses préludes en forme de toccata.
Les compositeurs de clavecin, tels que Fux et Fischer, incluent des mouvements de type toccata dans leurs œuvres, mais n’utilisent pas ce titre. Guy Sacre « s'amuse des synonymes adoptés par Fischer pour ses morceaux dédiés au « toucher » sous ses espèces les plus percutantes : toccatina, tostada, toccata ».
Avec Pachelbel, Dietrich Buxtehude se montre le maître incontesté de la grande forme de la toccata avant Bach. Ses longues toccatas et fugues alternent, dans des sortes de polyptyques musicaux grandioses qui multiplient les épisodes — jusqu'à treize dans la même pièce — mais sont impossibles à distinguer de ses préludes et fugues, à l'époque, « on rencontre indifféremment les deux vocables utilisés pour désigner la même œuvre ». Dans le Prélude et fugue en la mineur, Buxtehude n'hésite pas à prendre quelques libertés dans la fugue — alors que la forme à son époque est déjà bien établie — en terminant le diptyque en forme de toccata.
Le théoricien Martin Heinrich Fuhrmann, dans son Musikalischer-Trichter (1706), présente ainsi la toccata à l'aune de Buxtehude :

« La Toccata (terme italien) est aussi un prélude au clavier, que l'organiste tire de sa tête avant de commencer une fugue et de la mener à bonne fin. L'Italien Frescobaldi a composé de difficiles et savantes toccatas pour le clavier, et notre Allemand Buxtehude en a fait aussi quelques-unes ; mais à mon humble avis, il y a entre elles la différence d'une copie avec l'original, et si l'on frotte les compositions de l'Italien sur la pierre de touche de Buxtehude, on peut bien voir ce qui est l'or chimique et ce qui est de l'or de ducat. Ainsi, cet Allemand italianise ; en fait, il court des lieues en avant. »

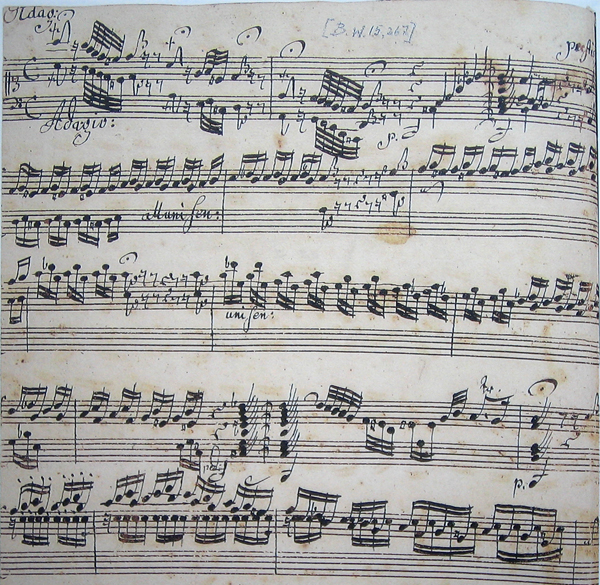
Jean-Sébastien Bach : le début de la Toccata pour orgue, BWV 565, de la main de Johannes Ringk (manuscrit P 595, Berlin). Selon les musicologues, la pièce est à l'origine écrite pour violon ou un autre instrument à cordes.

Suivant les circonstances et les pièces, Bach fusionne l'influence provenant d'Italie et celle de la tradition septentrionale. Les sept toccatas pour clavecin sont des pièces au caractère fantasque et à la structure très libre datant de ses années de jeunesse, de 1706 à 1712 environ. Seule la toccata BWV 916 se démarque dans sa forme, très proche d'un concerto instrumental à l'italienne.
Les quatre toccatas pour orgue sont suivies d'une fugue, jouant le même rôle que le prélude ou la fantaisie. C'est le cas de la fantaisie en sol mineur BWV 542 et du prélude en ré majeur BWV 532 respectivement, où l'on trouve — à l'instar de Buxtehude — les mêmes caractéristiques que dans les grandes toccatas. La Fantaisie BWV 542 se trouve très proche de la toccata pour clavecin BWV 912. La Fantaisie chromatique (composée vers 1720 pour sa version d'origine et remaniée dix ans plus tard) se range également dans cette catégorie.
Dans la Partita en mi mineur pour clavecin, l'une des plus amples, Bach découpe trois sections sur le schéma de l'ouverture à la française : une longue toccata, entrecoupée d'une fugue centrale que Glenn Gould qualifie d'« à la fois majestueuse et délicate ». Les préludes du Clavier bien tempéré usent du style toccata à plusieurs reprises, notamment dans le livre I : nos 2 (ut mineur), 5 (ré majeur) et 6 (ré mineur). Dans le livre II, la fugue en sol majeur emprunte au style de la toccata improvisée.
Johann Ludwig Krebs, son élève, cultive encore la toccata, mais le genre est démodé. Après Bach, la toccata pour orgue connaît quasiment un siècle et demi de silence (jusqu'à Reger et Widor), le piano prenant le relais pendant le XIXe siècle.

## XIXesiècle
Au tournant du siècle, alors que la liberté rythmique et formelle du modèle de la toccata baroque s'est incarnée dans le capriccio et la rhapsodie, le style d'exercice et d'étude pour clavier réapparaît ponctuellement sous la forme de toccata chez Clementi (1784) — œuvre jouée lors du concours avec Mozart en 1781 — Francesco Pollini (Trentadue esercizi in forma di toccata, 1820), le premier qui écrit pour piano sur trois portées. Un autre élève de Mozart, Anton Eberl, « un précurseur important de l’ère romantique » laisse une Toccata en ut mineur, op. 46 composée à la fin de sa courte vie. Sous-titrée Fugata et portant l'indication tempo vivace elle « mérite l'attention de tout pianiste de mérite ».
Beethoven conçoit les finales de ses sonates no 12 op. 26 (1801) et no 22 op. 54 (1804) en déluge de notes d'accord brisées en doubles-croches qui évoquent directement la toccata, et parfois également qualifié d'étude dans l'une de ses caractéristiques principales des derniers feux de la toccata italienne : une course rapide de notes égales qui prend la forme plus ou moins stable d'un perpetuum mobile ; comme le dit Guy Sacre à propos de l'op. 54, « l’Allegretto final est l'un des plus intelligents, des plus stimulants mouvements de Beethoven. Une toccata, un « exercice » scarlattien à deux voix, d'une efficacité étonnante […] ».
Citons également celles de Czerny, Cramer, George Onslow (op. 6, 1810) et Frédéric Chopin, dont la septième étude en ut majeur, de l'op. 10 est traditionnellement surnommée Toccata. Celle de Robert Schumann, dans une forme sonate, reprend plutôt l'esprit des finales de Beethoven que l'influence italienne. Un élève norvégien de Chopin, Thomas Tellefsen, laisse une Toccata, op. 22, publiée chez Richault à Paris en 1857.
Schumann fait du finale de la Sonate pour violon et piano no 1, op. 105 (1851) une poursuite effrénée entre les deux instruments, où, « dans le goût d'une toccata baroque, le piano lance un mouvement perpétuel en doubles croches, sans contour mélodique défini, mais pourvu d'une carrure fortement marquée (trois fois huit mesures) ; il est repris en fugato par le violon ». Les Soirées Musicales, op. 6 de Clara Schumann (publiées en 1836 tant à Leipzig par Hofmeister, qu'à Paris), s'ouvrent sur une Toccatina en la mineur, interprétée notamment par Marie-Josèphe Jude sur un disque Lyrinx.
Parmi les œuvres non publiées du vivant de Franz Liszt, figure une toccata (S. 197a), révélée seulement en 1963. Elle prend place parmi les œuvres dites abstraites de sa période tardive, avec de rares pièces pédagogiques de petites dimensions, composées entre 1876 et 1879. La toccata datant sans doute de la fin de la période considérée. Ces morceaux sont dans de nombreux cas, des études d'harmonie avancée, dont la Toccata développe des contrastes : majeur contre mineur, diatonique contre chromatique. Il commence sur les touches blanches, en ut majeur. Debussy emploie plus tard un effet similaire dans « Mouvement », la troisième pièce du premier livre des Images (1905).
En France, la toccata reste un morceau de bravoure, techniquement très exigeant, jusqu'au début du XXe siècle, avec par exemple celles de Jules Massenet (1892) — six pages prestissimo « agréables, joliment brillantes, mais sans véritable difficulté » — et la dernière des Études op. 111 de Camille Saint-Saëns (1899). De même, l’Étude de concert, op. 12 de Bedřich Smetana est « plutôt une toccata, époustouflante, menée ventre à terre (en ut majeur, Vivacissimo), l'un des morceaux les plus difficiles de Smetana, aussi « transcendant » que les fameuses études de Liszt ».
Dans le cadre de la musique de chambre, c'est Charles-Valentin Alkan qui utilise le genre dans le dernier mouvement de son Grand Duo concertant, op. 21 pour violon et piano (1840). « D'une virtuosité diabolique marquée sadiquement « Aussi vite que possible » et où cette « maestria est tout entière au service d'une expression et d'une originalité exceptionnelle ». C'est « une véritable « fuite infernale ». Nous tenons là l'une des pièces les plus périlleuse de toute la musique de chambre : comment s'étonner de l'effroi qu'elle inspire toujours aux interprètes ? […] Remarquable par ses déplacements très complexes d'accents rythmiques, par ses modulations annonciatrices de Saint-Saëns et Fauré ».
À ces trois exceptions près, elle trouve chez quelques organistes français, à s'exprimer dans une pièce brillante en finale d'une œuvre, où la virtuosité démontrée aux manuels est soutenue par des thèmes qui se déploient largement à la pédale, composition faite pour exploiter au maximum les possibilités sonores des grands instruments de Cavaillé-Coll par exemple. Les compositeurs de l'école de Niedermeyer y voient un retour à la tradition du grand art de Bach et de ses prédécesseurs. Widor (Symphonie pour orgue no 5, 1879 — sans aucun doute la plus célèbre des toccatas pour orgue, après celle de Bach), Gigout (1890), Boëllmann (Suite gothique, 1895) et Vierne (1926), emploient la toccata.
Pour l'orgue mélodium, un harmonium inventé par son ami facteur d'orgues Édouard Alexandre, Hector Berlioz compose en 1844 Trois pièces dont une Toccata H 99, « l'une des rares pages de Berlioz pourvues d'un titre non descriptif ». Dans cette œuvre, le versant virtuose de la toccata est délaissé ; le compositeur exploite surtout l'aspect mouvement perpétuel, avec une formule en ostinato de croches à la main gauche, au-dessus de laquelle se dessine une mélodie traitée de façon contrapuntique à la main droite.
En Italie, Giuseppe Martucci propose un Capriccio et Toccata pour piano, op. 77, « diptyque de choix » selon Guy Sacre, où la Toccata en sol majeur (Allegro vivace) se présente comme une « tarentelle fantasque ». Le lituanien Leopold Godowsky dédie à Moriz Rosenthal une Toccata, op. 13, sous-titrée « Moto perpetuo » et publiée en 1899.

## XXesiècle
Le compositeur Clarence Lucas écrivait au début du XXe siècle ce petit texte pour définir la toccata :

« Un vieux nom peu utilisé aujourd'hui, mais signifiant le même genre de composition qu'il y a deux cents ans, c'est une composition conçue pour exprimer l'énergie rythmique, l'éclat technique et des effets brillants de l'interprète. Cela devrait sonner comme une improvisation ou un prélude impromptu. Une mélodie large et soutenue est déplacée dans une toccata. »

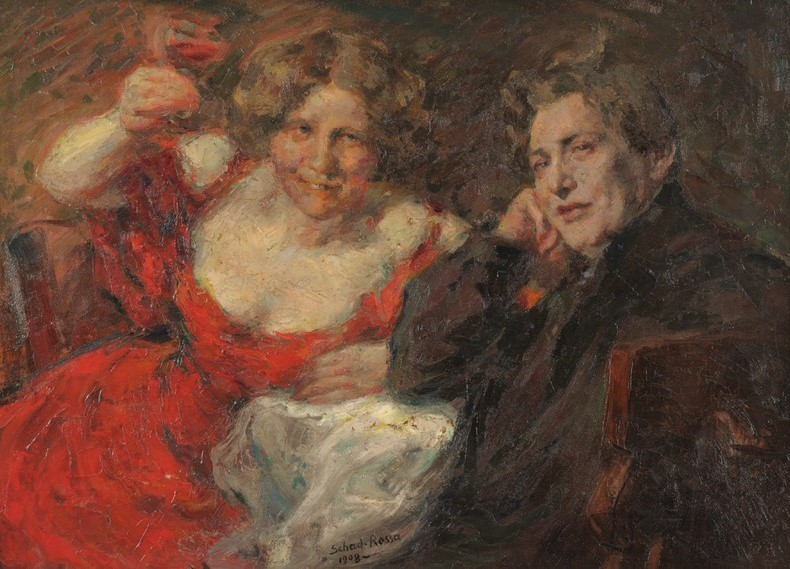
Portrait de Ferruccio Busoni et de son épouse (1908), par Paul Schad-Rossa.

Après le quasi silence du genre au XIXe siècle, « peut-être parce que la toccata implique une objectivité à l'opposé des principes musicaux romantiques » (André Lischke), la situation change et, du début du XXe siècle jusqu'à nos jours, une foule de compositeurs utilise le style de la toccata, non seulement au clavier, mais à la guitare, la harpe, au violoncelle, dans des œuvres de musique de chambre, pour orchestre et pour percussions.

### Début du siècle
Dès le début du XXe siècle, le piano se réapproprie le genre dans un contexte parodique, classicisant (une suite notamment), avec de nombreux exemples intéressants : Reger, Busoni et Hindemith. Busoni fait précéder sa partition, composée en 1920, d'une citation de Frescobaldi : « Non è senza difficoltà che si arriva al fine », empruntée au titre de la neuvième toccata d’Il secondo libro de toccate, canzone… ; le musicien y juxtapose la musique de la « Ballade de l'usurier Lippold » extraite de son opéra Le Choix d’une fiancée, créé en 1912, à des éléments destinés au Doktor Faust qui devait rester inachevé.

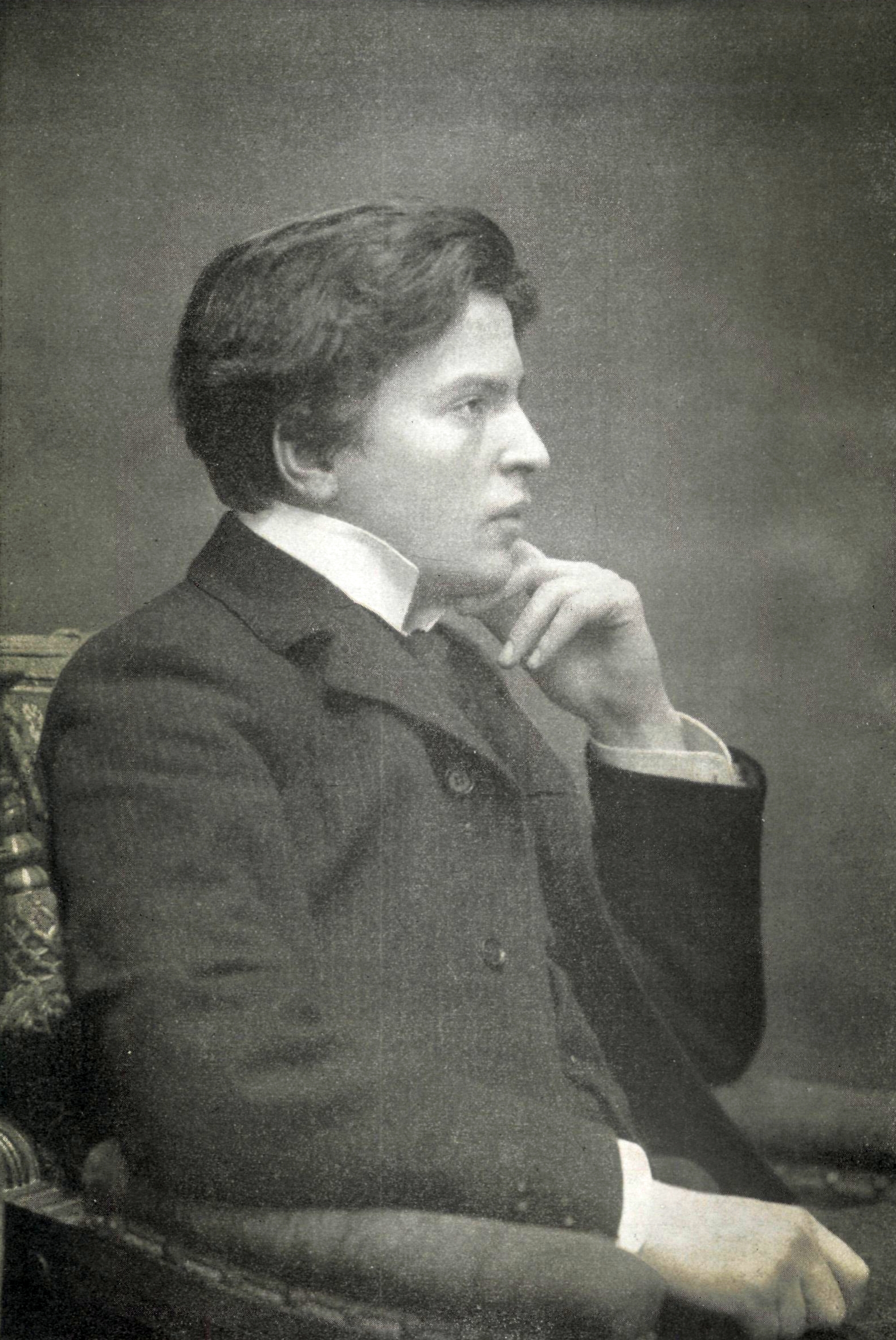
Georges Enesco, à tout juste vingt ans en 1901, compose une toccata, couronnée par le prix Pleyel.

Paul Dukas insère dans sa Sonate pour piano (1901) une « toccata féroce et fougueuse » et le Cinquième Impromptu de Gabriel Fauré est, selon Guy Sacre, une « toccata étincelante (Allegro vivo) » mais les plus remarquables exemples de toccata sont dus à Debussy et Ravel : Vladimir Jankélévitch compare « les deux toccatas, celle du Tombeau de Couperin qui tourne et travaille comme un moteur et martèle l'ivoire inexorablement, et celle de la suite Pour le piano, plus capricieuse, plus féminine, avec je ne sais quelles mourantes vibrations autour des notes ». La caractéristique reste la rapidité de mouvement en perpetuum mobile, entre la toccata de Schumann et celles des organistes. L'année même de la parution de Pour le piano de Debussy, mais dans un caractère très différent, Georges Enesco compose la Toccata (7 septembre 1901) de sa future 2e Suite pour piano, op. 10, publiée en 1904, avec Sarabande, Pavane et Bourrée, pour un concours organisé par la revue Musica. L'œuvre reçoit également le prix Pleyel.
En 1907, Ernő Dohnányi compose une suite pour piano, intitulée Humoresque en forme de suite, op. 17 ; elle comprend cinq mouvements : marche ; toccata ; pavane avec variations ; pastorale ; introduction et fugue.
En 1918, Béla Bartók achève la composition de ses Trois Études, op 18/Sz. 72. Créées par l'auteur l'année suivante, le 21 avril à Budapest, elles sont « écrites à l'usage des virtuoses transcendants […]. La première » (Allegro molto à 
) « est une toccata en croches régulières, où les nombreux sauts mélodiques de septième et de neuvième, alliés à de grands blocs d'harmonies dissonantes, ajoutent à la tension créée par la violence rythmique. »
Stephan Jaray-Janetschek (de), lui aussi hongrois, et notamment élève de Franz Liszt, laisse une virtuose Toccata, op. 70 (1930) en mi mineur, gravée par Jeanne-Marie Darré pour Polydor l'année suivante (4 min 50 s). Une Oktaven Toccata, op. 71 (éd. 1933), comme son titre l'indique, est tout en octave.
La Toccata de Balakirev (1902) offre des réminiscences de la virtuosité d’Islamey, « dans un style plus spécifiquement slave ». Prokofiev « affectionne particulièrement l'esprit de la toccata ». Il laisse une Toccata (1912), mais son œuvre en contient de nombreuses : le très bref mouvement central du Cinquième concerto pour piano (1932), le finale de la 7e sonate (1942) avec une rare mesure à 
. Mais l'esprit de la toccata porte également les Études, op. 2 (1909) composées alors qu'il est encore étudiant au conservatoire de Saint-Pétersbourg, le Scherzo, op. 12, dernière des pièces de l'opus, composé entre 1906 et 1913, le Scherzo du second concerto pour piano (1913) au caractère sauvage (même si le terme ne figure pas sur la partition) : « avec ses accents percussifs caractéristiques et son jeu sur les registres, est très proche des toccatas du compositeur » et le ballet Le Pas d'acier (1926),. Son compatriote et contemporain Alexandre Mossolov termine son Concerto pour piano no 1, op. 14 (1926-1927) avec une Toccata notée Allegro comodo, « irrésistible marche en avant qui prend le pouls de l'époque », de même que son Concerto pour harpe (1939), dédié à Vera Dulova.
En France, Arthur Honegger écrit Toccata et Variations (1916) qui développe ses deux mouvements sur une douzaine de minutes. La toccata est dans une forme classique A–B–A et coda. En 1925, Maurice Emmanuel achève la série de ses six Sonatines d'un cycle commencé en 1893. C'est « la plus courte, mais non la moins substantielle » qui s'achève par « une étincelante Toccata », propulsée dans un mouvement Presto con fuoco, « exubérant, toccata virtuose à souhait qui s'achève sur une vigoureuse conclusion en notes piquées » d'une bruyante coda de triolets, notée prestissimo. Ses « unissons de doubles croches en rafales, motifs de notes répétées sur un chant d'octaves à la basse » la destine à des pianistes accomplis. Sur l'autographe de la partition on lit : « À Yvonne Lefébure, ces croches lentes ou véloces, que ses doigts perlineront ».
En 1929, Jacques Ibert rend hommage à un autre musicien en écrivant la petite Toccata sur le nom d'Albert Roussel (moins de 2 min). À la même époque, Francis Poulenc publie chez Heugel (1931), sous l'instigation d'Alfredo Casella (écoutez le troisième entretien avec Claude Rostand du 27 octobre 1953), un recueil intitulé Trois pièces (créées en juin 1928, mais dont la matière musicale retravaillée, figure parmi ses premières pièces dix ans plus tôt) : après Pastorale et Hymne, il termine ce triptyque par une toccata en la mineur, notée très animée. Ce finale, à l'effet incomparable lorsqu'il n'est pas joué isolément, est vif, pétillant, virtuose et « échevelé » (Guy Sacre). Il est resté dans les mémoires en raison de l'interprétation des virtuoses et notamment Vladimir Horowitz, qui la grave pour la première fois en 1932 et qu'il joue partout en récitals, notamment à Carnegie Hall en 1966, après une absence de plus de dix ans de la scène. Poulenc ouvre également son ballet Aubade (1929) par une brève toccata, confiée essentiellement au piano, après un appel des cuivres et du hautbois.
Ernst Křenek compose une Toccata et Chaconne, op. 13 (1922), une vaste pièce construite de plus de 800 mesures, sous-titrée du nom d'un choral parfaitement fictif « Ja ich glaub' an Jesum Christum, Gottes eingebornen Sohn' », inventé par son ami pianiste Eduard Erdmann, à qui l'œuvre est dédiée. Le langage est fortement inspiré d'Hindemith.

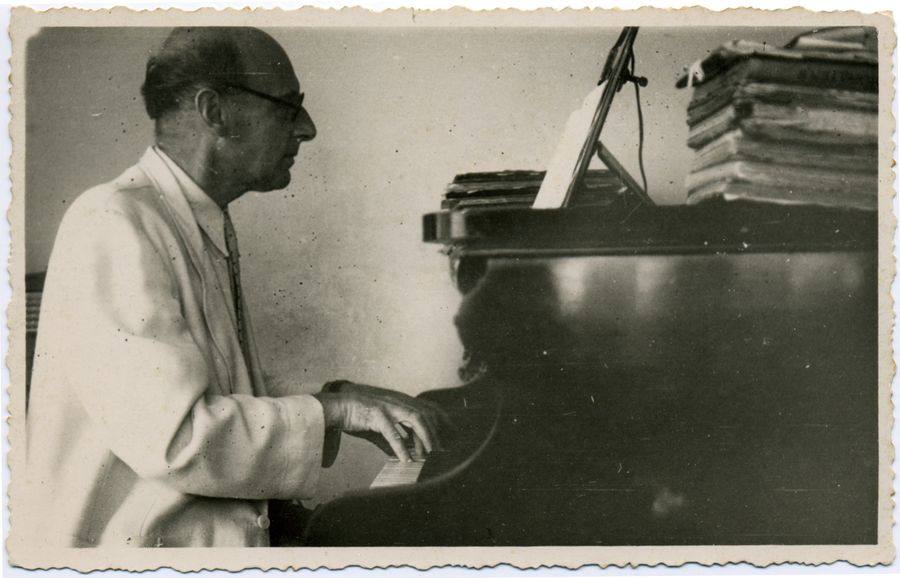
Paul Ben-Haim au piano.

Francesco Ticciati écrit une Toccata en 1926, enregistrée notamment par Carlo Zecchi en 1937. Boris Blacher, pour sa part en écrit deux : Zwei Toccaten en 1931. Ces « premières compositions pour piano seul à recevoir les honneurs de la publication [évoluent] dans des tempi animés et ont pour seul élément moteur (à l'exception de quelques mesures dans la Toccata no 1) des croches qui se suivent sans interruption comme dans un perpetuum mobile sans tonalité bien précise ». Commande de Paul Wittgenstein à Franz Schmidt, la Toccata en ré mineur pour piano (main gauche) est écrite en 1938. Jean Absil conclut par trois fois des œuvres pour piano par une toccata : sa Sonatine no 1 op. 27 (1937), ses Cinq Bagatelles op. 61 et sa Grande suite op. 62 (1944), tous mouvements marqués Vivo ou Vif. Paul Ben-Haim glisse une toccata parmi ses Cinq pièces pour piano, op. 34 (1943) — dont Moshe Zorman (père du violoniste Itamar Zorman) a réalisé un arrangement pour violon et orchestre.

### Néo-classiques
Dans le courant moderne néo-classique, Stravinsky insère dans la suite de Pulcinella (1920) une courte toccata dont le thème est introduit à la trompette, et essentiellement destinée aux instruments à vent. Le thème provient de l'« Air » de la première suite pour clavecin en mi majeur du Milanais Carlo Monza, extrait des Pièces modernes pour le clavecin. Plus important, il utilise également le genre dans le premier mouvement de son Concerto pour piano et instruments à vent (1924), concentré, brillant, plein de dislocations métriques et il fait de son premier mouvement du concerto pour violon en ré (1931) une large toccata, parmi d'autres mouvements d'inspiration baroque.

#### Avec orchestre

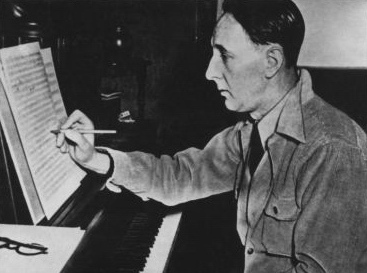
Bohuslav Martinů vers 1942.

Les trois principales toccatas avec orchestre sont celle de Joseph Jongen, qui termine sa Symphonie concertante pour orgue et orchestre, op. 81 (1926) par une grandiose toccata notée Moto perpetuo et conviant tout l'orchestre, la pièce se termine en ut majeur, sur la note la plus grave de l'orgue (une bombarde de 
pieds à la pédale), cet accord était prévu pour l'orgue d'un grand magasin situé à Philadelphie inauguré en 1904 : la symphonie étant commandée par le magnat américain, Rodman Wanamaker ; celle d'Alfredo Casella (Introduzione, aria e toccata, op. 55, 1933) ; et celle de Bohuslav Martinů, qui écrit pour Paul Sacher et son orchestre de chambre de Bâle, Toccata e Due Canzoni, H.311 pour orchestre de chambre (1946), avec un piano fortement mis en avant. Martinů est également l'auteur d'une Fantaisie et toccata H.281 (1940) pour piano. Cette œuvre est une ample composition à l'« écriture vigoureuse », dont la toccata (7 min 40 s), s'intitulait à l'origine Rondo. C'est sa pièce pour piano la plus importante à l'époque. Composée à Aix-en-Provence, en 1940, juste avant son départ pour les États-Unis, elle est dédiée à son ami Rudolf Firkušný. En 1944, il achève une Suite concertante H 276, pour violon et orchestre esquissée dès 1941. La suite est introduite par une toccata explosive en ré majeur, au « motif soutenu par des rythmes bohémiens », suivi d'Aria, Scherzo, Rondo. L'œuvre, « manifestement influencée par le Concerto pour violon en ré de Stravinsky, ainsi que par Le Sacre du printemps et L'Histoire du soldat », est orchestrée et créée l'année suivante par Vladimir Golschmann à Saint-Louis. À la même époque, le compositeur polonais Michał Kondracki qui a étudié avec Karol Szymanowski à Varsovie, Paul Dukas et Nadia Boulanger à Paris, écrit une Toccata pour orchestre (1939),. Quelques années plus tard, son compatriote de Cracovie et maître de Krzysztof Penderecki, le compositeur Artur Malawski écrit une Toccata pour petit orchestre (1947) et une Toccata et fugue en forme de variations pour piano et orchestre (1949), présentée au XXIVe festival international de musique de Bruxelles en juin de l'année suivante.

Heitor Villa-Lobos en 1936. Il reprend le style de toccata dans trois de ses œuvres des années 1930 et 1940, les Bachianas brasileiras nos 2, 3 et 8.

Heitor Villa-Lobos utilise le genre dans trois Bachianas brasileiras : la no 2, pour orchestre de chambre, datée de 1930. « Pièce maîtresse de l'œuvre », le quatrième et dernier mouvement, sous-titré O Trenzinho do Caipira (« Le tortillard de pays »), met en scène un train dans une musique descriptive, de son départ avec le grincement des engrenages, jusqu'à son arrivée avec frein et ralentissement orchestré. Une transcription a été réalisée par Souza Lima. Dans les Bachianas brasileiras no 3 (1938) pour orchestre et piano, le musicien met en scène un pivert, figuré par le xylophone et repris par le soliste, dont la partie est notée Ben ritmato (meccanicamente). Dans les Bachianas brasileiras no 8 (1944) pour orchestre, elle est sous-titrée Catira Batida, une vieille danse (catira ou cateretê) du Sud du Brésil.
Marcel Mihalovici écrit une Toccata pour piano et orchestre, op. 44, commencée en 1938 et achevée en 1940. Elle se compose d'un mouvement lent Moderato et d'un mouvement rapide, Allegro. Il dédie l'œuvre à son épouse, la pianiste Monique Haas, qui en effectue la création et plusieurs enregistrements. Le même dédie également à son épouse une toccata pour piano au sein d'un recueil intitulé, Cinq bagatelles, op. 37 (1934),.
Le Mexicain Silvestre Revueltas écrit une Toccata (sin fuga) (« Toccata (sans fugue) ») pour violon et orchestre de chambre, en 1933. C'est une œuvre courte, (4 min) puissante et compacte dans laquelle l'influence d'Igor Stravinsky est ressentie à plusieurs moments de la partition. Elle oppose les bois aux cuivres et où se mêle un violon solo. Il y a deux sections galopantes en doubles croches, ponctuées de coups de timbale (Con brio et Tempo I subito), séparées par une rêveuse et plaintive section centrale (Meno mosso), chambriste. La pièce s'achève sur un coup de timbale péremptoire.
Eduard Tubin compose l'une de ses premières pages d'orchestre en 1937 (révisée en 1939), simplement titrée Toccata  (durée : 5 min 35 s environ) et créée à Tallinn la même année. En 1969, Tubin termine sa neuvième symphonie Sinfonia semplice, par une toccata.

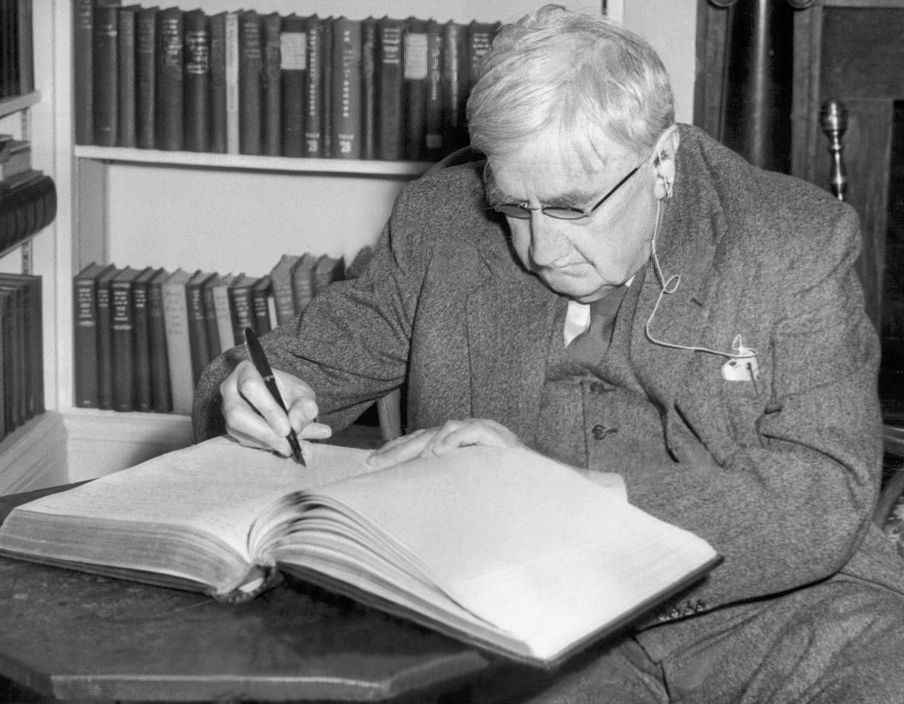
Ralph Vaughan Williams en 1954.

Dans le domaine du concerto, Ottorino Respighi compose une Toccata pour piano et orchestre (1928). Le finale du Concerto pour piano (1931) de Reynaldo Hahn est noté Rêverie, Toccata et Finale. Le premier mouvement du Concerto pour piano (1933) de Ralph Vaughan Williams, révisé ultérieurement pour deux pianos, est une toccata. Plus tardif, le finale de la Symphonie no 8 (1956) du compositeur britannique est titré Toccata colle campanelle [« avec cloches »] : très coloré, il fait appel à tout l'orchestre et aux percussions, à « tous les instruments percussifs capables de notes définies », y ajoutant même des gongs accordés après avoir assisté à une représentation de Turandot de Puccini. Il faut encore citer la Toccata Marziale for Military Band (1924) écrite à l'occasion d'une exposition coloniale. Le Concerto pour piano (1938, révisé en 1945) de Benjamin Britten fait son premier mouvement en forme de toccata, « débordant d’une exubérance et d’un allant irrésistibles ». Dans une autre œuvre concertante, Diversions, op. 21 pour piano (main gauche) et orchestre, Britten enchaîne deux toccatas parmi les onze variations, une dévolue au piano, très courte et l’autre avec une introduction de l'orchestre et un solo au piano. Commencée en 1928, alors destinée à un mouvement de concerto pour piano et orchestre, puis révisée en 1947 à la demande du pianiste et chef d’orchestre John Russell, la Grand Fantasia de Gerald Finzi se voit augmentée d'une toccata en 1953 et devient Grande Fantaisie et Toccata, op. 38. La pièce mêle les deux conceptions dans une toccata « enjouée, syncopée et aimable » : baroque, où il est question de mettre en valeur le toucher de l'interprète, et plus moderne, en tant que genre de mouvement perpétuel. Le finale du Concerto pour piano pour la main gauche (1963) de Dieter Nowka est une toccata,,. Jean Françaix pour sa part enchaîne deux mouvements de toccata dans son Concerto pour clavecin et ensemble instrumental (1959) qui comprend cinq mouvements et termine sa Sonate pour piano par une toccata en la majeur (Allegretto), « délicieuse quincaillerie de doubles notes, aux harmonies pleines d'imprévu » selon Guy Sacre. Arthur Benjamin conçoit le finale de son Concerto pour alto, intitulée Elegy, Waltz and Toccata (1943) en une toccata précipitée Allegro ma non troppo,. Le danois Rued Langgaard, écrit sa Sixième symphonie, sous-titrée plus tard « Les cieux en lambaux » (BVN 165, composée en 1919 et 1920, crée en 1923, puis révisée en 1928–1930). Elle prend la forme d'un seul mouvement, subdivisé en un thème en deux sections et cinq variations, décrivant un combat entre les forces du bien et le mal et notées : Introduzione, Fuga, Toccata, Sonata, Coda. C'est l'une des rares partitions éditées du vivant du compositeur.
William Walton compose en 1922–1923 une Toccata en la mineur pour violon et piano, alors que sa Partita pour orchestre (1957), dédiée à George Szell et l'Orchestre de Cleveland, s'ouvre par une toccata, très motorique, aux éblouissants tuttis, notée brioso,. Le Romeo and Juliet (1925) de Constant Lambert, uniquement constitué d'une suite de danses baroques (Gavotte, Siciliana, Musette…), cache dans le second tableau une toccata, pour évoquer le duel entre Roméo et Tibert. Alors que le ballet était intitulé à l'origine Adam and Eve, c'est Diaghilev qui le renomme et le donne à Monaco avec ses Ballets russes. John Ireland écrit deux pages pour orchestre utilisant la toccata. La première est le Concertino Pastorale (1937), une commande de l'Orchestre à cordes Boyd Neel (très populaire après la création des Variations sur un thème de Frank Bridge de Britten). Elle est en trois mouvements, Eclogue, Threnody puis Toccata, notée Allegro molto ma non troppo presto. La seconde œuvre, modestement intitulée Deux études symphoniques (1946), sont des pièces écartées de la suite symphonique tirée de la musique composée pour un film documentaire, The Overlanders. La partition est orchestrée par Ernest Irving et ensuite arrangée par Geoffrey Bush, un élève d'Ireland. Face à la menace d’occupation japonaise, le film évoque le déplacement d'un immense troupeau en Australie du Nord au Sud du continent, sur deux mille kilomètres. La toccata est notée Lento.
L'Américain William Schuman conçoit sa « vigoureuse » Troisième symphonie (1941) en deux sections écartant la forme sonate, chacune composée de diptyques, avec : I. Passacaille et Fugue ; II. Choral et Toccata, volontairement emprunté à des formes antérieures au classicisme viennois, « qui ont toujours intéressé Schuman ». La toccata est une pièce virtuose, commençant par un motif rythmique de la caisse claire repris par la clarinette basse pour son thème clownesque. La première partie est canonique, puis une transition conduit à une nouvelle cadence. Le thème de la toccata s'expose au point culminant du final, avec une grande quantité d'énergie par l'ensemble de l'orchestre,.
Dans la Première symphonie (1943) de Viktor Ullmann, reconstruite à partir de sa cinquième sonate pour piano par le compositeur Bernhard Wulff (également percussionniste et chef d'orchestre), se trouve une brème Toccatina, notée Vivace en troisième position des cinq mouvements.
Au Japon, Yoritsune Matsudaira conclut son Thème et Variations pour piano et orchestre (1951) avec une Toccata meccanica en mouvement perpétuel pour la sixième et dernière variation.

#### Musique de chambre

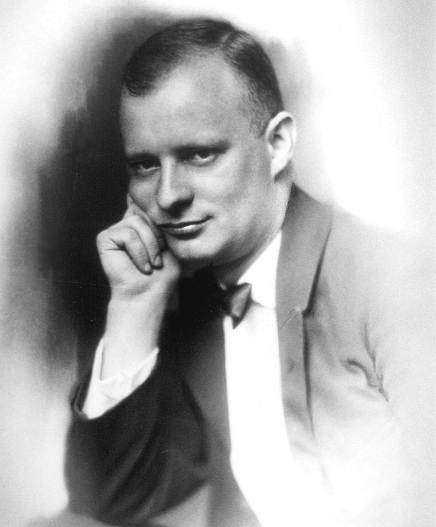
Paul Hindemith en 1923, époque de la composition de son premier Trio à cordes, dédié à son ami, le compositeur Alois Hába.

Le premier Trio à cordes op. 34 (1924) de Paul Hindemith, s'ouvre sur une « impétueuse Toccata », « chatoyante » qui « doit avant tout son nom au flux imitatif et motorique qui, entre des ritournelles jouées à l’octave, prend une tournure concertante. Les instruments prennent place l’un après l’autre à l’avant-plan : d’abord le violon, ensuite l’alto puis le violoncelle. Après trois cadences solo, la toccata se termine comme elle a commencé, transposée une octave plus haut. »

Le second mouvement du Trio avec piano op. 24 (1945) de Mieczysław Weinberg, battu à 
, est noté Toccata et développe une grande énergie rythmique : Weinberg confine d’abord le piano en 
 et les cordes en 
 avant de mélanger les métriques, générant une pulsation asymétrique et violente. Grażyna Bacewicz écrit sa Partita pour violon et piano en 1955 (et en donne une version pour orchestre la même année). La toccata qui occupe le second mouvement est marquée Vivace. Elle est très représentative du langage de la compositrice et, avec une coloration humoristique, est une démonstration de virtuosité. Le 2e mouvement du Quatuor à cordes no 2, op. 35 de Hans Gál, composé en 1929, est une Toccata (Vivace ma non troppo presto).

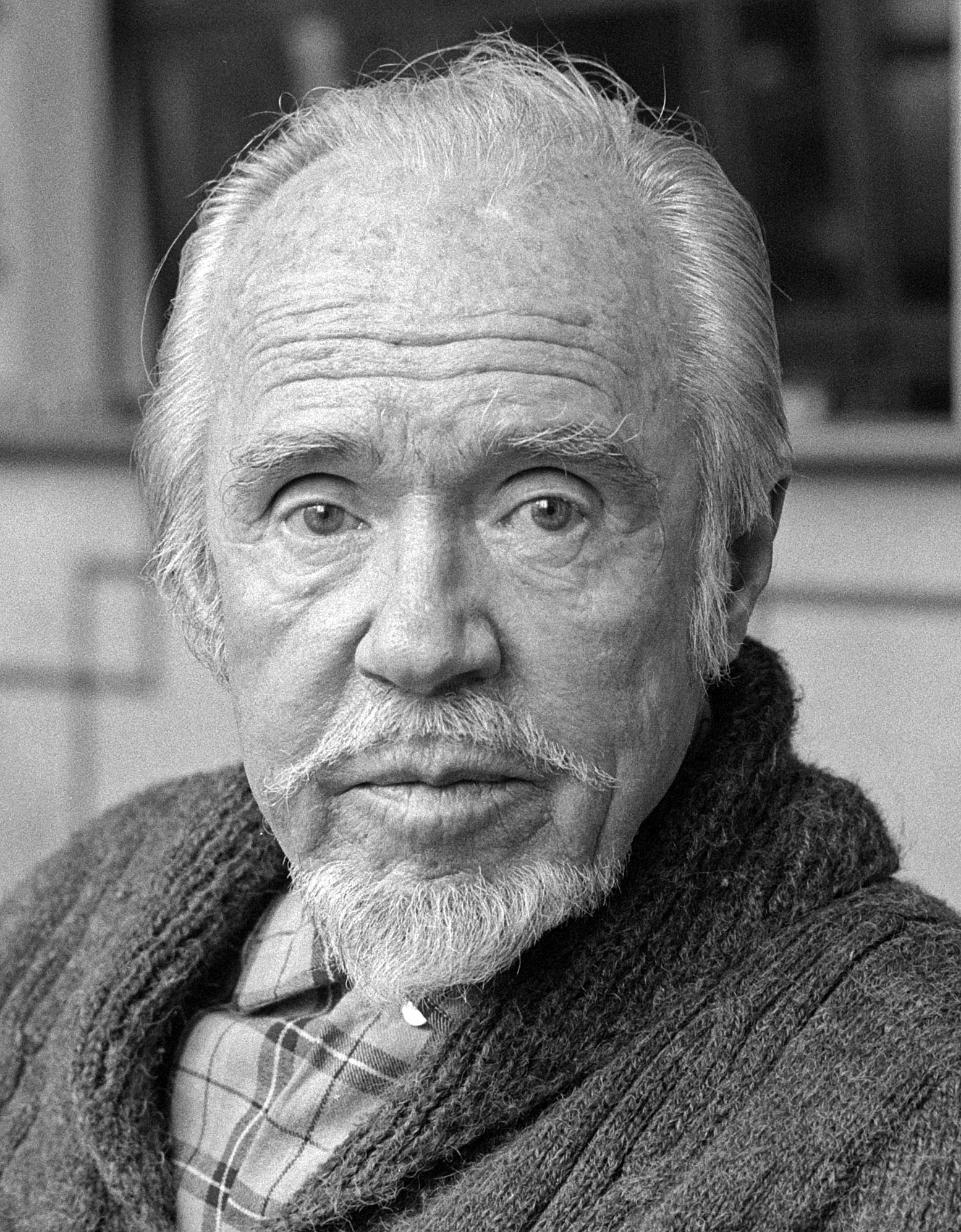
Pour sa Toccata (1935), Conlon Nancarrow ajoute un violon à son instrument préféré, le piano mécanique.

En 1935, Conlon Nancarrow compose une Toccata for violin and Player Piano (piano mécanique), œuvre révisée en 1980, souvent jouée en concert avec un piano enregistré et le violoniste sur scène. La pièce, d'une extrême virtuosité, « à l'esthétique iconoclaste des ultramodernistes », s'ouvre par un canon de notes répétées rapidement par le piano mécanique, suivi par le violon qui reprend le matériau. La seconde partie inverse les rôles : le canon, dans sa récapitulation, reprend avec le soliste en premier (mesure 72). Toujours en 1935, l'italien Mario Castelnuovo-Tedesco, écrit pour violoncelle et piano sa Toccata, op. 85. Composée de trois mouvements, reposant sur le même thème : Introduzione, Aria et Finale, l'œuvre est dédiée à Gregor Piatigorsky, créateur avec Toscanini de son Concerto pour violoncelle la même année. Virgilio Mortari pour sa part, en 1939, écrit pour harpe, Sonatina prodigio en trois mouvements, I. Gagliarda, II. Canzone et III. Toccata.
Le compositeur lituanien Vytautas Barkauskas, dédie une Partita au violon seul (1967) en plaçant une toccata parmi les mouvements (8 min 50 s). Soit trois, encadrés par un prélude et un postlude : I. Prélude ; II. Scherzo ; III. Grave ; IV. Toccata ; V. Postlude. La toccata est une pièce sauvage, qui se compose de notes répétitives rapides, avec les éléments rythmiques de la rumba.
En 1951, Lennox Berkeley, compose trois œuvres détachées destinées au violon à l'intention du canadien Frederick Grinke (en), réunies sous le même numéro d'opus 33 (publiées chez Chester Music la même année) : no 1, Variations pour violon seul ; puis avec piano no 2, Élégie et no 3, Toccata, une pièce nerveuse et brève, à l'énergie constante. En 1969, Benjamin Britten compose pour le harpiste gallois Osian Ellis, une Suite pour harpe, op. 83 en cinq mouvements, la toccata occupant le second, après Overture et avant Nocturne, Fugue et Hymn.

#### Piano
Sorabji laisse plusieurs toccatas : en 1920, il compose une toccata, seconde pièce des Deux pièces de piano ; les Toccatas nos 1, 2, 3 et 4 (la troisième, composée en 1955, longtemps considérée comme perdue, a été retrouvée : dix mouvements et 91 pages de partition). La première (1928) comprend successivement cinq mouvements : I. Preludio-corale – II. Passacaglia — III. Cadenza-figurale — IV. Fuga – V. Coda-stretta ; la seconde (1934) est la dernière œuvre interprétée en public par le compositeur ; la quatrième date de 1938 ; enfin, dans la neuvième partie de son Opus clavicembalisticum (1930), notée Interludiam alterum, Sorabji revient à une vive toccata introductive. La partition indique Rapido e uguale sempre sanza ritardare né affrettare (7 min 30 s) et est rattachée à un Adagio suivi d'une passacaille. En 1929, il ajoute à ses opus une Toccatinetta supra C.G.F, publiée en 1992 et enregistrée ensuite par Donna Amato pour Altarus Records. Le sous-titre précise : si costituisse da uno preludietto-quindì una piccola passacaglia maliziosa e, una fughetta (« constituée d'un prélude, d'une petite passacaille espiègle et une fughetta »). Le compositeur anglais Humphrey Searle écrit Threnos and Toccata, op. 14 en 1948. La première pièce est lugubre et longue, comme celle chantée en mémoire des morts et la toccata dynamique et brève,. La prolixe compositrice britannique Freda Swain (en) (450 opus), intitule le premier mouvement de sa deuxième sonate en fa  mineur (1950), « toccata », notée Allegro vigoroso e ritmico, mais respecte la forme sonate avec deux thèmes et une réexposition (mais sans le second thème). Sonata alla toccata (1947) est le titre d'une œuvre de William Alwyn, s'imposant dans un style néo-classique, d'une grande clarté et concision, outre sa richesse inventive.
La Sonatine op. 11 de Marcel Mihalovici, publiée en 1925, s'achève sur une Toccata en fa mineur (Vivace). La Suite de Marcel Poot, composée et publiée en 1942, se conclut par une toccata (Allegro deciso), « toccata féminine où les doigts courent en gammes et arpèges légers ».
L'italien Sandro Fuga (it), élève de Ulisse Matthey à Turin, concertiste avant-guerre puis pédagogue, compose une Toccata (1935) pour son instrument.
La neuvième et dernière des Études-Tableaux op. 39 de Rachmaninov, en ré majeur, est une « toccata motorisée, parfois étonnamment proche de celle de l'iconoclaste Prokofiev » (1916-1917). Installé à Paris Arthur Lourié écrit une Toccata pour piano (1924). Le suisse Wladimir Vogel, écrit Étude-toccata, VWV 26 (1929). En 1930, le compositeur hongrois László Lajtha conclut ses Six pièces, op. 14, par une vaste toccata virtuose (plus de 4 min). Techniquement, avec le Scherzo qui occupe la quatrième place, les deux mouvements font des allusions à Scarlatti et aux clavecinistes français. Son compatriote, le violoncelliste Pál (Paul) Hermann, compose une Toccata pour piano (1936).

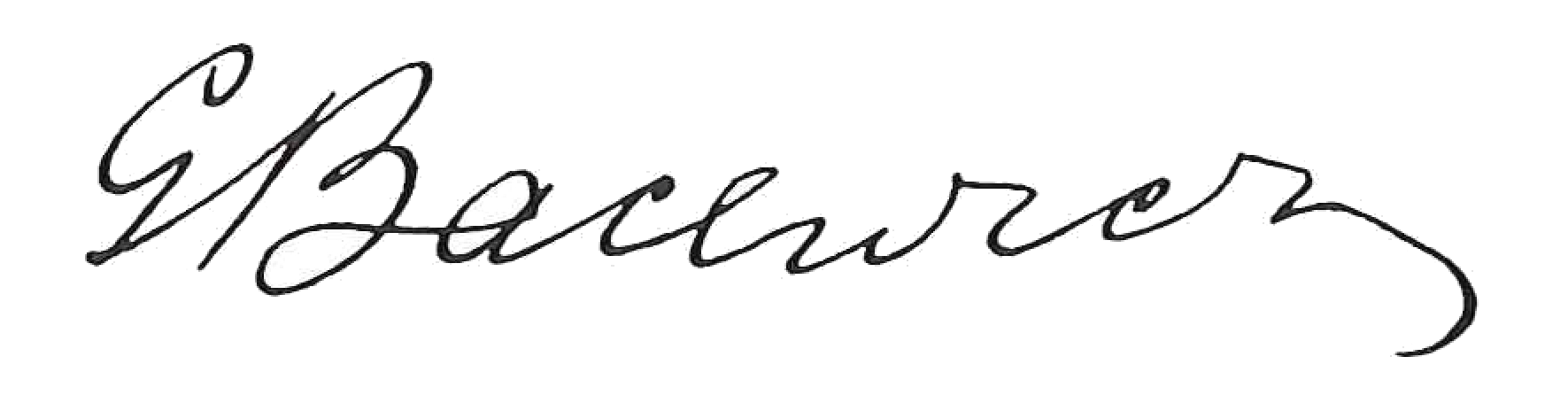
Signature de Grażyna Bacewicz. Sa Toccata est présentée lors d'un concours à Paris en 1933.

En 1933, à Paris, la polonaise Grażyna Bacewicz gagne un concours organisé par L'Aide aux femmes de professions libres, avec sa Toccata. Créée en 1953 et enregistrée par la compositrice, sa seconde sonate pour piano, en trois mouvements s'achève sur une Toccata, notée « Vivo ». L'œuvre possède des rythmes soutenus et il apparaît des motifs folkloriques, comme dans Concert Krakowiak, une autre pièce pour piano. Ce final, sensationnel, est plein d'énergie et de forces débridées. La même année que la Toccata de Bacewicz, son collègue Władysław Szpilman compose une suite pour piano intitulée La vie des machines (moins de 7 min) dont la partition est perdue pendant la guerre, puis retrouvée en 2000, pour être restitué au fils du compositeur-pianiste, Andrzej Szpilman. Le troisième mouvement est une toccatina aussi motorique que le premier (sans titre), alors que la machine se repose un peu en deuxième.
En 1919, l'estonien Heino Eller compose sa Toccata en si mineur, suivie en 1921 d'une Toccata en si majeur. La première toccata est composée d'un thème principal, un implacable marcato-staccato et un autre qui évoque le Tannhäuser de Wagner, avec la « Musique du Venusberg », le tout multipliant les nombreuses séquences de bravoure lisztienne. La seconde toccata en mineur, prend la forme d'un rondo, avec deux épisodes dont l'énergie culmine dans une coda.

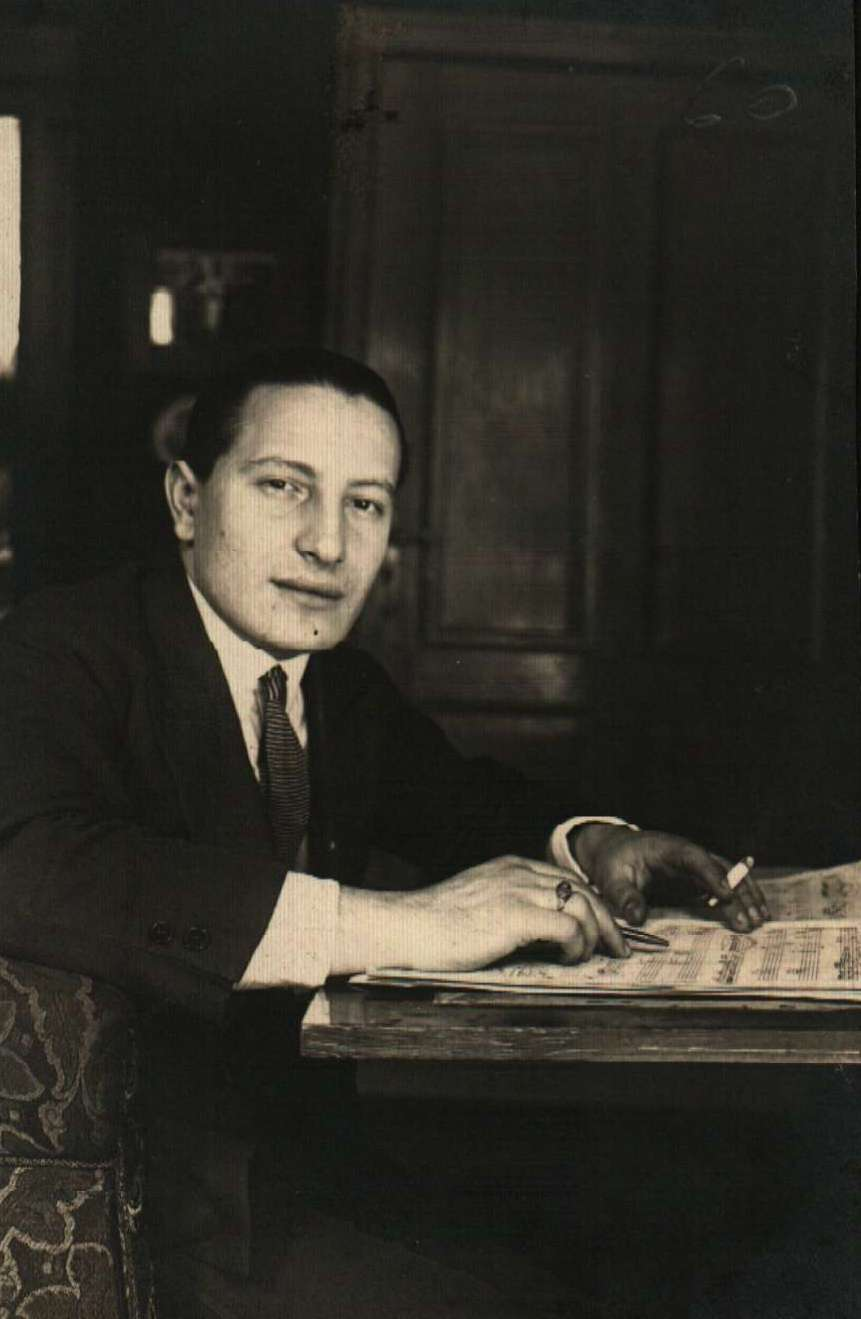
Pantcho Vladiguerov dans les années 1930 ou au début des années 1940.

En 1931, le compositeur tchèque Alois Hába écrit une Toccata sous-titrée Quasi una Fantasia, op. 38, vaste pièce de près de 9 min. Bien qu'Hába ne soit pas un grand pianiste, « cette composition est pianistique à la perfection ». Jiří Bárta, pianiste, donne Preludium et Toccata en 1966. De son côté, le compositeur norvégien Fartein Valen — inspiré par un poème anglais de Francis Thompson intitulé The Hound of Heaven (1907) — écrit sa seconde sonate en 1940 et 1941 et la termine par un large mouvement vif nommé Toccata. Sans être une musique à programme, l'œuvre est l'expression de la profonde religiosité de Valen évoqué dans le poème : l'Âme en quête, ne déniche aucune paix ni consolation, finit par se rendre, parce qu'elle se rend compte qu'elle n'est rien… et trouve la paix dans l'amour de Dieu. Cette sonate est considérée comme l'une des plus importantes de la musique norvégienne du XXe siècle.
Zara Levina en 1940, compose 3 Pièces pour piano, Wiegenlied, Tanz, puis Toccata. En 1944, Dmitri Kabalevski compose ses Variations faciles, op. 40, destinées aux jeunes pianistes. La première série en ré mineur est sous-titrée Toccata et la seconde est en la mineur. Les variations sont réduites à huit petites mesures sur un thème de gamme descendante. Également porté par l'art de la variation, le compositeur bulgare Dimitar Nenov (1901-1953), compose une Toccata pour piano de 1940, mais éditée en 1969. Son compatriote Pantcho Vladiguerov, dans le cycle intitulé Épisodes, op. 36 (1941), glisse une longue toccata (no 6, Allegro Vivace) qui en constitue le finale,, ; en 1970, il a orchestré la pièce, accompagnée du mouvement précédent Improvisation (Lento) en introduction, et enregistrée peu après avec l’orchestre de la radio et télévision bulgare.

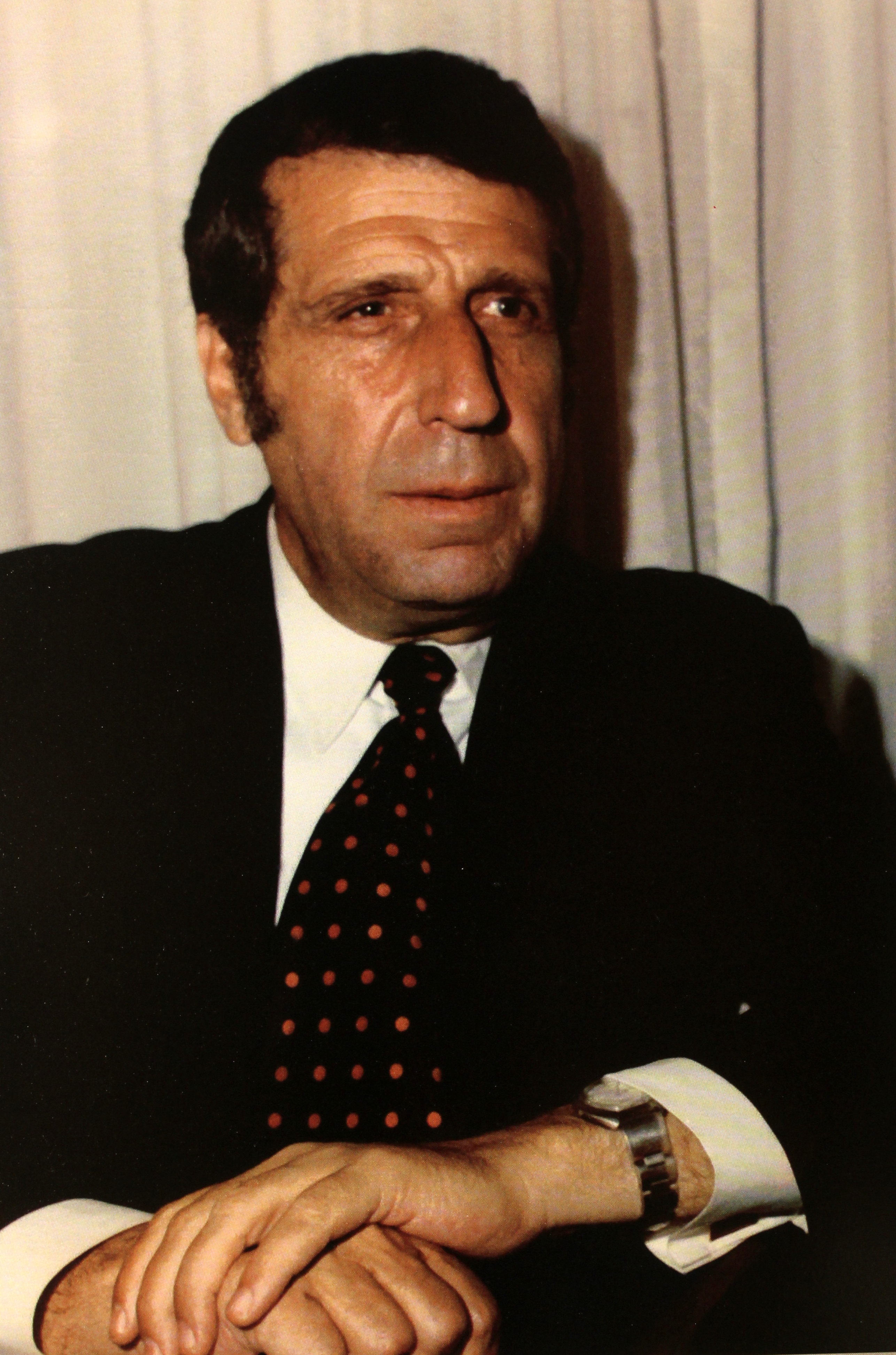
Arno Babadjanian, compose pour le piano une vive toccata ainsi qu'une rageuse et dissonante toccatina, au sein d'œuvres en plusieurs mouvements.

Aram Khatchatourian écrit une Toccata pour piano (1932), l'une des pièces les plus populaires du musicien arménien, brillante, intense, aux effets d'ostinato et heurts rythmiques. Moins connue, le compositeur glisse dans son second cahier des Albums d'enfant (1947 et 1967), une toccata, précédée d'une sautillante Gymnastique rythmique à la thématique proche, et suivie d'une petite Fugue.
Un autre Arménien, Arno Babadjanian, dans une œuvre de jeunesse, sa Sonate polyphonique (1942–1947), inverse l'ordre baroque en plaçant, après un prélude, la fugue et seulement la toccata battue à 
. Dans une œuvre plus récente, Six portraits (1965), Babadjanian insère une vive et rageuse toccatina qui évoque quelque chose de l'écriture pour piano de Prokofiev, de Bartók et du jazz. Une cellule rythmique     passe de main en main, puis est élargie en     avec dissonance insistante de septième majeure martelée sforzando à la main gauche, pendant que la main droite fait pleuvoir des arpèges. L'énergie accumulée semble s'être épuisée dans une gamme descendante répétée jusqu'au pianissimo, mais la cellule rythmique d'origine revient, dans une brève récapitulation tout aussi rageuse. Signalons ici, la Toccata pour qanûn ou kanun de Khatchatour Avetisyan (en) (1926–1996) : compositeur formé à la musique classique mais également passionné par les traditions arméniennes (il fonde en 1978, le département de musique folklorique du conservatoire d'Erevan) ; il dédit également un concerto pour l'instrument en 1954. Dmitri Chostakovitch fait du 21e prélude, en si  majeur, de ses Vingt-quatre préludes et fugues, op. 87 (1950), une toccatina. Guerman Galynine, un de ses élèves en composition, écrit en 1945 — alors qu'il est encore étudiant au Conservatoire de Moscou — une Suite pour piano qui s'ouvre par une toccata, suivie de quatre autres mouvements : Intermezzo, Danse, Aria, Finale. La Toccata, est attaquée sur des accords fortissimo, que suivent une pluie de doubles croches. Les harmonies restent sombres et l'écriture non conventionnelle se transforme en un flux de plus en plus en exagérée jusqu'au  de clôture. Andreï Yakovlevitch Echpaï, compose sa première Sonate pour piano en ré mineur (1950) et place au troisième mouvement une toccata très expressive (3 min). Enfin, Igor Chamo, né et mort à Kiev (1925–1982), compose une petite Toccata (4 min 10 s, 1952) très virtuose, empreint « d'un humour très noble. »
Le compositeur Çesk Zadeja (en), l'un des compositeurs les plus éminents d'Albanie, laisse une Tokata ; de même que son collègue Feim Ibrahim : Tokatë për piano. Le slovaque Ján Zimmer (en) émule d'Eugen Suchoň, compose deux diptyques avec la toccata placée en finale : la première, Fantázia a Toccata (« Fantaisie et toccata »), op. 32 (1958) pour orgue et la seconde, pour piano, Prelúdium a Toccata (« Prélude et Toccata »), op. 109 (1987), à l'origine premier mouvement de sa seconde Sonate pour piano, op. 45 de 1961.
Le compositeur brésilien Camargo Guarnieri intitule toccata une de ses pièces pour piano (1935) en staccato noté Piccante ma con garbo, et son compatriote Radamés Gnattali fait de même avec deux pièces pour la guitare ayant pour titre Toccata em ritmo de samba (1950 et 1981), ainsi qu'avec une autre pour piano intitulée simplement toccata (1944), où l'usage de la polytonalité ostinato évoque Bartók. Cláudio Santoro laisse une Toccata pour piano très percussive (1955). En 1989, Dimitri Cervo (pt) compose une Toccata Fantástica, puis en 2018, une Toccata Brasilis, op. 57 pour piano à quatre mains. Pour l'orchestre ce compositeur brésilien écrit aussi dans un grand cycle intitulé Série Brasil 2000 (no 3), une Toccata Amazônica, op. 14 (1998-2004) pour orchestre, huit percussions et piano et une Abertura e Toccata  (1995) pour orchestre, piano, flûte et clarinette.
L'une des premières œuvres d'Astor Piazzolla (élève de Alberto Ginastera), est une petite Suite pour piano, op. 2 (1943), composée de Preludio, Siciliana, Toccata. Son collègue, également musicologue Roberto García Morillo compose en 1959, sa quatrième sonate pour piano, op. 26, en trois mouvements : I. Allegro, II. Lento et le finale, une longue Toccata. Créée à Buenos Aires la même année, par la dédicataire, Anna Stella Schic. L'opus précédent dédié à Rodolfo Caracciolo, intitulé Variaciones Apolíneas op. 25, contient également une toccata. Cette œuvre est basée sur le thème emprunté de la Variación VII. (Apolo) extrait des Variaciones Olímpicas pour orchestre, op. 24 (1958).

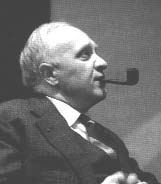
Robert Casadesus.

Le compositeur américain Marc Blitzstein compose une Percussion Music pour le piano, dont la première pièce est une Toccata composée en juin 1928, puis Air et Rondino. La notoriété de l'œuvre est due aux claquements de fermeture et ouverture du couvercle du piano se trouvant dans le Rondo. Son compatriote Robert Moffat Palmer écrit une « courte » (2 min) Toccata Ostinato (1944), commandée par William Kapell à qui l'œuvre est dédiée. Le pianiste en laisse un enregistrement en public. En 1968, il compose cette fois pour ensemble à vents (et percussion), une Choric Song and Toccata de 13 min. En 1947, Benjamin Lees compose une courte Toccata ; Roy Harris, qui concluait sa Sonate pour violon et piano (1941) par une toccata, fait de son op. 49 une Toccata (1949), notée Con bravura et John La Montaine, Prix Pulitzer 1959, commence son catalogue par une Toccata, op. 1 (éd. 1957). Élève de Nadia Boulanger et Alfred Cortot, le californien John Lessard, compose pour Sylvia Marlowe (qui reçoit l'enseignement de Boulanger et Landowska) une Toccata en quatre mouvements pour clavecin (1951),. L'instrumentiste en a réalisé un enregistrement en 1960 pour le label Decca avec d'autres œuvres modernes. Le compositeur Écossais Ronald Center, conçoit ses Three Movements for Piano, avec 1. Prélude, 2. Poco adagio, 3. Toccata. Ce dernier mouvement, noté Allegro molto est exultant, virtuose et reprend des éléments déjà entendus dans le précédent. « La Toccata se termine par un tintement de cloches et un tout dernier accord d’ut majeur. »
La Sonatine monodique de Maurice Ohana est composée comme exercice d'écriture en 1944, alors qu'il était à Rome dans la classe d'Alfredo Casella. L'œuvre, d'une douzaine de minutes, qui est créée en octobre 1947 au premier concert du Zodiac par Massimo Bogianckino, se termine par « une sorte de toccata (Animé) toute en brisures, où une « fugue mise à plat » sert d'intermède ». Ohana s'impose ici, « en réaction directe contre l'extrême complication des pièces dodécaphoniques de l'époque […] la règle suivante : aucune note ne sera frappée en même temps qu'une autre, si ce n'est en octave. » Œuvre de jeunesse, « on y trouve peu de traces du style qu'il allait développer plus tard. » Bien connu pour son rôle pédagogique, Pierre Sancan, donne une Toccata (1943), l'année de son prix de Rome et l'une de ses premières œuvres, dédiée très simplement « à mes chers parents » ; et un autre français, le compositeur-pianiste Robert Casadesus compose en 1946 sa Toccata, op. 40, une de ses pages les plus célèbres et qu'il dédie à son fils Jean Casadesus. À son propos Jean Roy écrit : « C'est le modèle de la toccata virtuose où crépitent les doubles notes dans un mouvement implacable que nourrit une extraordinaire variété d'accents »,. Le britannique John Vallier compose une Toccatina (1950) notée Presto vivace e con umore, enregistrée par Benno Moiseiwitsch la même année et par Marc-André Hamelin un demi-siècle plus tard. Joaquín Rodrigo fait précéder ses cinq Sonates de Castille (écrites en 1950 mais publiées seulement en 1987) par une étonnante Toccata a modo de Pregón en la majeur, qui imite une boite à musique assourdissante et détraquée, avec ses basses décalées, ses secondes écrasées, ses fausses notes. Un ostinato (le Pregón c'est-à-dire la « criée ») est fait d'une répétition infatigable d'une octave brisée avec une appoggiature.

### Influence du jazz

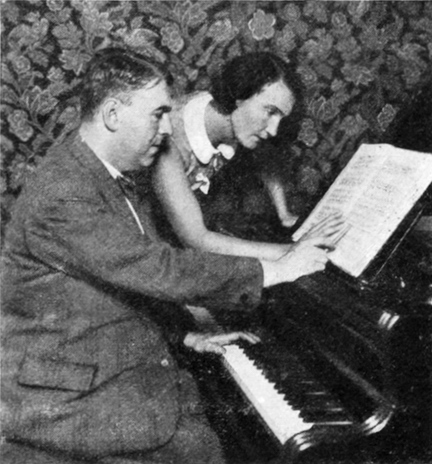
Erwin Schulhoff au piano (avec Milča Mayerová) vers 1931.

Le jazz et sa rythmique influencent certains compositeurs dès les années 1920. Erwin Schulhoff fait de la dernière de ses Cinq études de jazz (1926) une toccata sur le shimmy Kitten on the Keys (« Chaton sur les touches ») de Zez Confrey, une des pièces les plus connues de l'Américain, datant de 1921. Précédée de Charleston, Blues, Chanson et Tango, la toccata est dédiée au critique musical Alfred Baresel (1893-1984), promoteur du jazz en Allemagne.
Karl Amadeus Hartmann compose également une Jazz-Toccata et Fugue pour piano en 1928. « Si Hartmann, comme d'autres musiciens allemands, fut lui aussi réceptif au jazz dans les années 1920 », l'œuvre « reflète davantage son côté rythmique que ses harmonies caractéristiques ». L'influence de cette œuvre de jeunesse n'est pas seulement le jazz, mais également celle d'Hindemith et de Bartók. Dans la même veine, la 6e pièce des dix Play piano play de Friedrich Gulda, pianiste classique et jazzman, est une toccata notée Presto possibile, entrecoupée d'épisodes de stride dans le style d'Art Tatum.
Traversée de bout en bout par le swing et des « décalages de l’accentuation entre les deux mains », il faut citer la Toccatina op. 36 de Nikolaï Kapoustine et la troisième de ses Huit études de concert, op. 40 (1984), où « des notes répétées sautent d’un registre à l’autre, suggérant les syncopes pimpantes de Rhapsody in Blue de Gershwin ».

### Toccata contemporaine
La toccata moderne, si elle garde son rythme énergique, quitte le seul clavier privilégié au début du siècle pour se retrouver dans des œuvres de chambre, dans la musique symphonique et pour des formations inconnues des siècles précédents : les percussions.

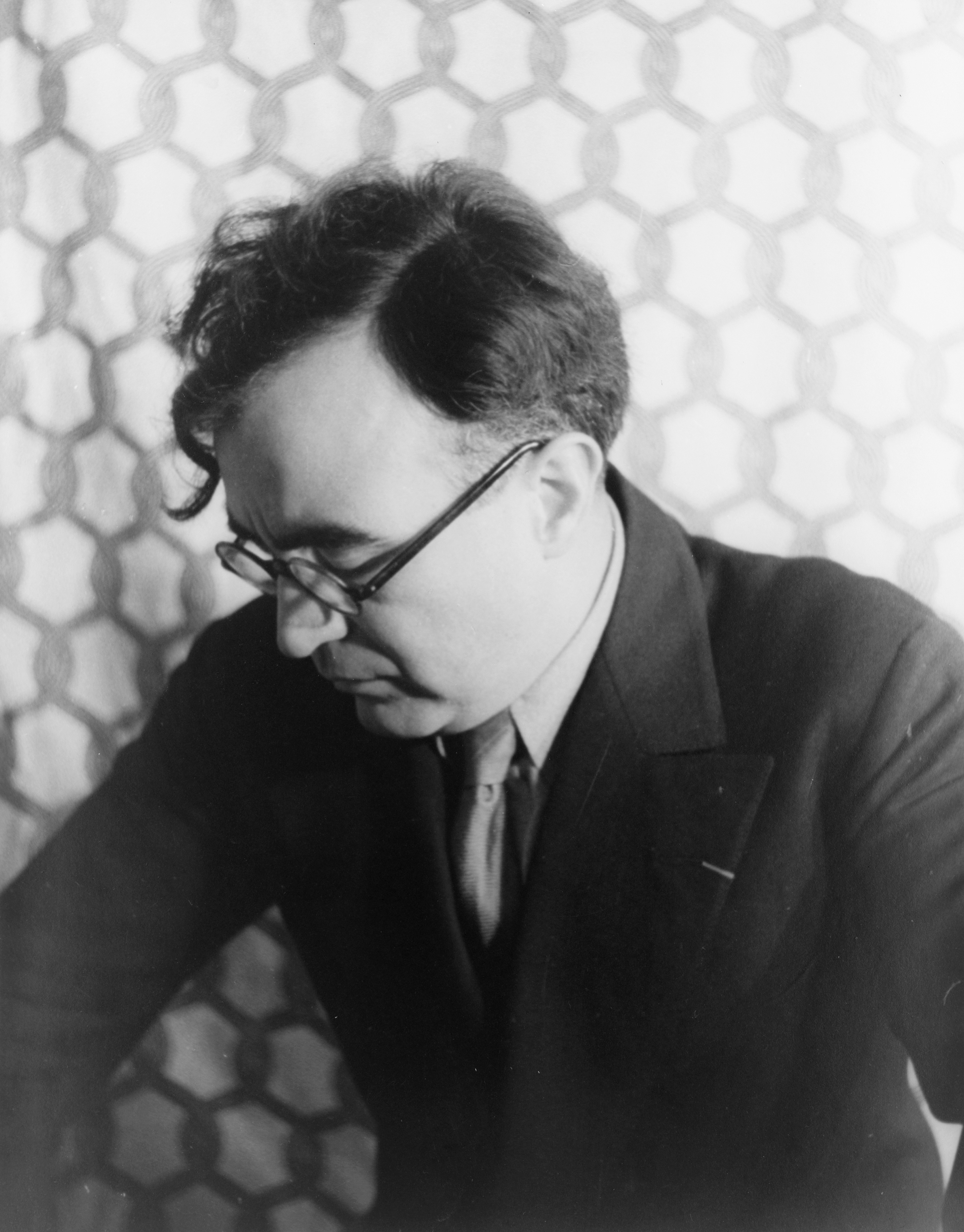
Carlos Chávez écrit sa Toccata pour percussion en 1942. C'est une œuvre de maturité qui montre ses affinités avec les matériaux de pure sonorité. — C'est aussi le cas d'une œuvre de 1964, Tambuco pour six percussionnistes, considérée comme un chef-d'œuvre.

C'est le compositeur mexicain Carlos Chávez qui l'inaugure : revenant à l'étymologie italienne de toucher, il écrit une Toccata pour instruments de percussion (1942), l'une de ses œuvres les plus célèbres. Il n'utilise que des instruments en usage régulier dans l'orchestre symphonique classique et la pièce requiert six instrumentistes. Elle est composée de trois mouvements sans pause, dont le second fait sonner les timbres métalliques, xylophone et glockenspiel, avant le déchaînement violent du final. Quelques années plus tard, il écrit Toccata pour orchestre (1947), musique de scène pour Don Quijote de la Mancha de Cervantes. Le Britannique Thomas Pitfield, quant à lui, écrit deux toccatas dont une pour percussion : la première est une large composition pour piano, écrite à l'intention de Lucy Pierce et publiée en 1953 ; alors que la seconde se trouve au sein de sa sonate pour xylophone (1987) et constitue le finale de l'œuvre en quatre mouvements, dédiée à Eric Woolliscroft, le principal percussionniste du Hallé Orchestra.
À l'opéra, dans Les Soldats (1965) de Bernd Alois Zimmermann, le compositeur donne des titres baroques aux scènes (Chaconne, Ricercar, Capriccio, Choral, Nocturno, Rondo, etc.) dont trois Toccatas aux actes I, II et IV, selon le modèle utilisé par Berg dans Lulu et Wozzeck,. Chez le même Zimmermann, on trouve une toccata parmi les huit petites pièces pour piano, intitulées Enchiridion (première séries datant de 1949), notée « Allegro feroce ». Les autres titres des pièces sont majoritairement baroques.

#### Orchestre et concerto
Nikos Skalkottas place une toccata en second mouvement, sur six, de sa Suite symphonique no 2 AK 4 (1944–1946), une œuvre « spectaculaire » selon Yannis Papaioannou. Peter Mennin, à vingt-cinq ans, l'année où il entre en tant que professeur à la Juilliard School, compose une fantaisie pour orchestre à cordes (1947), articulée en deux mouvements baroques : Canzona et Toccata. Quelques années plus tard, il glisse une toccata dans une œuvre pour piano intitulée simplement Five Pieces (1949), toujours avec des formes issues du baroque : Prélude ; Aria ; Variation-Canzona ; Canto ; Toccata. L'année suivante, la Toccata pour orchestre de Walter Piston est créée par l'Orchestre national de France à Bridgeport (14 octobre 1948).
Dans Audubon (Birds of America) (1969), Morton Gould glisse un morceau intitulé Fire Music (toccata). L'œuvre, prévue pour un ballet de Balanchine, n'a jamais été représentée. Gould compose également un humoristique Concerto pour claquettes (1952) en forme de suite (Pantomime, Minuet, Rondo). Il intitule son premier mouvement Toccata. L'écriture, influencée par le jazz, reste très sophistiquée malgré son exotisme. Le compositeur note le rythme du danseur qui, en outre, dispose de cadences pour improviser. En 1955 l'Américain Leon Kirchner compose Toccata pour grand orchestre, et Paul Creston écrit en 1957 Toccata, op. 68, jouée notamment par Leopold Stokowski. Le Canadien Colin McPhee intitule son œuvre la mieux connue, sa seconde symphonie, Tabuh-Tabuhan : toccata for orchestra and 2 pianos. D'inspiration balinaise (le compositeur consacre plusieurs livres à la musique et la danse), composée en 1936, elle est en trois mouvements : Ostinatos, Nocturne, Finale. Tabuh-Tabuhan obtient le prix de l'Académie américaine des arts et des lettres en 1954. L'Australien Malcolm Williamson (fixé à Londres depuis 1953 et élève d'Elisabeth Lutyens), compose sa Sinfonietta qui est créée sur la BBC par Adrian Boult à la tête du New Philharmonia, en mars 1965. Elle est dédiée à sa fille cadette, Clare. La version est en quatre mouvements : Prélude, Toccata, Élégie (Grave), Tarentelle. Pour le ballet de Stratford, le Royal Shakespeare Theatre, le 10 février 1967, elle est amputée du Prélude.
Le Concerto pour basson (1974–1977) de Nino Rota débute par une toccata (Allegro vivace) de forme sonate, à la fois brillante et transparente tout en utilisant le timbre particulier de l'instrument soliste,.
Chez les symphonistes contemporains, on trouve des mouvements explicitement en toccata : Karl Amadeus Hartmann construit le premier mouvement de sa cinquième symphonie (Symphonie concertante) par une toccata et le second et dernier mouvement de sa Sixième symphonie (1951-1953) en « Toccata variata », noté Presto. Citons également la seconde section du Scherzo notée « Scherzo toccata » de la Symphonie no 8 (1943) de Dmitri Chostakovitch. Le Suédois Ingvar Lidholm écrit Toccata e canto (1944) pour orchestre de chambre. Alexandre Lokchine transforme l’avant dernier mouvement de sa Symphonie no 9 (1975), pour baryton et orchestre à cordes, sur un poème de Leonid Martynov, en une toccata qui est le point culminant de la symphonie. Chostakovitch « se fit offrir la partition de l’œuvre qu’il admirait tant et qu’il étudia avec ardeur ». Un autre Russe, Alfred Schnittke, intègre un mouvement de toccata de son Concerto grosso no 1 (1977), dévolu à deux violons, clavecin, piano préparé et orchestre à cordes. L'œuvre est représentative du polystylisme de Schnittke. « Le compositeur passe de style en style avec toute une variété d'humeurs, avec un abandon désarmant. Le plus amusant est le deuxième mouvement, Toccata, qui reprend les rythmes motoriques d'un concerto Vivaldien typique […] ».

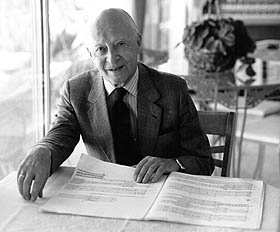
Witold Lutosławski auteur d'un Concerto pour orchestre en 1954.

Le premier mouvement du Collage über BACH (1964) d'Arvo Pärt est une toccata pour cordes (« Tokkaata »), précédant Sarabande et Ricercare. Le Tchèque Karel Husa, dans Musique pour Prague (1968), intitule le finale de l'œuvre en quatre mouvements Toccata et Chorale. Le Concerto pour orchestre (1954) de Witold Lutosławski, commencé par une Intrada baroque, se clôt par le troisième mouvement articulé en Passacaglia, Toccata e Corale. La toccata est « flamboyante » et « issue du thème de la Passacaille ». Son confrère, Henryk Górecki écrit en 1955 une pièce brève, Toccata pour deux pianos op. 2, composée avant ses études à Katowice. Son compatriote Józef Świder en 1979, écrit pour un examen de professorat à destination de Joachim Pichura (pl) une Suite, pour accordéon et orchestre de chambre, composée de Toccata, Scherzo, Canzona et Danza. Cette œuvre, avec ses Miniatures Lyriques, est considérée parmi sa musique instrumentale, comme l’une des plus belles et populaires de l'auteur.
La seconde symphonie, op. 386, du compositeur britannique Howard Blake est sous-titrée Toccata ou « une célébration de l'orchestre » (1976, révision 1988). Chacun des sept mouvements en forme de concerto pour orchestre voit le thème et les variations consacrés à un pupitre — respectivement : bois, cors, cuivres, cordes, percussion et célesta — puis convie tout le monde pour la fugue et le finale où revient le thème. En Amérique, Irving Fine compose sa première pièce d'orchestre, une Toccata concertante (1947) jouée par Serge Koussevitzky à Boston l'année suivante. Il en existe une version transcrite pour deux pianos. Il revient au genre avec la brève et sautillante Little Toccata (1 min 10 s), qui ouvre Diversions pour orchestre (1959), également jouée à Boston dans un programme pour les enfants et dont les pièces sont dédiées à ses filles. Le Britannique Peter Fribbins, tout juste âgé de vingt-et-un ans, compose l'une de ses premières œuvres pour quintette à vent (flûte, hautbois, clarinette, cor et basson) sous-titrée In Xanadu (1991), et y inclut une Toccata, « gouffre sauvage », « construite sur seulement quatre notes dans différentes octaves ». Le Concerto pour violon (1984) du compositeur américain Ned Rorem contient deux toccatas sur six mouvements (deuxième et cinquième), la Toccata-Chaconne et la Toccata-Rondo, notées Very Fast. Les deux ont des accents dramatiques accentués par les timbales et les répétitions pour la première (23 fois) et dans l'esprit d'une fausse valse à 
 pour la Toccata-Rondo. L'année suivante, le compositeur russe naturalisé suisse Alexander Brincken donne un Capriccio pour piano et orchestre de chambre, op. 11, où une courte toccata prend la place du second mouvement parmi les cinq enchaînés. L'œuvre est créée à Leningrad en 1989 et enregistrée en 2019 pour le label Toccata Classics.
Le compositeur letton Pēteris Vasks, conçoit en forme d'arche son premier Concerto pour violoncelle (1994) qui comprend cinq mouvements : il insère deux toccatas autour d'un mouvement central intitulé Monologhi, alors que l'œuvre commence et s'achève par deux Cantus. Un autre compositeur letton, Andris Vecumnieks écrit un triple concerto sous-titré Concertino Art-i-Shock (2013) du nom de l'ensemble dédicataire composé de trois jeunes femmes, pour violoncelle, percussion et piano, dans le cadre d'une cinquième commande de « concerti Liepāja » (2014) où ont été créées les douze œuvres concertantes de compositeurs modernes lettons, ville où réside le plus vieil orchestre des pays baltes (créé dès 1883),. La « féroce » toccata est au centre des cinq mouvements d'une œuvre de forme concentrique. Autour d'elle des Quasi valse, l'une titrée Con sentimento (sans l'orchestre), alors que celle après la toccata est précisée Senza sentimento ; l'œuvre s'ouvrant et se fermant par deux Grazioso. Georgs Pelēcis de son côté, glisse une Toccata furiosa dans son concerto pour piano (2017) comportant six mouvements. Il est créé à Riga en février de la même année, par Vestards Šimkus et Andris Vecumnieks.
En 1985, le compositeur brésilien Almeida Prado reçoit une commande de la fondation de Paul et Margrit Hahnloser d'un concerto pour piano intitulé Concerto Fribourgeois, pour célébrer le tricentenaire de la naissance de Bach. L'œuvre est composée de huit mouvements parfois très courts, avec Introduzioni et trois sections Recitativo intercalées avec Passacaille, Toccata furiosa et Arioso suivis d'un finale intitulé Moto perpetuo. La toccata est l'occasion de présenter le motif B–A–C–H, accompagné de dissonances aux cordes qui sonnent comme si le son était de provenance électronique.
Le compositeur américain John Corigliano reçoit commande de l'Orchestre philharmonique de New York d'un Concerto pour clarinette (en) en 1977. Il est créé par Stanley Drucker, sous la direction de Leonard Bernstein et enregistré par le soliste avec Zubin Mehta quelques années plus tard. Le finale est intitulé « Antiphonal Toccata », citant une œuvre pour chœur de Giovanni Gabrieli, composée à la fin du XVIe siècle, Sonata pian' e forte (en) mais le compositeur utilise la spatialisation : « Alors que les cordes de l'orchestre sont assis de manière conventionnelle, les cuivres et les percussions sont repositionnés pour ce mouvement, afin qu'ils puissent s'engager dans une conversation antiphonique. » John Adams termine son Concerto pour violon (1993) par un mouvement noté Toccare. Le compositeur lui-même compare l'énergie motorique de ce dernier mouvement à celle de Shaker Loops (1978), mais un auditeur qui l'écoute, sans connaître sa paternité l'entendrait probablement comme une Toccata virtuose du XXe siècle.
Le compositeur britannique Edward Gregson, reçoit commande d'une œuvre du centre national pour l'étude de l'orchestre. Ce sera sous le titre de Greewich Dances qu'elle est créée en 1984. La partition est fortement révisée pour d'autres concerts ou radiodiffusions, notamment sur la BBC et finalement reçoit le titre de Contrasts : a Concerto for Orchestra. Cette dernière version contient une partie de piano et des percussions supplémentaires et est articulée en trois mouvements, Intrada, Elegy, Toccata. Chaque mouvement partage un matériel commun que le cor énonce en quatre notes a début : do, si , fa, mi et présenté ensuite comme des variations symphoniques contrastées. Le dernier mouvement est léger et optimiste, sollicitant les percussions comme une danse et utilisant de nombreuses polyrythmies.
Colin Matthews écrit une Toccata meccanica (1994), commandée par le Royal Northern College of Music de Manchester. Conçue pour orchestre dès 1984, la commande de Timothy Reynish lui donne la possibilité de l'arranger pour orchestre à vents soutenu par les percussions, la harpe et les contrebasses, qui est « comme son titre l'indique, une pièce plutôt agressive, semblable à une machine. […] La première moitié de la pièce est assez implacable jusqu'à une section centrale en trio, lorsque la « machine » marque une pause et donne l'impression de se remettre en marche, avec des grincements et des gémissements appropriés. […] L'œuvre se termine exactement comme elle avait commencé, comme si la machine était prête à redémarrer. » (Colin Matthews). John Pickard pour sa part, écrit un Concerto pour piano en 1999–2000. D'une « exubérance colorée » comme son orchestration effectuée directement lors de la composition, l'œuvre emprunte vaguement au baroque ses titres et ses mouvements (vif-lent-vif). Le concerto s'ouvre sur une Toccata d'une énergie inépuisable, où l'orchestre et le soliste s'opposent « parfois dans une confrontation violente » ; suivent une calme Passacaglia — forme très appréciée par le compositeur — et le finale en double fugue qui convie la virtuosité et la précision rythmique tant du soliste que de l'orchestre, avec une fin exubérante. En 1998, Pickard arrange la fameuse Toccata introductive de L'Orfeo de Monteverdi (apparaissant également dans les Vêpres de 1610) pour orchestre de chambre d'instruments modernes (hautbois, saxophone soprano, bassons, cuivres et cordes basses) avec en outre des percussions (crotales, cloches et gongs).
En 1984, le compositeur Américain Anthony Iannaccone (en) reçoit commande de la Guilde des organistes (en) d'une série de huit fanfares destinées à l'ensemble de cuivres de l'Orchestre symphonique de Détroit. Ainsi naissent les Toccata Fanfares, publiées en deux volumes chez Theodore Presser. Elles requièrent soit un sextet, avec trois trompettes et trois trombones, ou un ensemble plus large. « Les fanfares sont des pièces légères et ludiques, très accessibles aux auditeurs et appréciées des interprètes. »

#### Piano et musique de chambre
D'autres compositeurs contemporains écrivent des toccatas pour piano : Nikos Skalkottas ouvre sa Quatrième suite pour piano, AK 74 (1941), par une brève toccata notée Vivace. Elle « demande la dextérité et l’énergie du baroque ». Morton Gould compose un Prelude and toccata (1945) pour piano, joué très souvent par Shura Cherkassky et qui peut évoquer sa Boogie woogie étude. C'est le cas également de Pierre Boulez qui compose un Prélude, Toccata et Scherzo (1945), pièce pour piano de jeunesse. La partition, détenue par la Fondation Sacher, est donnée en première mondiale par Ralph van Raat en septembre 2018.
George Antheil, qui avait commencé sa carrière en tant que concertiste, écrit dans son meilleur « pianisme » deux toccatas virtuoses (1948) : des pièces en ostinato très agitées, au tempo Allegro, au touché sec et sans pédale. La seconde, qui offre une main gauche plus active, avec des sauts virtuoses et proche de la parodie, ressemble aux rodéos texans d'Aaron Copland et aux réminiscences du precipitato de la septième sonate de Prokofiev. George Rochberg, glisse une Toccata-rag en final de son Carnival Music (1970), écrit pour le pianiste américain Jerome Lowenthal.

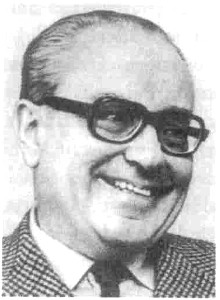
Alberto Ginastera.

Outre une transcription pour piano d'une toccata pour orgue de Domenico Zipoli, Alberto Ginastera, dans une veine baroque, compose Toccata, villancico y fuga, op. 18 (1947) — un hommage à Bach —, et Variazioni e Toccata sopra « Aurora lucis rutilat », op. 52 (1980), très virtuose. Ginastera écrit une autre œuvre de son catalogue en forme classique du rondo, le finale de son Premier concerto pour piano op. 25 (1961). Commande de la fondation Koussevitsky et inspiré entièrement de sa renommée Première sonate pour piano, op. 22 de 1952. Le titre du mouvement noté Presto est Toccata concertata, une pièce de bravoure, très bartókienne, tout en force et énergie, d'« une frénésie de sons entraînants et percussifs »,, à l'origine indiqué Ruvido ed ostinato (« Rugueux et têtu ») et alors que la battue se présente dans une alternance de mesures à 
 et 
 dans la sonate, le mètre est muté en 
 et 
 dans le concerto. L'œuvre est très colorée par le jeu avec l'orchestre, rapide et dans une constante tension dramatique, elle occupe six minutes. L'auteur y utilise deux viriles danses argentines : le malambo, fondée sur trois accords répétitifs, et le zapateado, danse de jeux de pieds où le premier intervenant est copié par un second. Le zapateado provient du flamenco espagnol et est pratiqué par les gauchos de la pampa. Élève de Ginastera, Antonio Tauriello lui dédie sa propre Toccata en si mineur (1949). Le Sévillan Manuel Castillo (es), compose un Preludio, Diferencias y Toccata en 1959. Son Perpetuum (1992), peut être classé dans la même veine que la toccata.
Le brésilien Osvaldo Lacerda (en) écrit en 1977, Appassionato, Cantilena, e Toccata pour alto et piano.

Extrait de son opéra radiophonique The Old Maid and the Thief (1939, pour la NBC), Gian Carlo Menotti (Prix Pulitzer en 1950 pour The Consul) écrit un Ricercare et Toccata (1949),. 

Alexandre Tansman en 1932 à Paris.

Le catalogue du Polonais d'origine Alexandre Tansman, donne tout au long de sa carrière, une trentaine de mouvements exploitant les libertés de la toccata, associé à tous les genres, instruments (piano, violon, violoncelle, guitare, hautbois, cuivres…) ou ensembles (duo, trio, quintette, orchestre de chambre ou grand orchestre). Citons-en quelques-unes : dès 1923, sa première Sonatine pour piano, dédiée à Mieczysław Horszowski et créée par lui, se conclut sur une toccata ; l'année suivante sa première Sinfonietta pour orchestre de chambre s'achève sur un couple bien connu (fuga e toccata), noté successivement Allegro giusto et Presto ; en 1929 sa Suite dans le style ancien pour piano, dédiée à Karol Szreter, composée de six mouvements dans le style si en vogue dans le années 1920 et 1930, se termine par une toccata ; l'année suivante, il ouvre ses Cinq pièces pour violon et piano (ou petit orchestre) par une toccata ; en 1932, sa 3e Sonate, dédiée à Arthur Rubinstein, se termine également par une toccata. Puis en 1939, il compose une Toccata pour orchestre, dédiée à Pierre Monteux, mais créée à Philadelphie par Leopold Stokowski en mars 1931, puis en France par le dédicataire en novembre ; en 1943, il écrit un Prélude et toccata pour piano. Tansman écrit sa Suite concertante pour hautbois et orchestre de chambre (1966), en quatre mouvements enchaînés : Nocturne, Toccata, Berceuse, Scherzino. Après un mouvement à l'atmosphère brumeuse des cordes qui se termine délicatement par une brève et capricieuse cadence, la toccata anime le second mouvement dans une orchestration et un rythme rapide, mécanique et percussif, au langage XXe siècle d'inspiration stravinskienne avec l'aide des instruments (piano, célesta, timbales, xylophone, cymbales et triangle) et les accents des cordes. Avant la conclusion, le hautbois exécute une autre courte cadence sur des roulements de timbales. En 1973 enfin, Tansman rend un Hommage à Arthur Rubinstein (natif de Łódź, comme lui), grâce à un diptyque pianistique composé de Tempo di Mazurka et de Toccata. Son confrère, Jan Ekier, plus connu pour ses éditions Chopin, écrit son opus 4 comme Toccata pour piano, publiée à Cracovie en 1945.
Le compositeur tchèque Hans Winterberg en compose deux : d'abord une Toccata (1926) qui « commence presque par un point d'interrogation plutôt que par des propos emphatiques et de rapides répétitions […]. Bien que toujours en mesure à 
, Winterberg ne peut s'empêcher de changer l'ambiance, mêlant des passages d'octave exigeants avec d'autres, lents et réfléchis, comme pour démontrer que la technique du clavier est plus qu'une implacable dextérité digitale » ; plus tardivement, il conclut sa Suite pour piano (1955) par une toccata, « parodie de la Nouvelle objectivité [« Neue Sachlichkeit »] hindémithienne ». Le Danois Per Nørgård, familier du genre exploité chez Buxtehude et le jeune Bach, écrit en 1949 une Toccata pour piano, structurée en trois mouvements enchaînés : Toccata I, Toccata-Fuga, Toccata II. La fugue à quatre voix, longue d'une quarantaine de mesures, est particulièrement ambitieuse. Elle contient de nombreux effets stylistiques de la fugue baroque. La dernière partie est vivifiée par un thème mélodique en demi-tons sur les seuls ré et do . La pièce se termine sur un rythme effréné qui requiert une grande virtuosité.

Dans les années 1960, deux compositeurs polonais laissent deux toccatas : Marian Borkowski (1960) et Wojciech Łukaszewski (1962). La courte pièce de Borkowski, au caractère improvisée et spectaculaire, porte la marque des barbarisques pianistiques bartokiens. La construction s'organise autour d'une cellule en quarte.

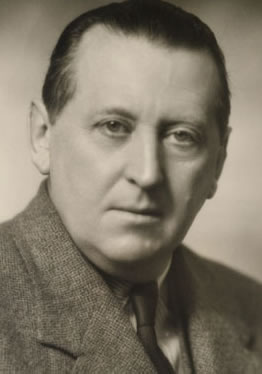
York Bowen compose trois toccatas. Sa dernière est de 1957.

Le compositeur japonais Akio Yashiro, fortement influencé par Beethoven et l'esthétique française (au milieu des années 1950, il se perfectionne en France, avec entre autres Tony Aubin, Olivier Messiaen et Nadia Boulanger), compose en 1961 une sonate pour piano dont la toccata occupe le mouvement central. Yashiro lui-même décrit l'œuvre comme une réflexion sur la forme et l'esprit de la Sonate pour piano no 30, op. 109 de Beethoven.
Dès 1901, alors qu'il est encore étudiant, York Bowen se frotte à la toccata dans le finale d'une Suite, op. 38 (1920) ; il écrit sa dernière Toccata, op. 155, en 1957 (un peu plus de 4 min) ; le mouvement final de sa sixième sonate pour piano est noté Finale alla toccata. En 1981, le Britannique David Bedford, compose une Toccata en ré mineur (3 min env.), interprétée notamment par la pianiste Thalia Myers (en) pour le label londonien NMC.

Le compositeur néerlandais fondateur du groupe de Rotterdam, Klaas de Vries, écrit en 1978 sa Toccata Americana (7 min), sous l'influence de la musique minimaliste de Steve Reich. Plus proche encore se trouvent Philippe Manoury (Passacaille pour Tokyo. Toccata, 1994) et Sofia Goubaïdoulina (Toccata-Troncata, 1971), cette dernière composant également pour guitare (1969), alors que Jean-Michel Damase (Introduction et toccata, 1969), Guillaume Connesson, et Nino Rota (Sarabanda e toccata, 1945) la destinent à la harpe. Ce dernier ouvre également son Concerto pour basson (terminé en 1977) par une joyeuse toccata à la riche orchestration, morceau qu'il publie également comme pièce autonome sous le nom de Toccata pour basson et piano en 1974. Dans le Concerto pour harpe (1993) de l'Irlandais Philip Martin, la toccata constitue le mouvement central, le plus riche des trois. Ronald Stevenson écrit sa Barra Flyting Toccata en avril 1980, reprenant la mélodie en souvenir d'une chanteuse gaélique, originaire de l'île Barra en Écosse, Flora McNeil (1928–2015), qu'il avait entendue dix ans plus tôt environ à Édimbourg. 

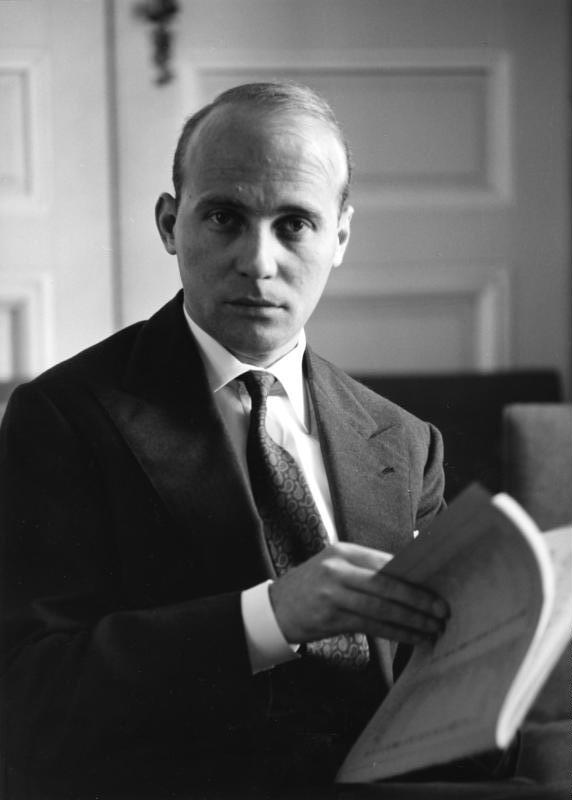
Hans Werner Henze en 1960.

C'est une courte pièce de bravoure, 

« combat entre deux personnes, avec échange d'insultes, toujours conduite en vers. […] Au fur et à mesure que leurs réprimandes deviennent plus vives, elles sont mises en canon et en diminution croissante (c'est-à-dire que les voix se rapprochent comme si elles se heurtaient). La strette finale (un tempo plus rapide) est une chanson animée de la victoire de la femme Barra. Elle a commencé par traiter sa rivale de balai noir. Elle finit par se délecter de sa victoire dans la dispute. »

Le compositeur Allemand York Höller (en), alors étudiant à la Musikhochschule de Cologne, notamment avec Bernd Alois Zimmermann, écrit une suite pour piano intitulée modestement Cinq pièces (1964), qui s'achève sur une brève Toccata, sous titrée In tempo ferreo (« Dans un tempo de fer »). L'œuvre, destinée à son instrument préféré, est considérée par le compositeur comme son opus 1.
En France, Germaine Tailleferre offre au duo de piano américain Arthur Gold et Robert Fizdale (dédicataires notamment de la Sonate pour deux pianos de Poulenc), une Toccata pour deux pianos (1957), dans le style vif, souriant et mature de la compositrice, alors que Jeux de plein air, pour le même effectif, avait séduit Erik Satie dès 1918. Le pianiste Marcel Mercier, élève de Nadia Boulanger et D'Indy, également compositeur et père de Jacques, chef d'orchestre, enregistre vers 1995, deux de ses œuvres : Toccata, accompagnée de grandes pièces de Bach-Busoni, Liszt et Mozart, ainsi que ses Apolliniennes, sous-titrée Thème et variations sur le nom d'un ami.
Howard Skempton écrit une brève Toccata pour piano en 1987, dans un genre minimaliste. Theodore Antoniou compose un Prélude et toccata pour piano (1982). Le compositeur tchèque Viktor Kalabis se consacre plusieurs fois à la toccata, avec Entrata, Aria e Toccata, op. 41 (1975), Deux Toccatas, op. 88 (1999) pour piano, et pour clavecin, Preludio, Aria e Toccata, « I casi di Sisyphos », op. 75 (1992), œuvre dédiée à son épouse la claveciniste Zuzana Růžičková. En 1973, Iannis Xenakis, écrit Evryali, pour piano. C'est une pièce lyrique en forme de toccata, propulsée dans une tension constante et des sonorités sonnantes et souvent délicates. En 1994, Hans Werner Henze (par ailleurs l'auteur d'une Toccata sans fugue pour orgue, 1979) écrit une Toccata Mistica pour piano qui illustre la puissance de la mer et ses humeurs turbulentes. Il intègre également une très courte toccata dans sa Sonatine pour trompette seule (1974), notée Allegro con brio et suivi de Canzona et Segnali. Elie Siegmeister compose dès 1937 une Toccata on Flight Rhythms et en 1980 sa quatrième Sonate pour piano, articulée en trois mouvements, Prelude, blues and toccata.
 Le compositeur américain Paul Gray (en), commence le premier mouvement de sa Sonate pour violon et piano (1984), par une Introduction and Toccata « qui repose sur une ligne de basse jazzy ».
L'Australienne, Wendy Hiscocks, compose une Toccata (1983) alors qu'elle est encore l'élève de Peter Sculthorpe à l'Université de Sydney. Écrite en 1983 pour une classe de maître de la Sydney Schumann Society cette courte pièce s'est avéré populaire auprès des artistes et du public. Elle est un exemple de l'une des principales préoccupations que prône la compositrice, axée sur : « l'importance de la pensée de composition linéaire, parallèle à la pensée mélodique sans l’emploi réel de la mélodie ».
Le compositeur finlandais Einar Englund laisse trois toccatas, composées de 1950 à 1983. La première est un diptyque, Introduzione e Toccata, inspiré par le folklore géorgien mais également dans l'esprit de Falla et Prokofiev ; elle est créée en novembre 1951 par Erik Tawaststjerna ; la seconde, sorte d'étude rapide, est intitulée modestement Petite toccata (1966) et la dernière Pavane e Toccata, l'œuvre la plus développée des trois, est notée Allegro marcato ; à la toute fin de la Toccata, la musique s'effondre soudainement et revient à l'atmosphère désolée de la Pavane. Elle est dédiée « à la mémoire de Bianca », la chatte favorite du compositeur et créée en novembre 1983 par Sirpa Äikää. Le virtuose finlandais Petri Makkonen, compose une Disco-toccata (1994) pour accordéon, prix de la meilleure œuvre originale, à Shanghai en 2011,. En 1999, Anthony Herschel Hill (1939–2016) ajoute à une ancienne pièce intitulée Litany composée en 1992, une toccata méphistophélique, véritable feu d'artifice de difficultés pianistiques. Le Croate Ivo Maček, élève de Roger-Ducasse à Paris, compose un diptyque intitulé Prélude et Toccata, pour piano (1987) dont le style incisif évoque Bartók et Stravinsky. Le compositeur américain d'origine d'Uruguay, Miguel del Águila (en), compose plusieurs Toccata : une œuvre pour piano op. 23 (1988), une œuvre pour orchestre op. 28 (1989) et une autre, plus courte, pour le clavecin,. L'opus 28, sous-titré « La crónica del baile afro–uruguayo », à pour « inspiration rythmique […] la Candombe uruguayen, une danse afro-américaine rapide et rythmée jouée par des percussionnistes. »

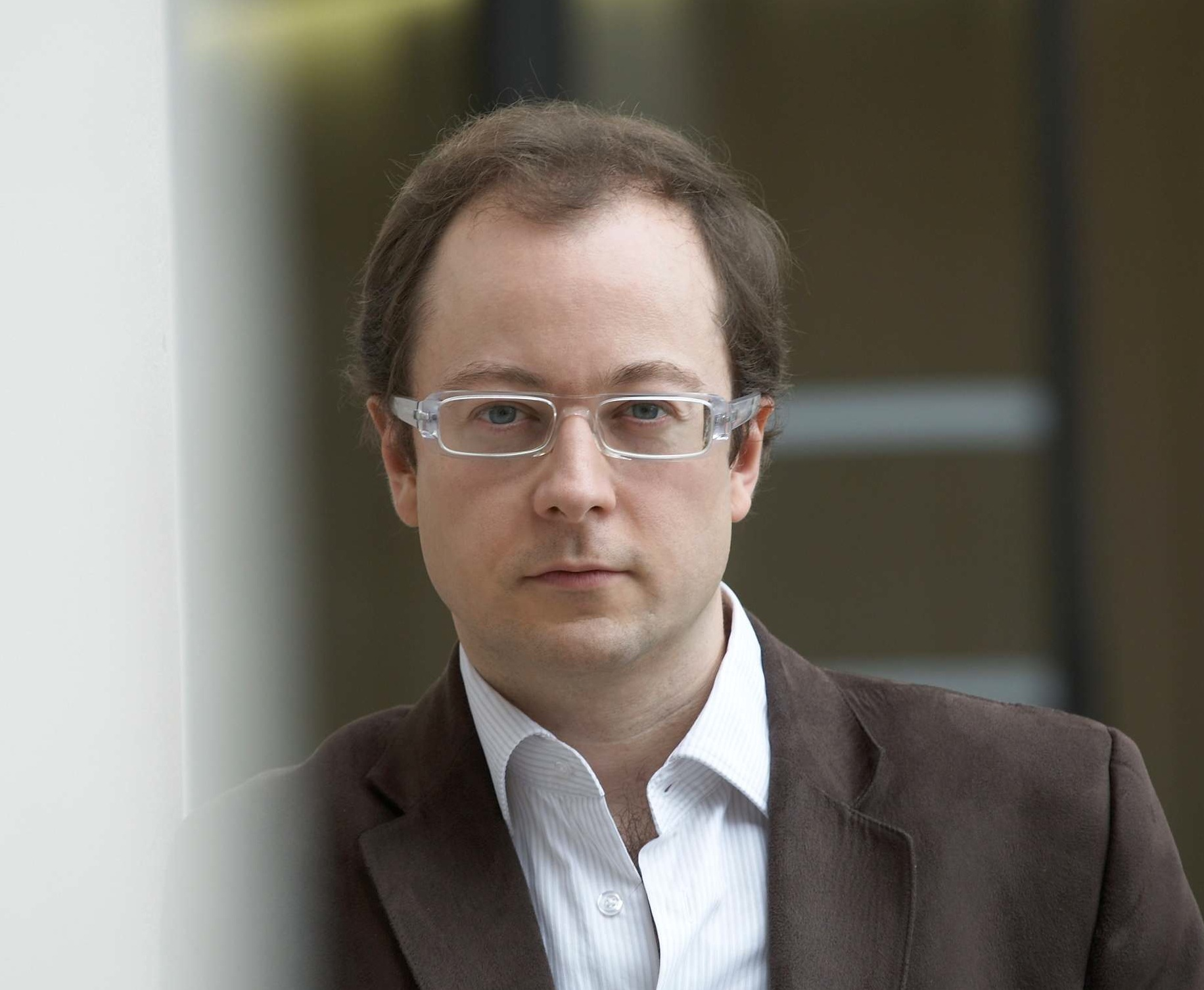
Guillaume Connesson compose plusieurs toccatas de musique de chambre et une pour harpe seule.

Dans la musique de chambre, citons le mouvement de conclusion de la Sonate pour violoncelle seul (1955) de George Crumb, d'une extrême virtuosité et composée alors que le musicien travaille à Berlin avec Boris Blacher. Les Trois Pôles entrelacés (1985) de Pierre Bartholomée — dont l'effectif, sans être identique, évoque celui du Kammerkonzert de Berg — sont conçus pour harpe, clarinette, alto et vents, dans une découpe de suite à l'ancienne avec deux doubles : Toccata, Ricercar, Canzone, Ricercar double, Toccata double… Miklós Rózsa compose une Toccata Capricciosa, op. 36 (1977) pour violoncelle seul, œuvre d'un peu plus de 6 min dédiée « à la mémoire de Gregor Piatigorsky » mort l'année précédente. La Disco-toccata (1994) de Guillaume Connesson est écrite pour clarinette et violoncelle, alors que Toccata-nocturne (2002) est conçue pour flûte et violoncelle ; Connesson compose également une Toccata (2003) pour harpe seule.
Le compositeur et violoniste américain John McLaughlin Williams (en) (primé aux Grammy Awards en tant qu'interprète de Quincy Porter), termine ses Deux pièces pour alto seul, après Sarabande, par une longue toccata dont le style s'approche des grandes pièces de Fritz Kreisler. L'œuvre est dédiée à l'altiste Eliesha Nelson qui l'a enregistré pour le label Sono Luminus. Son compatriote Albert Glinsky écrit une Toccata-Scherzo (1988) pour violon et piano, et James Tenney une Diaphonic toccata (1997) pour les mêmes instruments, où le piano tout en notes rapides et houleuses, sans accords, laisse au violon une mélodie lente et calme. L'œuvre est dédiée à Ruth Crawford Seeger. Nicolas Bacri compose deux œuvres au titre identique de Toccata sinfonica, l'une conçue pour trio avec piano et l'autre pour quintette avec piano, respectivement op. 34b et 34 (1993). Pour le violon (ou l'alto) seul, Bacri écrit une toccata pour le second mouvement de sa Sonata variata, op. 70c (2001). Le compositeur letton Pēteris Vasks, dans son quatrième quatuor à cordes (1999, créé à Paris en mai 2000), place deux toccatas en deuxième et quatrième des cinq mouvements, la seconde reprenant le matériel de la première : il s'agit d'un portrait plutôt agressif et ironique à ses moments, dans l'esprit de Chostakovitch ; son Concerto pour timbale et percussions (1979) avait déjà le même schéma. Mais d'autres œuvres de chambre en comportent, notamment une Sonate pour contrebasse seule (1986).
Earl Wild, auteur de transcriptions, compose aussi des œuvres originales, dont une Sonate 2000, à 85 ans. Il précise : « Ma Sonate n'est ni prétentieuse ni excessivement intellectualisée, c'est purement l'expression de quelques instants de ma longue vie. » Articulée en trois mouvements, une toccata notée Allegro occupe la position finale, après Allegro (Marche) et Adagio. Bien que non précisée sur la partition, ce mouvement est communément appelé Toccata à la Ricky Martin, chanteur latino dont il admire l’aisance et le charme. Ce titre est une démonstration de l'attention de Wild au temps présent. L'idée centrale du mouvement est dérivée d'un rythme latino-américain qui forme le style de la pièce, traversée d'une énergie élevée, de fugues virtuoses et percussives (un si  répété une centaine de fois à la main gauche), le tout avec une touche de pur lyrisme.
Le pianiste Italien Gianluca Cascioli est également compositeur. Il a écrit une très brève Toccata, sous-titrée « su una scala ottotonica tratta dalla Polacca-Fantasia op. 61 di F. Chopin », enregistrée en 2018, dans un ensemble de treize pièces minimalistes (30 s à 1 min), inspirées d'œuvres de grands compositeurs.

## XXIesiècle
La compositrice coréenne Unsuk Chin fait de sa cinquième étude pour piano une toccata (2003). Très inspirée par son maître György Ligeti (l'œuvre est contemporaine du Troisième livre d'études du Hongrois), elle fait de cette pièce un combat entre deux personnages : une main gauche en accords lents et la main droite plus rapide, jouant d'un motif de neuf notes qui s'intensifie progressivement. Marc-André Hamelin en tant que compositeur, a écrit plusieurs toccatas pour piano : Toccata sur « L'Homme armé » et Étude no 5 en sol mineur, sous-titrée Toccata grottesca (2008). Le compositeur italien Renato de Grandis, compose plusieurs toccatas dans de vastes œuvres, 48 préludes pour piano (2000–2002), publiées en quatre cahiers : un Rondò-toccata dédié au pianiste allemand Lukas Grossmann (no 24, dernière pièce du premier cahier) et qui porte le sous-titre quelques corrections au minimalisme ; le prélude no 28, véritable feu d'artifice pianistique ; et le dernier, intitulé La Degrandissa (no 48 ou numéro 6 du quatrième cahier), surmonté de l'instruction con impetuosa energia, barbaro, giocoso (« avec une énergie impétueuse, barbare, enjouée »). Le compositeur franco-suisse Gregorio Zanon glisse deux toccatas dans deux de ses œuvres pour piano : dans un cycle intitulé Jours de janvier (2007) et en ouverture de Anima (2006, rév. 2016), composée de trois pièces toutes enregistrées pour le label Claves, avec la complicité de Cédric Pescia. Le pianiste et compositeur finlandais Tuomas Turriago termine sa première Sonate pour piano (2000), sous-titrée « Janus », par une toccata notée Allegro Ritmico. Karol Beffa termine ses Douze Études pour piano (2010) par une toccata, où il cite le thème du Dies iræ, dédiée au pianiste Tristan Pfaff.
L'argentino-français Esteban Benzecry, termine son Concerto pour clarinette (2010) destiné à Valdemar Rodrígue, par une Caribbean Toccata. Cette « Toccata des Caraïbes » utilise les rythmes et les tournures mélodiques du joropo et du Tamunague (en). Il a par ailleurs à son catalogue une toccata pour piano composée pour Horacio Lavandera (en), intitulée Toccata Newén (2005) où « l'auteur utilise des procédures minimalistes, atonales, pentatoniques et des éléments du folklore argentin » ; une Toccata y Misterio (1991) pour violoncelle et piano, œuvre de jeunesse dédiée et crée par une compatriote, Sol Gabetta : la toccata s'inspire de la chacarera, une danse argentine ; et une Wayno Toccata (2012) pour orchestre de chambre : l'œuvre, commandée par le Carnegie Hall est jouée Salle Gaveau à Paris en 2015, par l'Orchestre Pasdeloup sous la direction de Patrick Ayrton (nl), dans une version révisée.
La compositrice américaine Emma Lou Diemer est une grande adepte de la toccata, avec une douzaine d'œuvres pour divers instruments ou petits ensembles, dont la composition s'étale sur plus de cinquante années de création. Elle laisse une Toccata pour marimba (1957), une Toccata pour orgue (1967), une pour ensemble de flûtes (1974), une pour piano (1979) avec de multiples techniques et effets de jeux dans les cordes de l'instrument ; une Catch-a-turian Toccata pour violon et piano (1991), une pour clavecin (1993), une Serenade Toccata pour piano (1999), une pour timbales (2002), une Toccata and Fugue pour orgue (2003), une Toccata for six, pour un ensemble de six percussions (2004) et une Toccata on « Helmsley », pour orgue (2013) et l'une de ses œuvres les plus récentes est une Toccata for Amanda (Homage to the minimalists and Antonio Vivaldi) pour piano (2016). Son collègue Paul Chihara, compose parmi ses quatorze Bagatelles (Twice Seven Haiku for Piano) (2010), une Kleine Toccata (no 12), « un hommage évident à Prokofiev ».
En 2018, la canadienne Kris Davis (en) compose Eight Pieces for the Vernal Equinox, qui comprend des mouvements portant chacun des noms d'espèces de plantes (Raphiolepis, Pieris, Photinia, Vitex, Abelia, Calluna, Nerium, Choisya). Le dernier mouvement est qualifié par Rory Cowal, le pianiste qui a enregistré l'œuvre pour le label New World Records, de toccata en raison de son caractère en staccatos de doubles croches, toujours une seule note à la fois (pas d'accords et joué à un doigt), en notes répétées par petits groupes, où s’intercalent un quart de soupirs.

Dans son opéra The Minotaur (2008), Harrison Birtwistle insère trois interludes instrumentaux intitulés toccatas, comme il l'avait déjà fait en 1966 dans son opéra de chambre Punch and Judy.

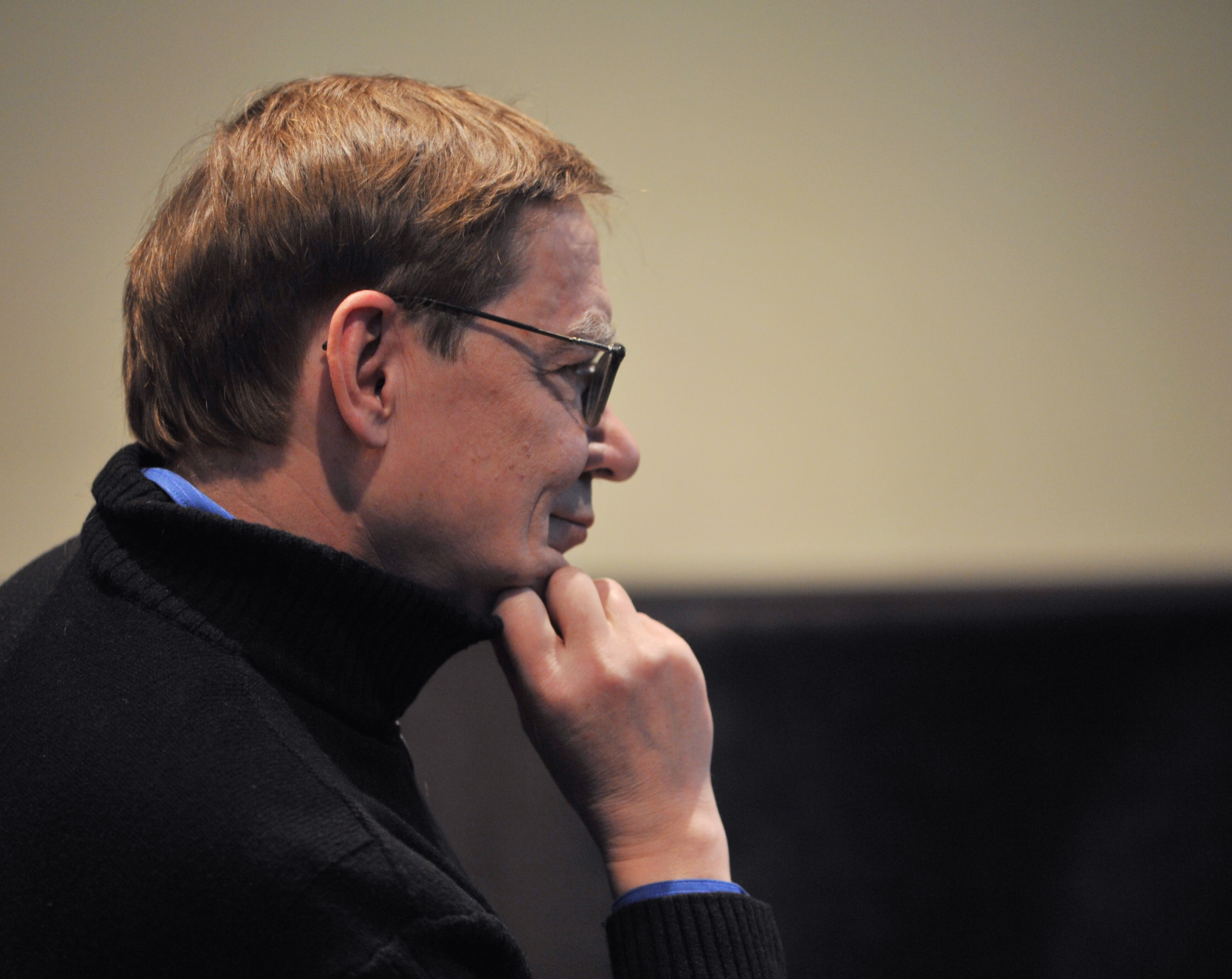
Kalevi Aho compose son Quintette pour vents et piano en 2013.

Le Finlandais Kalevi Aho écrit un Quintette pour hautbois, clarinette, basson, cor et piano (2013) et place une toccata en second mouvement, dont l'énergie frénétique et ininterrompue provient en majeure partie du piano. L'Écossais Billy Cowie, chorégraphe et auteur de musiques de film, écrit huit toccatas pour saxophone soprano et bande. Le compositeur allemand Wolfgang Rihm écrit pour orgue Toccata, Fuge und Postludium (1972 ; rév. 2012) et pour piano Toccata capricciosa (2015). En 2013, le compositeur et organiste danois Svend Hvidtfelt Nielsen reçoit la commande d'un concerto pour orgue de l'orchestre symphonique d'Aarhus. Nielsen, l'intitule simplement Toccata et en assure la création et l'enregistrement. La partition est modelée sur les œuvres de deux compositeurs danois : Buxtehude et plus spécifiquement Commotio (1931), une œuvre pour orgue de Carl Nielsen, qualifiée d'« immense toccata » (20 min), par Paul-Gilbert Langevin.
En 1996, Aaron Jay Kernis avait écrit Too Hot Toccata, œuvre hyperactive composée pour l'Orchestre de chambre de Saint-Paul : elle accumule les difficultés pour les solistes, y compris les percussions, et contient une exigeante partie solo au piano dans le style honky-tonk. Vingt ans plus tard, il nomme le dernier mouvement de son Concerto pour violon (2017) Toccatini — l'œuvre est dédiée à James Ehnes. Paul Patterson écrit son second Concerto pour violon (2013) sous-titré « sérénade », dédié à Clare Howick, la créatrice de l'œuvre, et fait de son premier mouvement enchaîné aux deux autres une toccata rapide.
Le genre touche même la musique électroacoustique, puisque le Brésilien Jorge Antunes a écrit en 2004, sur commande du GRM, une pièce pour percussions et dispositif électronique intitulée Toccata irisée.
Dans son recueil pour piano intitulé Intimas, opus 14 (2010) et sous-titré Moments musicaux, le compositeur troyen Jean Eudes Masy, dédicace à douze compositeurs chaque pièce, parfois très courte. La dernière est une toccata, indiquée Selvaggio, c'est-à-dire « Sauvage ». Elle est dédiée à Alberto Ginastera.
Notons la performance de Maria Nurmela et Kari Ikonen, respectivement danseur contemporain et pianiste-compositeur, dont le spectacle Toccata - for two dancing pianists (création en décembre 2015, au Théâtre de Turku) lie musique et danse autour d'un piano et où les deux formes d’art s’entrelacent dans une union étroite,.
Dans son second recueil de six Études pour piano op. 86, le compositeur anglo-français-israélien Nimrod Borenstein (en) glisse une toccata étude au no 5. Composée en 2020, elle est éditée par Donemus l'année suivante et enregistrée par la pianiste Tra Nguyen.
Le compositeur et pianiste italien Emanuele Delucchi (*1987) enregistre un disque de ses compositions récentes chez Piano Classics, avec des pièces inspirées ou transcrites de Carlo Gesualdo (« Moro, lasso ; Sparge la morte ; Æstimatus sum »), Claudio Monteverdi (« Pur ti miro »), Franz Schubert (« Im Frühling (de) ») et Francisco Tárrega (« Capricho árabe (es) »). Il écrit une petite Toccata avanti le canzoni pour piano, qui ouvre l'enregistrement. Elle est chargée d'introduire trois Lieder pour voix et instruments, sur des textes du Cantique des cantiques, Ibico (poète lyrique grec du VIe siècle av. J.-C.) et Keats, sous le titre général d’Altre Canzoni d’Amore (« Autres chansons d’amour »), composées au début de la pandémie en 2020. La toccata est un très bref prélude musical (1 min 56 s), au caractère d'improvisation, qui résume les couleurs changeantes des Canzoni qui le suivent à l'origine.

## Toccatina

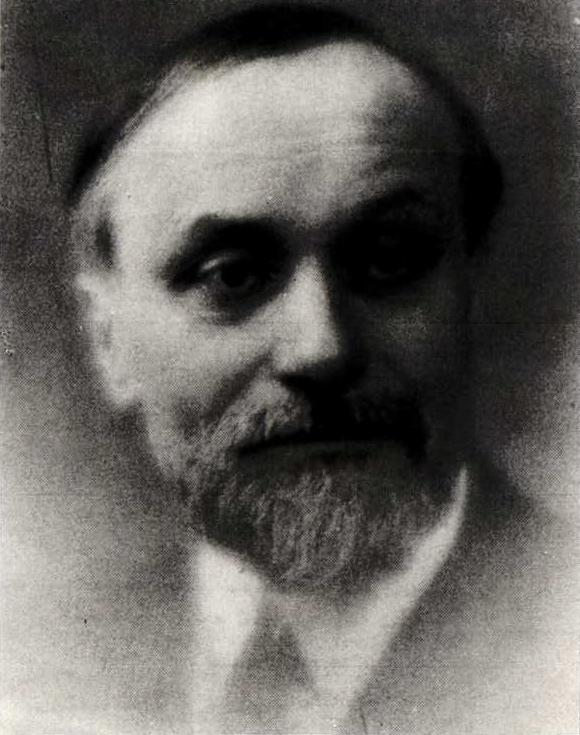
Charles Tournemire vers 1910.

Une toccata très courte est parfois nommée une toccatina ou un toccatino.

« C'est une petite Toccate. C'est-à-dire, qui sans en avoir la longueur ne laisse pas d'en avoir toutes les manières. »

— Sébastien de Brossard, Dictionnaire de la musique (1703), art. « Toccatina ».
Georg Muffat en compose trois. Rheinberger et Henselt ont également écrit des toccatine. Charles-Valentin Alkan (auteur d'une toccata pour le finale de son op. 21 pour violon et piano) livre une Toccatina, op. 75 (2 min) et en (no 36) de ses 48 Esquisses, op. 63. Toujours pour le piano, Marmontel dédie en 1872 à deux de ses élèves fraîchement lauréats du Conservatoire de Paris une Toccatina, op. 111, et Paul Lacombe écrit une Toccatina op. 85 (1897). Du côté de l'orgue, Charles-Marie Widor (auteur par ailleurs d'une grandiose toccata) inclut une toccatina dans une symphonie pour orgue et Charles Tournemire fait de même dans ses Variæ Preces, op. 21. Paul Combes compose lui aussi une Toccatina pour grand orgue, publiée en 1897.
Le britannique Reginald King (sv), compositeur (de musique légère), pianiste, chef et homme de radio jusqu'en 1964 à la BBC, introduit son opus 8, Trois miniatures (1927) par un brève Toccatina (moins d'une minute), suivi de II. Valse impromptu et III. Autumn leaves. En 1929, Sorabji écrit une Toccatinetta sur C.G.F., dont la durée d'environ 8 min est proportionnée aux trois autres grandes toccatas du compositeur, dont chacune dépasse largement l'heure de musique. Un autre britannique, Percy Turnbull (en), préférant la simplicité des formes classiques à la forme sonate, après Menuetto et Marionnettes, termine sa Fantasy Suite par une brève Toccatina ; York Bowen en laisse deux : Siciliano et Toccatina, op. 128 (1948). La « seconde pièce, une petite toccata, est pleine d'humour désabusé ». Figure également à son catalogue une Toccatina dédiée au clavecin (1961). Herbert Howells conclu sa Petrus Suite pour piano (son fils porte le prénom de Peter), est une série entamée en 1967 et terminée en 1973 pour Hilary Macnamara. Elle comprend sept mouvements. Les esquisses de la toccatina remontent à 1921 et ses matériaux sont également utilisés pour sa Sonatine (1971).
L'une des premières œuvres pour piano de l'Estonien Arvo Pärt, est sa Partita op. 2 (1959), qui contient en ouverture, une toccatina (40 s), suivie de Fughetta, Larghetto et Ostinato. Le Russe Dmitri Kabalevski insère une Toccatina (38 s) dans ses 30 pièces pour enfants op. 27 (1938), cernée par un Rondo et une Plaisanterie ; Gueorgui Sviridov, écrit une Toccata miniature (1 min) pour son Album pour les enfants (1948). Rodion Chtchedrine compose également une Toccatina (1958). Quant à l'Arménien Arno Babadjanian, il nomme Toccatina un mouvement de ses Six portraits (1965) pour piano. Dans son style caractéristique à la fois virtuose et empreint du jazz, Nikolaï Kapustine ne pouvait ignorer le genre : il écrit en 1983 une Toccatina, op. 36 (3 min), et la plus populaire de ses Concert studies (op. 40, no 3) est titrée Toccatina. C'est la musique qui est utilisée dans la vidéo d'introduction de la mise à jour « Spec 2.0 » du jeu vidéo Gran Turismo 5. Notons en outre, du même compositeur, la Toccata notée Vivo, du finale de sa symphonie de chambre op. 57 (1990). Ici, la « virtuosité semble sans limites et est seulement interrompu par de brefs épisodes contrastés. »
Le Moldave Ioan Machovei en compose deux pour piano, en 1969 et en 1981. Le roumain Paul Constantinescu, laisse une Toco-Toccatina (sur la partition, datée du 11 décembre 1961).
Vincent Persichetti en compose lui aussi plusieurs : 3 Toccatinas op. 142 (1979), issues d'une commande de l'université du Maryland, pour son concours de piano l'année suivante.
En 1956, le compositeur vénézuélien Antonio Estévez compose 17 piezas infantiles pour piano, conclues par une Toccatina.
Dans la Toccatina de Pierre Gabaye (1957), un basson alterne notes staccatos et phrases lyriques, presque indifférent au mouvement motorique de piano en doubles-croches qui l'accompagne.
Le premier mouvement du Divertimento pour flûte et piano de Jean Françaix, composé en 1953 et créé par Jean-Pierre Rampal en 1955 (qui existe aussi dans une version avec orchestre datant de 1974) est également une Toccatina. En 1959, Jean Françaix ouvre également « les six pièces délectables de l’Insectarium pour clavecin, dédiées à Wanda Landowska », par la toccatina de La Scolopendre. Le pianiste et compositeur Jean-Michel Damase écrit une Toccatine pour piano (1985).
Commandé par le violoniste slovène Igor Ozim, Helmut Lachenmann compose une Toccatina (1986), étude pour violon seul (5 min), en revenant au principe de l'improvisation quel que soit l'instrument.
Le compositeur allemand Jörg Widmann conclue ses 24 Duos pour violon et violoncelle (2008, en deux cahiers) par une « Toccatina all’inglese ». L'œuvre est enregistrée par Ilya Gringolts et Dmitry Kouzov pour le label Delos.

## Œuvres
La plupart des grands compositeurs pour orgue, clavecin ou piano ont écrit des toccatas dont certaines sont de véritables morceaux d'anthologie. La liste qui suit cite les toccatas les plus connues, dans l'ordre chronologique.

### Toccatas baroques
- Picchi, Toccata (Fitzwilliam Virginal Book)
- Kuhnau, toccata en la majeur pour orgue (IJK 13)
- A. Scarlatti, une quarantaine de toccatas, dont une variée sur La Folia
- Della Ciaja ouvre ses sonates pour clavecin (1717) par une toccata
- Seixas compose 700 toccatas (premier mouvement de ses sonates). Moins de 100 nous sont parvenues.
- Scarlatti emprunte le style de la toccata notamment pour les sonates K. 1, 4, 12, 35, 51, 78, 79, 85, 104, 141, 386, 287 et 288. Les deux dernières sont des fantaisies destinées à l'orgue.
- Kerll, huit toccatas
- Muffat, douze toccatas
- Buxtehude, trois toccatas (BuxWV 155, 156, 157)
- Bach
  - Sept toccatas pour clavecin (BWV 910 à 916)
  - cinq toccatas et fugues (do majeur, fa majeur, ré mineur, dorienne et mi majeur)

### Toccatas pour orgue

#### XIXesiècle
- Felix Mendelssohn, Toccata en ré mineur [fragment inachevé de 35 mesures] (c. 1820). Mendelssohn est âgé de onze ans à peine.
- August Gottfried Ritter (en), Toccata en ré mineur (1848 ; éd. 1997)
- Boëly, Toccata pour le piano avec clavier de pédales obligé, ou pour orgue en si mineur, op. 43, no 13 (1858).
- Lemmens, Fanfare en ré majeur le no 27 de son École d’Orgue (1862).
- Mailly, Toccata en ré mineur, le no 2 de ses Trois Pièces pour orgue.
- Dubois, Toccata en sol majeur, le no 3 de ses Douze Pièces pour orgue (1889).
- Callaerts, Toccata en mi mineur op. 29, no 1 et la Toccata en ré majeur op. 23, no 3.
- Grison, Toccata en fa majeur de la 2e Collection de pièces d’orgue, livraison 5.
- Gigout, Toccata en si mineur, le no 4 de ses Dix Pièces pour orgue (1890).
- Widor, Toccata en fa majeur, finale de sa 5e Symphonie pour orgue op. 42, no 1 (1887).
- La Tombelle, Toccata en mi mineur op. 23 et Toccata en fa mineur pour harmonium.
- Renaud, Toccata en ré mineur op. 108, no 1.
- Renaud, Toccata en ré majeur op. 108, no 2.
- Boëllmann, Toccata en do mineur, le no 4 de sa Suite Gothique pour orgue op. 25 (1895).
- Wincenty Richling (pl), Toccata
- Lucas, Toccata en fa majeur op. 27, no 2 (c. 1896).
- Mac-Master, Toccata en la majeur op. 67 (1897).

#### XXesiècle
- Letondal, Toccata en do majeur.
- Tournemire, Toccata en si mineur op. 19, no 3 (1901).
- Stanford, Prélude en forme de toccata op. 88, no 3 (1903)
- Reger, Toccata en ré mineur, op. 59 no 5 (1901) ; op. 65 no 11 (1902) ; op. 69 no 6 (1903) ; op. 80b no 11 (1904) ; op. 129 no 1 (1913)[17].
- Langgaard, Toccata en la majeur, BVN 51 (1911).
- Barié, Toccata en si mineur de ses Trois Pièces pour orgue op. 7 (1911).
- Bélier, Toccata en ré mineur (1912).
- Philip, Toccata et Fugue en la mineur (Durand, 1913).
- R. Vierne, Toccata en sol mineur pour orgue sans pédale ou harmonium (Sénart, 1914).
- Mel Bonis, Toccata pour grand orgue en sol mineur, op. 97 (1914).
- Fletcher, Festival Toccata (1915)
- Mulet, toccata Tu es petra et portæ inferi non prævalebunt adversus te, le no 10 de ses Esquisses Byzantines IHM1 no 10, pour orgue (1919).
- Frithjof Spalder, Toccata pour orgue (1923). Spalder (1896-1985) est un élève danois de Widor.
- Kaminski, Toccata pour orgue sur le choral « Wie chön leucht't uns der Morgenstern » (1923) et Toccata et fugue en ut majeur (1939).
- Tremblay, Toccata en do mineur de la Suite de quatre pièces pour grand orgue (1924).
- A. Alain, Toccata sur l’antienne « Cantemus Domino », op. 323.
- Farnam, Toccata en la mineur sur O filii et filiæ.
- Vierne, Toccata en si bémol mineur, le no 6 de ses Vingt-quatre pièces de fantaisie, vol. II, op. 53 (1926).
- Lanquetuit, Toccata en ré majeur (1926).
- Hans Gál, Toccata, op. 29 (1928)[411].
- Dupré, Toccata de sa 2e Symphonie pour orgue op. 26 (1929).
- Flor Peeters, Toccata, Fugue et Hymne sur « Ave Maria stella », op. 28 (1931) Dédié à Charles Tournemire.
- Duruflé (1902-1986), Toccata finale de sa Suite pour orgue op. 5 (1932).
- Hugo Distler, Orgelpartita, op. 8 no 1 : Nun komm, der Heiden Heiland (1933) : I. Toccata II. Choral mit Variationen III. Chaconne IV. Toccata.
- Pierné, Toccata en fa majeur (1934).
- Jongen, Toccata op. 104 (1935).
- Germani (1906-1998), Toccata op. 12 (1937).
- Whitlock (1903-1946), Toccata de sa Plymouth Suite (1937).
- Jacob Ekström, Toccata en ré bémol majeur (1939).
- Leo Sowerby, Toccata, H 259 (1941)
- Saint-Martin, la Toccata de la Libération op. 37 (1944) ; Toccata et fugue de la Résurrection op. 38 (1945).

#### Après 1945
- Nicholas Choveaux (1904–1995), troisième pièce des Trois pièces : Introduction et Toccata (1946).
- Barber, Toccata Festiva, op. 36.
- Rautavaara, Toccata op. 59.
- Messiaen, Dieu parmi nous, pièce finale de La Nativité du Seigneur (1936).
- Gueorgui Mouchel, toccata, second mouvement de sa Suite ouzbèke (1947).
- Jesús Guridi, Escuela española de órgano no 20 (1951).
- Messiaen, Les Yeux dans les Roues, no 6 du Livre d’Orgue (1951).
- Alun Hoddinott, Toccata alla giga op. 37 no 1
- Jarmo Parviainen (fi), Toccata et fugue (1958) (OCLC 1119388225).
- Guillou, Toccata op. 9 (1962).
- Bruno Bettinelli, Toccata fantasia (1958).
- Cochereau, Toccata et Adagio qui termine Thème et variations sur « Ma jeunesse a une fin » (1972) — dédié à Marcel Dupré.
- Claude Moreau, Toccata « Triomphe » op. 59[412].
- Ayo Bankole, Toccata et fugue (1960) et Trois Toccatas (1967).
- Augustinus Kropfreiter (en), Toccata francese (1961). La pièce est dédiée à Susi Jeans (en), une organiste et musicologue autrichienne, élève de Charles-Marie Widor.
- Willscher, Toccata, quatrième pièce des Die Seligpreisungen (« Les Béatitudes »), sous-titrée « Réjouis-toi en ce jour et saute de joie, parce que ta récompense au ciel est grande » (1974).
- Rutter, Toccata in Seven (1974).
- Henze, Toccata sans fugue, extrait de son ballet Orpheus (1979).
- Erkki Salmenhaara, Toccata (1965) ; Introduction & Toccata (1985).
- Reuchsel, Jour de fête aux Saintes-Maries de la Mer, no 9 des Promenades en Provence, vol. 3, (1973) ; Final en style Toccata des Six Pièces de Concert, en hommage à la mémoire d'Aristide Cavaillé-Coll (1985/1986).
- Gerald Hendrie (en), Le Tombeau de Marcel Dupré : I. Toccata et fugue et une série de trois préludes et fugues, pièces composées entre 1990 et 1992.

#### XXIesiècle

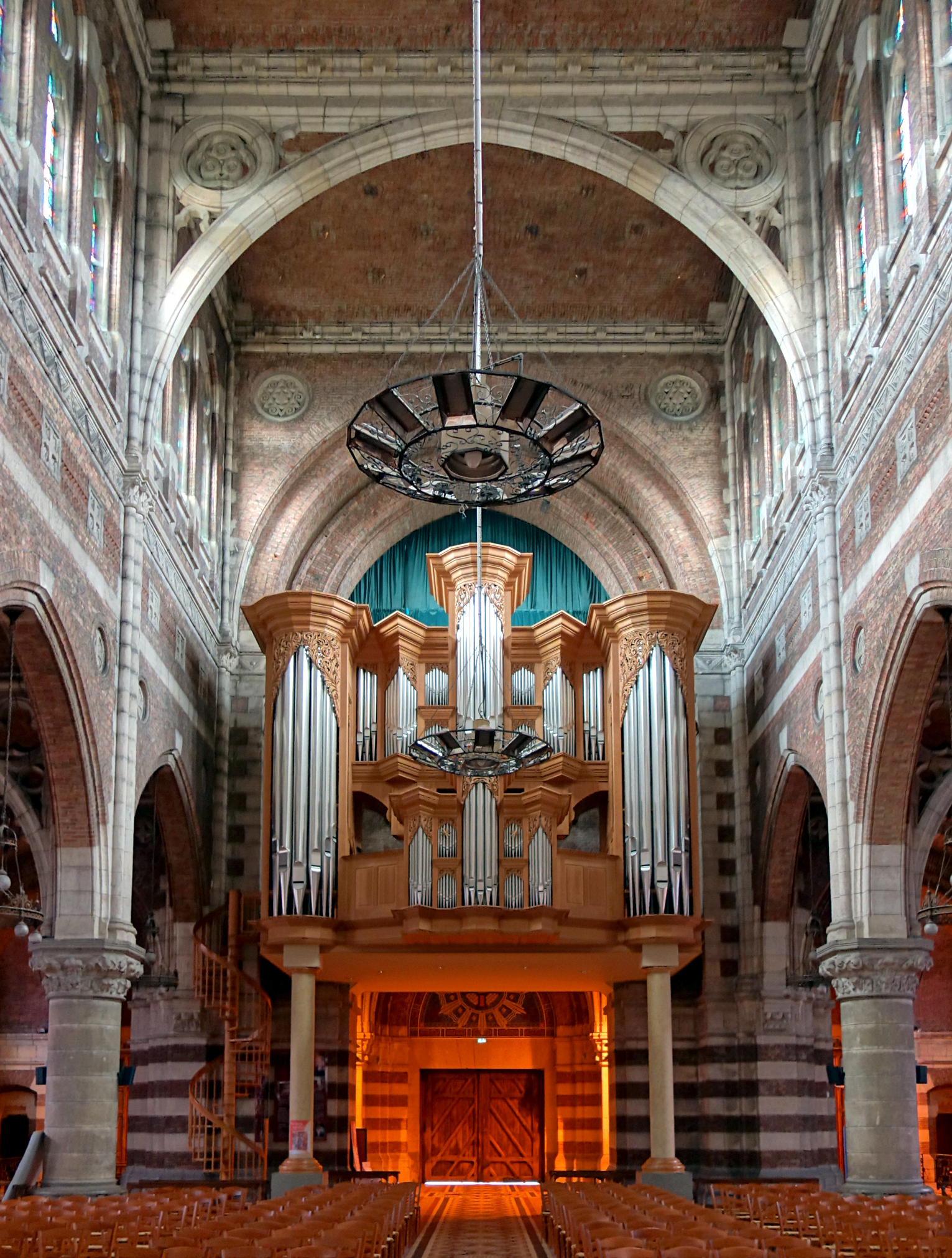
Orgue Freytag/Tricoteaux de l'église Saint-Vaast de Béthune, inauguré en 2001 avec la Toccata de Bernard Foccroulle.

- Bernard Foccroulle, Toccata (2001)
- Bédard, Toccata de la Suite pour orgue (CH. 14), et Prélude et Toccata sur « Victimae Paschali Laudes » (CH. 38).
- Laurin, la Toccata qui termine la Symphonie no 1 op. 36 (2008).
- Axel Ruoff (de), Wie eine Maske dahinter die Nacht gähnt – Toccata I (1990) ; Schalen des Zorns – Toccata II (1995, dédiée à Andreas Gräsle) ; Shirufa – Toccata III (2003, dédiée à Kay Johannsen (de)) ; Erhebt euch, Pforten der Weltzeit – Toccata IV (2007) ; Morgengesang – Toccata V (2010) ; Sacrum – Toccata VI (2018). À quoi, il faut ajouter une Toccata pour piano et orgue (2014)[413] et citons ici également, une Toccata pour guitare et percussions (1994) et une Toccata pour piano, composée en (2002).
- Timothy Tikker, Toccata Kopanitsa (2004) — La Kopanitsa est une danse folklorique traditionnelle bulgare.Nouvel orgue de la Manufacture d’Orgues Thomas (de) (2011) de la cathédrale de Monaco, touché par Jean-Baptiste Dupont pour ses Improvisations 2 (avril 2022, Hortus).

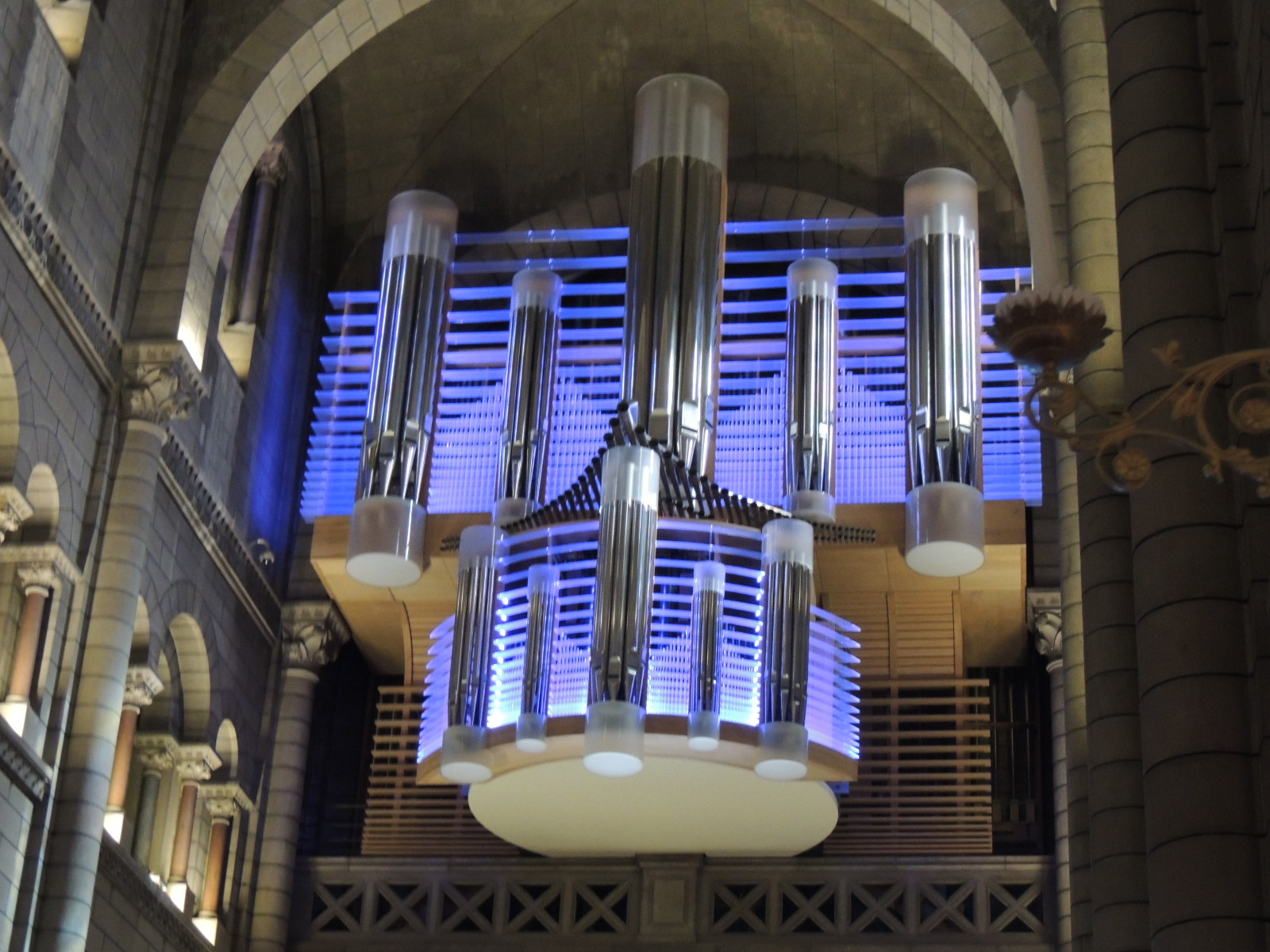
Nouvel orgue de la Manufacture d’Orgues Thomas (2011) de la cathédrale de Monaco, touché par Jean-Baptiste Dupont pour ses Improvisations 2 (avril 2022, Hortus).

- Gunnar Idenstam (fi), Cathedral Music, suite avec quatre Toccatas (1995–1996) ; Suite I mouvement IV : Toccata V (2013).
- James MacMillan, Toccata (2019).
- Thomas Åberg (sv), Toccata et ostinato ; Toccata I à Toccata XIX (2019). Åberg est par ailleurs l'auteur de Toccatas pour divers instruments : saxophone (no 2), violon et orgue (no 8), etc.
- Jean-Baptiste Dupont, dans Improvisations 2, toccata finale extraite de douze pièces, intitulées Jeux d'orgue explorant largement les couleurs et registres de l'orgue de la cathédrale de Monaco, enregistré par le label Hortus (avril 2022).

### Toccatas pour piano
Au XIXe et XXe siècles il faut citer Balakirev, Bax (1920),, Bennett, Bliss, Casella (op. 6), Castillon (pièce no 12 des Pensées fugitives), Castro (1940, dédiée à Claudio Arrau), Cliquet-Pleyel, Ginastera, Harris, Holst (1924), Moeran (1921), Honegger, Jongen, Liapounov, Martinů, Petrassi (1933), Poulenc, Riegger (1944), Reinken, Rodrigo, Rorem (Finale de sa Sonate no 2), Tchérepnine qui laissent tous des toccatas, mais les plus célèbres sont :

#### XIXesiècle
- Czerny, Toccata en do majeur op. 92
- Schumann, Toccata en do majeur op. 7
- Liszt, Toccata S.197a (1879-1881)
- Paderewski, Introduction et Toccata op. 6 (1884) et Toccata « Dans le désert » op. 15 (1886-1887)
- Chaminade, Toccata, op. 39 (1887)
- Saint-Saëns, Toccata de l’Album pour le piano, op. 72, no 3 (1884)
- Massenet, Toccata en si bémol majeur (1892)
- Saint-Saëns, dernière des Études op. 111, Toccata adaptée du finale du Concerto pour piano no 5 (1899)

#### XXesiècle
- Debussy, Toccata, troisième mouvement de la suite Pour le piano
- Louis Aubert, Lutins op. 11 (1903), toccata « féminine comme celles de Debussy ou de Poulenc[428] »
- Van Dieren, Toccata (1912)[429]
- Joseph Holbrooke, Rhapsodie-Etude op. 42, no 7 (1907)
- Prokofiev, Toccata op. 11 (1912)
- Honegger, Toccata et Variations (1916)
- Ravel, Toccata, dernier mouvement de sa suite pour piano Le Tombeau de Couperin (1918)
- Busoni, Toccata en la bémol mineur (Preludio - Fantasia - Ciaccona) BV 287 (1921)
- Statkowski, Toccata, op. 33 (éd. 1928)
- Schoeck, Toccata, op. 29 no 2 seconde des Zwei Klavierstücke
- Ibert, Toccata sur le nom de Roussel (1929)[430]
- Khatchaturian, Toccata en mi bémol mineur (1932)
- Dimitar Nenov, Toccata pour piano (1940)
- Prokofiev, le Precipitato de la sonate pour piano no 7 (1942), est une grandiose toccata.
- Sancan, Toccata en la majeur (1943)
- Vellones, Toccata
- Montsalvatge, 3e et dernier mouvement de la Sonatine pour Yvette (1962), « où l'on reconnaît « Ah ! vous dirai-je, maman », harcelé d'irrésistibles fausses notes, avant le dru martellement qui conclut l'œuvre en style de toccata[431] ».
- Vasks, Toccata pour deux pianos (1977)[432].

### Toccatas pour guitare
- Rodrigo, Toccata (1933, création en 2006 juste après la découverte du manuscrit) (OCLC 435930244)
- Bergman, Suite pour guitare, op. 32 : Fantasia, Canzonetta, Toccata (1949 ; éd. Fazer) (OCLC 605917677)
- Gnattali, Toccata em ritmo de samba nos 1 et 2 (1950 et 1981 ; éd. Chanterelle) (OCLC 724771202)
- Goubaïdoulina, Toccata (1969 ; éd. Sikorski) (OCLC 958394604)
- Dušan Bogdanović, Toccata[433]
- Ifukube, Toccata (1970)
- Petit, Toccata pour deux guitares (1972 ; éd. Eschig) (OCLC 4363082)
- Denisov, Sonate pour guitare : I. Toccata, II. Berceuse, III. Souvenir d'Espagne (1981, éd. Sikorski).
- Kochkine, Andante quasi Passacaglia e Toccata « the fall of birds » (1983 ; éd. Gendai Guitar) (OCLC 1115083786)
- Leo Brouwer, 
  - La toccata de Pasquini
  - Toccata pour quatre guitares (1994) (OCLC 993480874).
- Ourkouzounov, Sonate no 2 « Hommage à Bartok » — I. Allegro ; II. Scherzo ; III. Interlude ; IV. Toccata (1997) (OCLC 757491748) — dédiée à la guitariste canadienne Dale Kavanagh qui l'a enregistrée pour Hänssler en 1998 (OCLC 43078414).
- Domeniconi, Toccata In Blue (1999, Berlin éd. Margaux). Dédié à la guitariste canadienne Dale Kavanaugh, qui l'a enregistrée pour Hänssler Classic.
- Aaron Brock, Toccata a Leo Brouwer (2001) (OCLC 1322336503)
- Erik Bergman, Suite pour guitare, comprenant trois mouvements : Fantasia, Canzonetta et Toccata.
- Politi, Toccata seconda (2018 ; éd. Henry Lemoine) (OCLC 1037793730)
- Giovanni Monoscalco, Toccata alla maniera di Weiss.

### Jazz, variétés et autres styles
En novembre 1960 à New York et à la salle Pleyel à Paris quelques jours plus tard, le trompettiste Dizzy Gillespie enregistre un album et un concert pour Verve, Gillespiana (en). Il est entièrement formé de titres du compositeur d'origine argentine, Lalo Schifrin : une « suite », dont la dernière pièce est intitulée Toccata.
En 1976, Lalo Schifrin enregistre Towering Toccata. La première pièce est inspirée de Bach et la pochette montre le compositeur et les tours du World Trade Center, inaugurées trois ans plus tôt.
En 1964, le trompettiste Kenny Dorham enregistre son dernier album, Trompeta Toccata pour Blue Note.
En 1973, Paul Mauriat enregistre en quadriphonie pour Philips/Mercury, un album piano et orchestre, intitulé Toccata, morceau qui ouvre le disque.
En 2021 paraît l'album Toccata de l'ensemble de jazz manouche basé à Lyon, La Tostaki Compagnie.
Kraftwerk, en 1995 publie chez Toccata Electronica.

## Discographie

### Baroque italien
- Toccate, partite & passacagli : toccatas de Picchi, Merulo, Luzzaschi, Frescobaldi, Merula - Siebe Henstra, clavecin Titus Crijnen, Amsterdam 1992, d'après Giovanni Battista Giusti, Lucques 1681 (17-19 janvier 1995, Ricercar RIC 167 136)[439] (OCLC 36690288)
- Merulo, Toccate d’intavolatura d’organo, livres de 1598 et 1604 (intégrale) - Francesco Tassini, orgues de la basilica di San Petronio (Bologne), 1596 et de la Basilica palatina di Santa Barbara de Mantoue, 1565 (2010, 3CD Tactus TC 531380) (OCLC 883867472)
- Frescobaldi, Œuvres pour clavecin - Gustav Leonhardt, clavecin (1991, Philips Classics) — dont cinq toccatas, trois du premier livre et deux du second.
- Frescobaldi, Partite et toccate - Pierre Hantaï, clavecin Philippe Humeau, Balbastre 1980 (1996, Astrée E8585)[440] (OCLC 915916354) — une dizaine de toccatas extraites des deux livres.
- Frescobaldi, Œuvres pour orgue - Liuwe Tamminga, orgue (décembre 1996, Accent)[441] (OCLC 481787624) — dont cinq toccatas extraites du second livre et une des Fiori musicali.
- Frescobaldi, Toccate e partite d'intavolatura di cimbalo, libro primo - Christophe Rousset, clavecin anonyme de la fin du XVIe siècle, remanié par Rinaldo de Bertonis en 1736 (10 novembre 2018, SACD Aparté) (OCLC 1096473099)
- Rossi, Toccate e Correnti - Sergio Vartolo, clavecin (19-20 juin 2003, Naxos 8.557321) (OCLC 937630803)
- Froberger, Suites & Toccatas - Christophe Rousset, clavecin Johannes Couchet 1652 (mars 1991, Harmonia Mundi HMA 1951372)[442]
- Froberger, Pièces pour le clavier - Davitt Moroney, orgue Robert Dalam de Lanvellec 1653 (20-23 mai 1996, Radio France/Tempérament TEMP 316 007)[443]
- Pasquini, Sonate per gravicembalo - Roberto Loreggian, clavecin et épinette (8-10 août 2002, Chandos) — dont quatre toccatas.
- Scarlatti, Toccate per Cembalo - Rinaldo Alessandrini, clavecin (10-11 octobre 1991, Arcana A 323)[444]
- Scarlatti, L'Œuvre pour clavier, vol. 2 - Alexander Weimann, orgue Église Très Saint Rédempteur, Montréal (25-27 avril 2007, 2 CD Atma ACD2 2528) (OCLC 921225017)
- L'Organo Napoletano Nel Settecento - Arturo Sacchetti, orgue de l'église de la trinité de Santhià (3/7 septembre 1986, Arts Music 47154-2) — Toccatas de Scarlatti, Fago, Durante, Leo, Cafaro et autres œuvres napolitaines.
- Della Ciaja, Six sonates opus 4 - Martin Derungs, clavecin (6-8 décembre 1990, Musidisc/Accord 4768332)[445] (OCLC 658633834)

### Baroque espagnol et portugais
- Seixas, Sonates - Nicolau de Figueiredo, clavecin (octobre 2008, Passacaille 971)

### Baroque germanique
- Sweelinck, Œuvres pour clavier, vol. 1, 2 et 3 - Robert Woolley, orgue, clavecin et virginal (19-20 août 2002 / 20-21 octobre 2006 / 3-5 janvier 2008, Chandos) (OCLC 793493805), (OCLC 310402391 et 987299332)  — Une sélection de cinq toccatas jouées à l'orgue et trois au clavecin dans le second volume ; trois toccata dans le volume 3.
- Muffat, Apparatus musico-organisticus - René Saorgin, orgue de Malaucène (juillet 1973, Harmonia Mundi HMA 1901227) (OCLC 1015876458 et 180059046)
- Muffat, Apparatus musico-organisticus - Adriano Falcioni, orgue (2014, Brilliant Classics) (OCLC 868833142)
- Orgues historiques d'Autriche : Toccatas de Johann Jacob Froberger, Jakob Hassler, Georg Muffat et Johann Speth - Gustav Leonhardt, orgue Egedacher de l'abbaye de Schlägl ; orgue Freundt de l'abbaye de Klosterneuburg (15, 17-18 septembre 1995, Sony) (OCLC 38047408)
- Buxtehude : rares sont les disques comprenant plus d'une toccata — à part le coffret M.-C. Alain qui regroupe les BuxWV 155 à 157 sur le second disque de son coffret de trois (Erato/Warner) — c'est ainsi des autres intégrales ou sélections d'Ulrik Spang-Hanssen (Documents), Olivier Vernet (Ligia), Michel Chapuis (Astrée/Naive), Kei Koito (Claves), François Jacob (Zig-Zag Territoires), Ton Koopman (Novalis et Challenge Classics), Simone Stella (Brilliant Classics) et Harald Vogel (MDG). Ce dernier en comporte quatre, BuxWV 155, 156, 157 et 164, étalés sur les quatre premiers des sept disques.
- Pachelbel, Intégrale des toccatas pour orgue - Erik Feller, orgue Daniel Birouste de Plaisance-du-Gers (novembre 2000, Arion ARN 68553)[446] (OCLC 1126661656)
- Bach, Grandes toccatas - André Isoir, orgue Grenzing de St-Cyprien-en-Perigord (1975, Calliope CAL0798)[447] (OCLC 1109399963)

### Anthologies au clavecin
- Toccata, de Claudio Merulo à Jean-Sébastien Bach : œuvres de Merulo, Sweelinck (SwWV 296), Picchi, Frescobaldi, Rossi, Froberger, Kerll, Weckmann, Buxtehude (BuxWV 165), Reincken et Bach (BWV 912) - Andrea Buccarella, clavecins de Philippe Humeau (2019, Ricercar RIC407)[448],[449] (OCLC 1129457589)

### Anthologies à l'orgue
- Grandes toccatas pour orgue : Bach (BWV 565 et 540), Frescobaldi, Froberger, Pachelbel, Muffat, Widor, Vierne et Gigout - Pierre Cochereau, Grand orgue de Notre-Dame de Paris (1962-1973, Philips 454 536-2) (OCLC 658377443)
- Toccata : Alexandre-Pierre-François Boëly, Louis James Alfred Lefébure-Wély, Alexandre Guilmant, Gabriel Pierné, Charles-Marie Widor, Guy Ropartz - André Isoir, orgue (« L'orgue romantique » Calliope CAL 5922 / La Dolce Volta) (OCLC 1045070644)
- Toccatas : Eugène Gigout, Théodore Dubois, Léon Boëllmann, Charles-Marie Widor, Alexandre Guilmant, Louis Vierne - Olivier Vernet, orgue François-Henri Clicquot (1781) reconstruit par Aristide Cavaillé-Coll (1862) (2-4 avril 2001, Ligia 0104096-01)[450](OCLC 961217472)

### Anthologies au piano
- Toccata, vol. 1 : Scarlatti (Toccata Coïmbra ms. 58/1), Schumann, Liszt, Czerny, Rheinberger (op. 12), Alicia Terzian (op. 4), Louise Talma (Alleluja en forme de Toccata), Khachaturian – Şahan Arzruni (en), piano (1973, Musical Heritage Society MHS 1843) (OCLC 3098906)
- Toccatas : Pasquini, Scarlatti, Czerny, Schumann, Balakirev, Chaminade, Massenet, Saint-Saëns, Holst, Poulenc, Ravel, Debussy, Prokofiev - Jean Dubé, piano (2007, 2 CD Syrius) (OCLC 742930609)
- Touch, the Toccata project : American composers : toccatas pour piano après 1900 (vol. 1) - Philip Amalong, piano (2009, Albany Records TROY1142)[451] (OCLC 1004947427) — avec des œuvres de George Antheil, Irving Fine, Roy Harris, Lee Hoiby, Benjamin Lees, Raymond Lewenthal, Lowell Liebermann, Gian Carlo Menotti, Vincent Persichetti, Wallingford Riegger, Ned Rorem, Leo Sowerby, etc.

## Lettres et romans
- Jonathan Littell dans Les Bienveillantes (Gallimard, 2006) — Prix Goncourt, Grand Prix de l'Académie française. Les sept chapitres du roman, situé pendant la dernière guerre mondiale, portent les titres d'une suite baroque (Allemande, Courante, Sarabande, etc.), et s'ouvre sur une toccata…